# Métopes du Parthénon
Vous lisez un « article de qualité » labellisé en 2016.
Les métopes du Parthénon sont un ensemble de quatre-vingt-douze plaques sculptées carrées en marbre du Pentélique originellement situées au-dessus des colonnes du péristyle du Parthénon, sur l'Acropole d'Athènes. Si elles ont été réalisées par plusieurs artistes, le maître d'œuvre fut certainement Phidias. Elles furent sculptées entre 447 ou 446 av. J.-C. et au plus tard 438 av. J.-C., avec 442 av. J.-C. comme date probable d'achèvement. Elles sont pour la plupart très endommagées. Le plus souvent, il n'y a que deux personnages par métope.
Les interprétations de ces métopes ne sont que des conjectures, à partir de silhouettes parfois à peine discernables, par comparaison avec d'autres représentations contemporaines (vases principalement). Il y aurait un thème par côté du bâtiment, représentant un combat à chaque fois : amazonomachie à l'ouest, chute de Troie au nord, gigantomachie à l'est et combat des Centaures et des Lapithes au sud. Les métopes ont un thème uniquement guerrier, comme le décor de la statue chryséléphantine d'Athéna Parthénos abritée dans le Parthénon. Il semble être une évocation de l'opposition entre l'ordre et le chaos, entre l'humain et l'animal (parfois les tendances animales dans l'humain), entre la civilisation et la barbarie, voire l'Occident et l'Orient. Ce thème général est considéré comme une métaphore des guerres médiques et donc une mise en valeur de la cité d'Athènes.
La majeure partie des métopes a été systématiquement détruite par les chrétiens au moment de la transformation du Parthénon en église vers le VIe ou VIIe siècle. Une poudrière installée dans le bâtiment par les Ottomans explosa lors du siège d'Athènes par les Vénitiens en septembre 1687, poursuivant la destruction. Les métopes sud sont les mieux conservées. Quatorze d'entre elles sont au British Museum de Londres et une se trouve au Louvre. Celles des autres côtés, très endommagées, sont à Athènes, parfois même encore en place sur le bâtiment.

## Le Parthénon

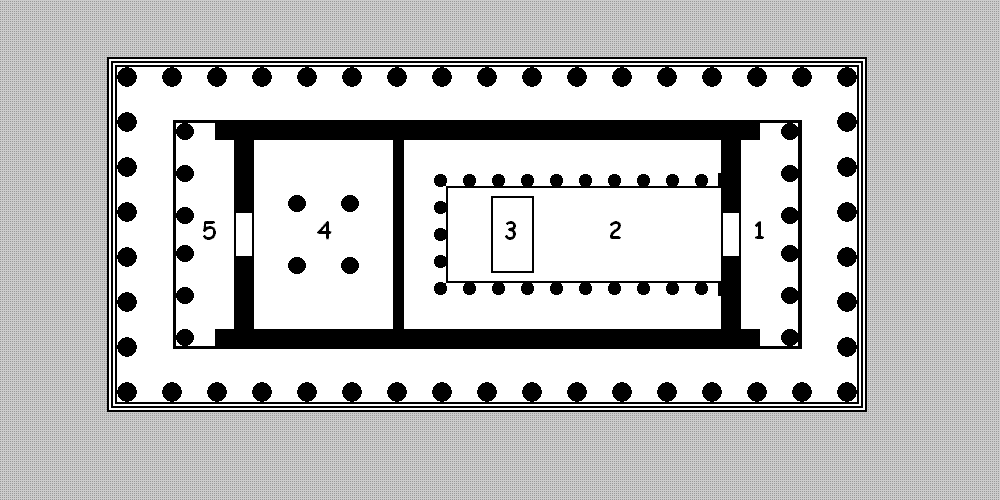
Plan du Parthénon :
1) Pronaos (côté est)
2) Naos hécatompédos (côté est)
3) Statue chryséléphantine d'Athéna Parthénos
4) Parthénon (salle des vierges, trésor) (côté ouest)
5) Opisthodome (côté ouest)

En 480 av. J.-C., les Perses saccagèrent l'Acropole d'Athènes dont un « pré-Parthénon » alors en construction,,. Après leurs victoires de Salamine et Platées, les Athéniens auraient juré de ne pas achever les temples détruits mais de les laisser tels quels, en souvenir de la « barbarie » perse,.
La puissance d'Athènes grandit ensuite peu à peu, principalement au sein de la ligue de Délos qu'elle contrôlait de façon de plus en plus hégémonique. D'ailleurs, en 454 av. J.-C., le trésor de la ligue fut transféré de Délos à Athènes. Un vaste programme de constructions fut alors lancé, financé par ce trésor ; parmi celles-ci, le Parthénon,. Ce bâtiment nouveau n'était pas prévu pour devenir un temple, mais un trésor destiné à accueillir la colossale statue chryséléphantine d'Athéna Parthénos.
Le Parthénon fut érigé entre 447 et 438 av. J.-C.. Le « pré-Parthénon » (peu connu) était hexastyle. Son successeur, plus grand, fut octostyle (huit colonnes en façade et dix-sept sur les côtés du péristyle) et mesurait 30,88 mètres de large pour 69,50 mètres de long. Le sékos (partie fermée entourée du péristyle) en lui-même avait une largeur de 19 mètres. Ainsi, deux grandes salles purent être créées : l'une, à l'est, pour accueillir la statue d'une douzaine de mètres de haut ; l'autre, à l'ouest, pour abriter le trésor de la ligue de Délos,. Le chantier fut confié à Ictinos, Callicratès et Phidias. Le projet de décor était à la fois traditionnel dans sa forme (frontons et métopes) et inédit dans son ampleur. Les frontons furent plus grands et plus complexes que ce qui avait été fait jusque-là. Le nombre de métopes (92), toutes sculptées, était sans précédent, et ne fut jamais renouvelé. Enfin, alors que le temple était d'ordre dorique, le décor autour du sékos (normalement composé de métopes et triglyphes) fut remplacé par une frise d'ordre ionique,,.

## Description générale

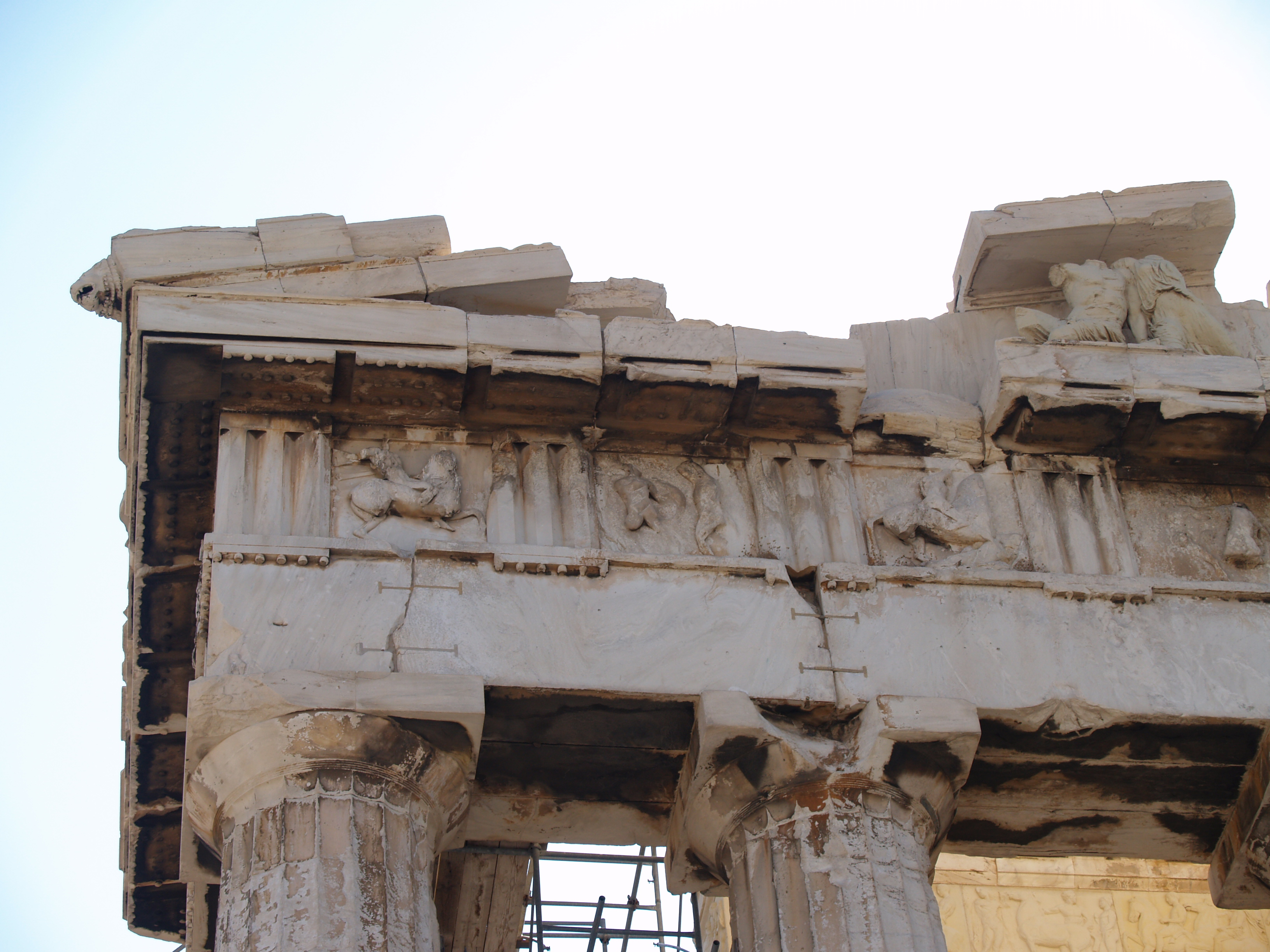
Détail de l'angle nord-ouest du Parthénon. Au-dessus des colonnes : la frise de style dorique, avec alternance de métopes et triglyphes. En arrière de la colonnade : la frise ionique qui entoure le naos, dite « frise des Panathénées ».

### Structure d'ensemble
Sur les bâtiments doriques en marbre, les métopes décoraient l'entablement au-dessus de l'architrave, en alternance avec les triglyphes. Ces dernières étaient une réminiscence des poutres de bois qui soutenaient le toit. La partie entre les triglyphes, d'abord simple espace de pierre vierge, fut rapidement utilisée pour recevoir un décor sculpté.
Le Parthénon comptait quatre-vingt-douze métopes polychromes : quatorze sur chacune des façades est et ouest et trente-deux sur chacun des côtés nord et sud. Pour les désigner, les spécialistes les numérotent habituellement de gauche à droite avec des chiffres romains. Elles furent sculptées sur des plaques de marbre du Pentélique pratiquement carrées : 1,20 mètre de haut pour une largeur variable, mais en moyenne de 1,25 mètre. À l'origine, le bloc de marbre mesurait 35 centimètres d'épaisseur : les sculptures furent réalisées en haut-relief, voire en très haut-relief à la limite de la ronde-bosse, se détachant d'environ 25 centimètres,,,,,. Les métopes se trouvaient à une douzaine de mètres de hauteur et comptaient en moyenne deux personnages chacune.
Aucun bâtiment grec antique n'a jamais été orné d'un nombre aussi important de métopes, et de métopes avec un décor sculpté, ni avant ni après la construction du Parthénon. Sur le temple de Zeus à Olympie, plus ancien, seules celles du porche intérieur ont été sculptées ; sur le « Théséion », contemporain, seules celles de la façade est, et les quatre dernières (vers l'est) sur les côtés nord et sud, ont été sculptées.

### Thèmes et interprétations
Il n'existe pas de description antique des métopes qui pourrait aussi en donner une interprétation définitive. La première évocation littéraire du décor sculpté du Parthénon fut écrite par Pausanias au IIe siècle apr. J.-C. ; il ne décrit cependant que les frontons,. Malgré tout, un travail de comparaison avec les thèmes de la céramique attique contemporaine peut donner des pistes d'interprétation.
Le thème général des quatre-vingt-douze métopes est purement guerrier, comme pour la statue chryséléphantine d'Athéna, mais en contraste avec les frontons et la frise. Il semble s'agir d'une opposition entre l'ordre et le chaos, entre l'humain et l'animal (parfois entre les différentes tendances animales dans l'humain), entre la civilisation et la barbarie, voire entre l'Occident et l'Orient. L'ensemble est souvent considéré comme une métaphore des guerres médiques,,,. Un thème sous-jacent pourrait être celui du mariage et le fait que la rupture de son harmonie entraîne le chaos. Dès lors, on retrouverait comme ailleurs sur le Parthénon la célébration des valeurs civiques dont le mariage entre citoyens et filles de citoyens étaient un des fondements.
Les métopes des côtés est, nord et ouest ont beaucoup souffert principalement d'une destruction systématique par les chrétiens autour des VIe ou VIIe siècle : il est donc difficile de savoir avec précision ce qu'elles représentaient. À l'est, côté le plus important religieusement, le thème des métopes serait la gigantomachie. Zeus et Héra (ou Athéna) seraient représentés sur les métopes centrales, les combats s'organisant symétriquement autour d'elles. À l'ouest, elles représentaient des Grecs combattant des adversaires en costume oriental. L'interprétation la plus courante est qu'il s'agit de l'amazonomachie ; cependant, les métopes ont subi de tels dégâts qu'il est difficile de savoir si les adversaires des Grecs sont de sexe masculin ou féminin. S'il s'agissait d'hommes, alors il pourrait s'agir de Perses ; cependant, il existe peu de représentations de Perses à cheval. Lors du siège d'Athènes par les Vénitiens de Francesco Morosini en 1687, les métopes du côté nord furent très endommagées par l'explosion de la réserve de poudre installée dans le Parthénon. Cependant, des identifications ont été proposées : une des métopes représenterait Ménélas et sa voisine Hélène ; une autre encore Énée et Anchise. Le thème général de ce côté pourrait donc être la chute de Troie,,,,. Enfin, les métopes sud n'ont pas été endommagées par l'iconoclasme chrétien, mais ont souffert de l'explosion de 1687. Les dernières qui restent, situées à chaque extrémité du Parthénon, représentent le combat des Centaures et des Lapithes, mais les métopes centrales, connues uniquement par des dessins attribués à Jacques Carrey suscitent des controverses d'interprétation. Certains archéologues considèrent qu'il pourrait s'agir d'un combat purement athénien entre humains et centaures,,.

### Sculpture et peinture
La sculpture des métopes du Parthénon s'effectuait en plusieurs étapes. L'artiste commençait par dessiner les contours de ses personnages ; il enlevait ensuite le marbre en dehors du dessin, jusqu'au « fond » de la métope ; il continuait en détachant la figure du fond ; il terminait en affinant les personnages eux-mêmes. Il est possible que plusieurs sculpteurs, chacun spécialisé dans une de ces étapes, aient pu collaborer. Le travail de sculpture a dû être réalisé au sol, avant que les métopes fussent mises en place, au sommet des murs. Les sculpteurs, nécessairement nombreux, commencèrent sûrement à travailler dès 447 ou 446 av. J.-C. pour achever leur œuvre avant 438 av. J.-C., date à laquelle les travaux pour le toit commencèrent ; 442 av. J.-C. ou un peu après est une date d'achèvement probable. De plus, s'il fallait que le décor sculpté fût fini, il n'en était pas de même pour la peinture ou les ornements en métal qui pouvaient être ajoutés plus tard,. Certains artistes ont pu travailler sur plusieurs métopes. Ainsi, pour la métope est VI, Poséidon est dans la même position que le Lapithe sur la métope sud II, tandis que le géant en train de tomber est très proche du Lapithe sur la métope sud VIII, ce qui pourrait signifier qu'elles sont de la même main ; à moins qu'il n'y ait qu'inspiration et imitation.
Aucun nom de sculpteur n'a été conservé. Cependant, comme il existe de grandes différences de qualité et de style entre les métopes, il est fort probable qu'elles furent réalisées par plusieurs sculpteurs. Certaines d'entre elles apparaissent « anciennes », semblant dues à des artistes plus vieux ou plus conservateurs ; mais elles pourraient aussi avoir été réalisées en premier. Celles dont la qualité n'est pas au niveau des autres suggèrent aussi que devant l'ampleur du chantier, il a fallu employer tous les sculpteurs dont on disposait. Une dernière hypothèse fait la synthèse de toutes les autres : au début du chantier, de nombreux artistes furent embauchés ; mais au fur et à mesure de l'avancement des travaux, les moins bons furent peu à peu écartés, non sans avoir déjà produit les premières métopes, de moins bonne qualité,,,. Plusieurs métopes sud sont d'une telle qualité qu'il a été conclu qu'elles devaient avoir été sculptées parmi les dernières ; dans certains cas, des noms de sculpteurs comme Myron, Alcamène ou Phidias lui-même ont été évoqués. Robert Spenser Stanier a proposé en 1953 une estimation d'un coût total de 10 talents pour la réalisation des métopes.
Les métopes du Parthénon étaient, comme le reste du décor, polychromes. Le fond était certainement de couleur rouge, en contraste avec les triglyphes en bleu moyen ou foncé. La corniche au-dessus de la métope devait aussi être colorée. Les personnages étaient peints, avec les yeux, les cheveux, les lèvres, les bijoux et les drapés rehaussés. Les peaux des figures masculines devaient être plus foncées que celles des personnages féminins. Certaines métopes comprenaient des éléments de paysage, peut-être peints eux aussi. Le décor était fini avec l'ajout d'éléments (armes, roues ou harnachement) en bronze ou bronze doré, comme l'attestent les nombreux trous de fixation : on en compte plus de 120 sur les métopes sud, les mieux conservées. Ces éléments de décor pouvaient aussi servir à une identification plus rapide des personnages,. Il existe des liens très forts entre les sujets des métopes et la statue chryséléphantine d'Athéna conservée dans le Parthénon. Cela pourrait signifier que Phidias fut le maître d'œuvre du chantier,.

## Histoire et conservation

### Histoire du Parthénon et de ses métopes

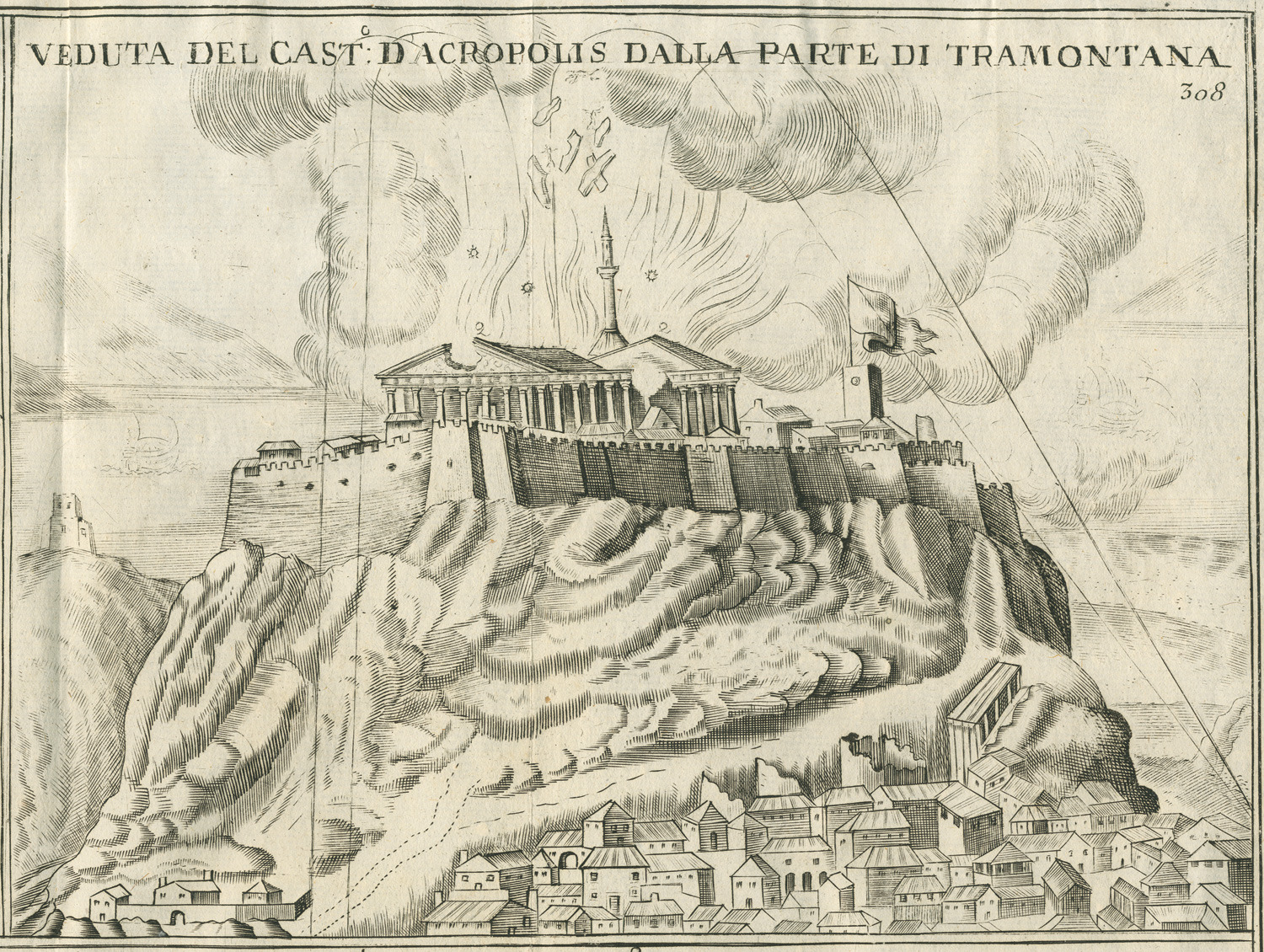
Explosion de la réserve de poudre installée dans le Parthénon lors du siège d'Athènes par les Vénitiens le 26 septembre 1687.

Le Parthénon fut ravagé par un incendie à une date mal déterminée durant l'Antiquité tardive, causant de graves dégâts dont la destruction du toit. La chaleur intense fissura de nombreux éléments de marbre, dont les entablements et par conséquent les métopes. Une restauration extensive fut réalisée : le toit fut refait mais ne couvrait plus que l'intérieur ; les métopes se trouvèrent donc plus exposées (faces avant et arrière) aux intempéries. Jusqu'à l'édit de Théodose en 380, le Parthénon conserva son rôle religieux « païen ». Il semble avoir connu ensuite une période plus ou moins longue d'abandon. Quelque part entre le VIe siècle et le VIIe siècle, le bâtiment fut transformé en église.
Jusqu'à ce moment-là, les quatre-vingt-douze métopes étaient restées quasiment intactes. Celles des côtés est, ouest et nord furent alors systématiquement endommagées par les chrétiens, qui désiraient effacer les anciens dieux. Seul le décor sculpté d'une métope nord, avec deux figures féminines, a survécu, peut-être parce qu'il a été interprété comme une Annonciation (la figure assise à droite interprétée comme la Vierge Marie et la figure debout à gauche comme l'Archange Gabriel). Les métopes sud y ont échappé, peut-être parce que ce côté du Parthénon était trop près du bord de l'Acropole ; peut-être parce que le Physiologus inclut les centaures dans son bestiaire symbolique,,,,. Le bâtiment ne subit en revanche aucun dommage lors de la conversion du Parthénon-église en mosquée au XVe siècle, ni pendant les deux siècles qui suivirent. En 1674, un artiste au service du marquis de Nointel (ambassadeur français auprès de la Porte), peut-être Jacques Carrey, dessina une grande partie des métopes qui subsistaient, malheureusement seulement sur le côté sud,. Une grande partie des métopes fut détruite lors du siège d'Athènes par les Vénitiens commandés par Francesco Morosini le 26 septembre 1687 lors de l'explosion de la réserve de poudre installée dans le Parthénon,,. Après le départ des Vénitiens dès 1688, et le retour des Ottomans, le bâtiment abrita à nouveau une mosquée. Les morceaux de marbre dispersés autour des ruines, dont des fragments de métopes, furent réduits en chaux ou réutilisés comme matériau de construction, dans la muraille de l'Acropole par exemple. Au XVIIIe siècle, les voyageurs occidentaux, de plus en plus nombreux, s'emparaient de morceaux de sculpture en guise de souvenirs,.

### Lord Elgin

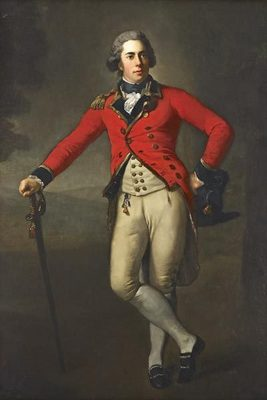
Lord Elgin par Anton Graff (1788).

#### Arrachage et exportation des marbres
En août 1800, l'équipe d'artistes (peintres, graveurs, mouleurs) engagée par Lord Elgin, ambassadeur britannique auprès du gouvernement ottoman, arriva à Athènes. Elle était dirigée par le peintre Giovanni Battista Lusieri. Elle avait pour mission première de peindre et mouler les antiquités d'Athènes, et en second lieu d'en acheter. Cependant, les artistes ne pouvaient s'approcher suffisamment près des métopes pour les dessiner et les mouler, le Parthénon étant situé sur l'Acropole d'Athènes, une forteresse militaire interdite aux étrangers,. Elgin, en juillet 1801, demanda et obtint de la Porte un firman accordant à ses employés un accès définitif à la place forte. La reconquête de l'Égypte par les Britanniques plaçait en effet l'ambassadeur et ses employés en situation diplomatiquement favorable. Malgré tout, le texte de ce document officiel était ambigu, offrant diverses possibilités d'interprétation : les agents d'Elgin étaient-ils autorisés à emporter ce qu'ils trouvaient lors de leurs fouilles ou autorisés à emporter tout ce qu'ils voulaient des bâtiments antiques ? Philip Hunt, chapelain de l'ambassadeur, réussit à imposer une interprétation libérale du firman aux autorités locales, qui furent aussi grassement payées. En fait, tout se joua sur le sort des métopes. Fin juillet 1801, Hunt demanda et obtint l'autorisation d'en emporter une. Dès le 31 juillet 1801, il était allé au-delà : deux métopes sud furent retirées, apportées dans la demeure du consul anglais Logotheti puis embarquées au Pirée pour l'Angleterre,.
Le travail fut destructeur. Malgré l'état du bâtiment, pour avoir accès aux métopes, il fallut enlever l'intégralité de ce qui restait de la corniche sud qui fut jetée au sol. L'ampleur de la tâche est peut-être la raison pour laquelle la métope I sud est encore en place : il aurait fallu trop d'efforts pour y accéder. Il fallait en effet travailler vite, car les Français (et tout spécialement l'archéologue Fauvel à qui les agents d'Elgin avaient « emprunté » l'équipement : échafaudage et chariot) commençaient à revenir en grâce auprès des Ottomans. En mai 1802, quand Lord Elgin et son épouse vinrent à Athènes inspecter les travaux, sept métopes avaient été enlevées du Parthénon, ainsi que les statues des frontons et une vingtaine de plaques de la frise. À l'automne, en plus d'autres éléments de décor, deux nouvelles métopes furent descendues du bâtiment. Lusieri travaillait dans l'urgence et avec de moins en moins de précautions. Le 16 septembre, il écrivit à son commanditaire que pour la « huitième métope, celle où le Centaure emporte la femme […] [il avait été] obligé d'être un peu barbare » : par là, il signifiait qu'il avait fait tomber encore plus de corniche.
Les métopes et le reste de la collection Elgin furent entreposés au Pirée. Lorsqu'un navire de guerre britannique y faisait escale, il en profitait pour en embarquer une partie, sur ordre de l'ambassadeur et malgré les réticences des officiers. Le retour de la paix accéléra les choses. Les caisses partirent en ordre dispersé. Ainsi, les deux premières métopes, celles de juillet 1801, furent embarquées sur un navire marchand de Raguse qui les emporta, via Halicarnasse et Cnide, en Égypte ; de là, elles furent transportées à Malte sur un autre navire avant de finir à Londres. Finalement, l'ensemble de la collection n'arriva dans la capitale britannique qu'en 1811.

#### Installation à Londres
Lord Elgin loua alors une résidence sur Park Lane pour exposer, de façon temporaire, sa collection à partir de juin 1807. Antonio Canova fut contacté en vue d'une restauration des statues de marbre, comme c'était alors la mode. Il refusa d'y toucher, déclarant que ce serait un sacrilège. Son élève John Flaxman n'eut pas ces scrupules et accepta de s'en charger, mais la restauration n'eut jamais lieu car Elgin était désormais ruiné. Sa dette totale à la suite de frais occasionnés par sa collection s'élevait à 27 000 livres et Flaxman en réclamait 20 000 de plus pour ses travaux.
Exposés dans un « abri de jardin » dans la résidence Elgin sur Park Lane, les marbres devinrent rapidement très à la mode. Toute la bonne société londonienne ainsi que les artistes vinrent visiter l'exposition temporaire. Les difficultés de Lord Elgin s'aggravèrent cependant. Richard Payne-Knight, membre influent de la Société des Dilettanti, déclara que les marbres ne dataient que de la période d'Hadrien, se basant sur les conclusions de Jacob Spon qui s'était rendu à Athènes à la fin du XVIIe siècle. Payne-Knight soutint cette thèse jusqu'à sa mort, dix-huit ans plus tard. Elle fut acceptée par beaucoup, parfois dans une version plus subtile : les marbres auraient été endommagés durant l'Antiquité et restaurés à l'époque d'Hadrien. Au début des années 1810, les travaux de l'équipe d'Elgin sur le Parthénon furent dénoncés comme des déprédations (étaient dénoncés, outre la spoliation, les dégâts occasionnés au Parthénon comme la destruction de la corniche pour accéder aux métopes), principalement par le grand poète de l'époque, Lord Byron, mais aussi par Edward Daniel Clarke qui publia le récit de voyage le plus populaire de l'époque, ou encore par l'archéologue Edward Dodwell. Pressé par les problèmes financiers, Lord Elgin n'avait plus les moyens de conserver sa collection qu'il avait déjà tenté, sans succès, de vendre à l'État britannique en 1803. Il quitta sa résidence de Park Lane et les marbres furent entreposés dans une arrière-cour de Burlington House qui appartenait alors au duc de Devonshire. Lorsque ce dernier vendit son hôtel particulier au milieu des années 1810, Lord Elgin dut trouver une solution pour ses cent vingt tonnes de marbre. Il tenta à nouveau de les vendre à l'État britannique, mais la période était mal choisie car à cette même époque, la France vaincue devait restituer les œuvres d'art qu'elle avait prélevées à travers l'Europe au fil des guerres napoléoniennes. La question de la restitution des « marbres d'Elgin » se posa alors sérieusement, même si le Prince-Régent y était opposé. En parallèle, Louis Ier de Bavière déposa dans une banque londonienne une somme destinée à acheter les marbres si le gouvernement anglais devait les refuser. Elgin demandait que les marbres lui fussent achetés au prix qu'ils lui avaient coûté, soit 74 240 livres. Il lui fut proposé 35 000 livres : il accepta et resta donc lourdement endetté. Les marbres furent installés au British Museum. Dans la loi d'achat votée par le Parlement, il fut proposé un amendement stipulant que la Grande-Bretagne ne garderait les marbres que jusqu'à ce que leur propriétaire légitime les réclame. Mais cet amendement fut rejeté.

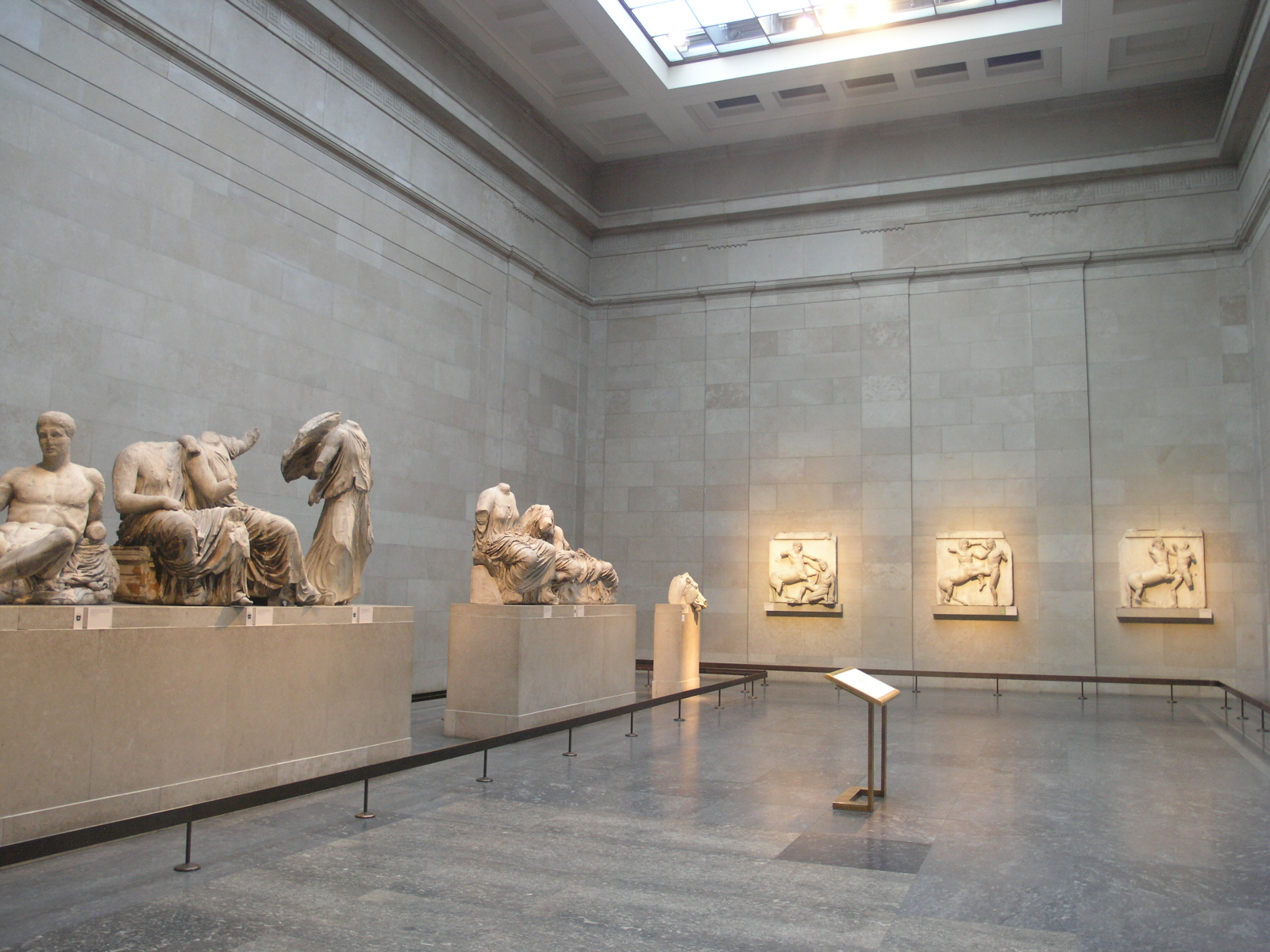
Installation des métopes au British Museum, à côté du fronton est.

Dès les premières années qui suivirent son indépendance, la Grèce essaya de faire revenir sur son sol les marbres du Parthénon, dont bien sûr les métopes. Ainsi, des négociations se déroulèrent entre 1834 et 1842 lorsque le roi Othon tenta de les racheter.
Depuis, le gouvernement grec exige régulièrement la restitution des métopes du Parthénon, et avance deux arguments : le premier fait valoir que tout État doit pouvoir être propriétaire d'un élément essentiel de son patrimoine culturel ou historique ; le second, que les métopes ont été achetées au gouvernement ottoman, qui ne représentait pas le peuple grec,. À cette argumentation, le gouvernement britannique répond que les métopes ont été achetées au représentant de l'autorité souveraine en fonction au moment de la vente, c'est-à-dire la Sublime Porte et que l'État britannique en est donc le légitime propriétaire. Quant au British Museum, il répond que les métopes font partie du patrimoine mondial et qu'elles sont plus accessibles au public à Londres qu'à Athènes,,.
Les partisans du British Museum affirment également que les marbres ont été mieux conservés à Londres que dans la pollution athénienne. Or, l'atmosphère du Londres victorien était une des plus polluées de l'histoire humaine. Les traces de suie, de dioxyde de carbone et de soufre datant du XIXe siècle sont encore visibles sur les blocs les plus fragiles ayant échappé au nettoyage intempestif de 1937-1938. En effet, lorsque le marchand d'art Joseph Duveen décida de financer une nouvelle aile du British Museum pour accueillir les marbres, il posa un certain nombre d'exigences, dont celle de les nettoyer. Persuadé que le marbre antique était à l'origine d'une blancheur immaculée, il paya le personnel de service du musée pour en faire enlever la suie. Ce nettoyage, à l'eau, mais aussi à l'aide d'abrasifs, voire de ciseaux métalliques fut interrompu au bout de quinze mois, lorsque le directeur du musée fut alerté (en l'absence du conservateur responsable des marbres), après la découverte de l'état dégradé des métopes. L'affaire, d'abord passée sous silence, fut révélée par la presse au printemps 1939,.

### Conservation
Quinze des métopes sud se trouvent au British Museum, à la suite du travail des agents de Lord Elgin,,,. La métope sud VI y arriva par une autre voie. Elle était tombée lors d'une tempête et s'était brisée en trois ; les membres ont probablement disparu au même moment. En 1788, elle fut « volée » par Louis-François-Sébastien Fauvel avec la complicité d'un Turc : elle fut lancée du haut des remparts de l'Acropole sur un tas de fumier en contrebas. Cependant, elle ne fut expédiée qu'en 1803 à bord de la corvette L'Arabe. Le navire fut arraisonné par les Britanniques, lorsque la guerre reprit après la rupture de la paix d'Amiens. Les marbres qu'il transportait finirent à Londres où ils furent acquis par Lord Elgin. La métope est donc maintenant au British Museum,,.
Après leur achat par le British Museum en 1816, les marbres furent exposés dans une salle temporaire, jusqu'à ce que l'aile dessinée par Robert Smirke, dite « Elgin Room » fût achevée en 1832. Dans les années 1930, Joseph Duveen offrit une nouvelle aile nommée la « Duveen Gallery », dessinée par John Russell Pope. Achevée en 1938, les marbres ne purent y être placés avant la Seconde Guerre mondiale. Pendant le conflit, les métopes furent mises à l'abri dans les tunnels du métro de Londres, ce qui s'avéra pertinent puisque la Duveen Gallery fut intégralement détruite par les bombardements. Elles quittèrent leur abri souterrain en 1948-1949 pour être réinstallées dans la « Elgin Room », avec le reste des marbres. Elles trouvèrent leur emplacement actuel en 1962, à la fin de la reconstruction de la nouvelle aile.
La métope sud X a été achetée au début de l'année 1788 aux autorités ottomanes. L'acquisition a été faite par Louis-François-Sébastien Fauvel pour le compte de son employeur, l'ambassadeur de France à Constantinople, le comte de Choiseul-Gouffier. Ce fut le vice-consul de France à Athènes, Gaspari, qui se chargea des négociations. La métope fut expédiée en mars 1788 et arriva en France le mois suivant. Cependant, à l'été 1793, Choiseul-Gouffier avait émigré en Russie. Il fut frappé par le décret du 10 octobre 1792 qui confisquait les biens des émigrés. La métope se trouve donc au Musée du Louvre,,.
Celles qui restèrent in situ tout au long des XIXe et XXe siècles subirent les assauts des intempéries et surtout de la pollution. Les métopes est ont été enlevées du bâtiment en 1988-1989 et déposées au musée de l'Acropole d'Athènes, avec sud XII. Elles ont été remplacées par des moulages en ciment sur le Parthénon. Sud I, XXIV, XXV et XXVII à XXXII nord et les quatorze métopes de la façade ouest sont encore en place, parfois en très mauvais état (ouest VI et VII ont perdu tout leur décor), parfois intactes (sud I et nord XXXII). De nombreux fragments sont dans divers musées européens : Rome, Munich, Copenhague (musée national du Danemark), Wurtzbourg (Martin von Wagner Museum), Paris, etc. D'autres morceaux qui avaient servi à renforcer les fortifications sud de l'Acropole au XVIIIe siècle en ont été retirés depuis les années 1980-1990. Il pourrait s'agir tout aussi bien de fragments des métopes sud que des métopes nord,,,.
La Skulpturhalle de Bâle propose les moulages de l'ensemble des métopes connues.

## Description détaillée

### Métopes ouest

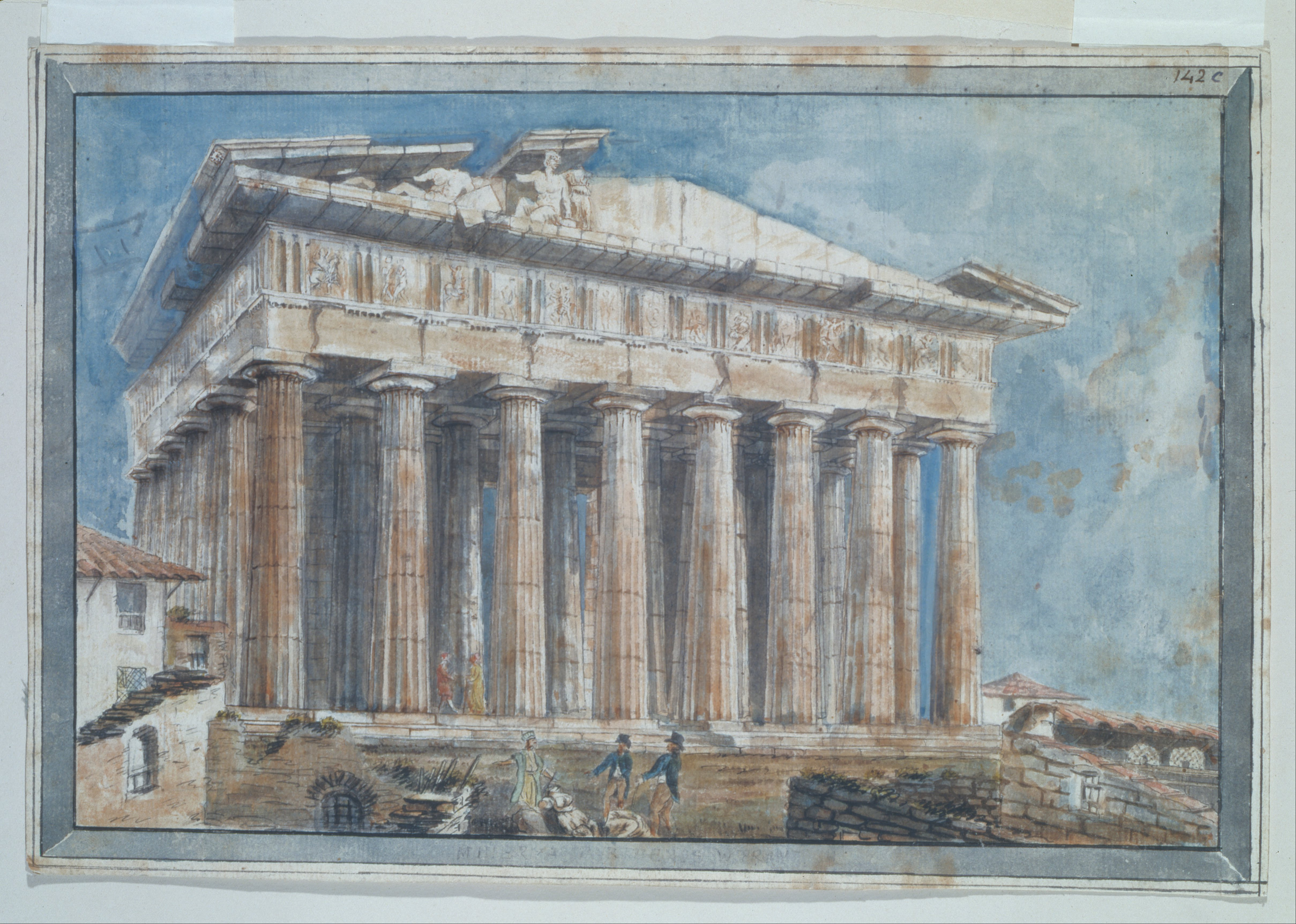
La façade ouest du Parthénon, peinte par William Gell en 1801 ; les métopes sont discernables sous le fronton.

Les quatorze métopes de la façade ouest sont encore toutes en place sur le bâtiment. Cependant, elles ont tellement souffert, principalement des destructions par les chrétiens, qu'il est difficile de déterminer ce qu'elles représentent. Ainsi, ouest VI et VII sont tellement abîmées qu'il n'est même plus possible d'y discerner quoi que ce soit,. Le peintre William Pars, désigné par la Société des Dilettanti pour accompagner Richard Chandler et Nicholas Revett lors du second voyage d'études archéologiques financé par cette société, dessina vers 1765-1766 les métopes ouest I, III, IV, V, VIII à XI et XIV. Ses dessins montrent qu'elles étaient dans cette seconde moitié du XVIIIe siècle dans un état de délabrement très proche de celui qu'on leur connaît actuellement.
Ces métopes étaient celles que les visiteurs arrivant sur l'Acropole voyaient en premier : le choix de leur thème était donc essentiel. L'interprétation la plus courante est qu'il s'agit d'une amazonomachie, très probablement l'épisode athénien de ces combats entre les Grecs et les femmes guerrières. Il concernait Thésée et la reine amazone Antiope (parfois appelée Hippolyte) qui, selon les versions, aurait été enlevée ou aurait suivi volontairement le héros athénien. Les Amazones auraient traversé le Bosphore et envahi l'Attique pour récupérer leur souveraine. L'armée athénienne, dirigée par Thésée, aurait réussi à repousser l'envahisseur oriental.
Cependant le sujet reste controversé, en grande partie à cause du mauvais état des sculptures. Une autre hypothèse avance qu'il pourrait s'agir d'un combat contre des Perses. La discussion se fait autour des vêtements des adversaires des Grecs. Les Amazones sont habituellement représentées portant un chiton court avec les épaules dégagées. Or, ici, certaines portent une chlamyde, un chapeau, des bottes et un bouclier. Par contre, ces adversaires des Grecs ne portent pas non plus le pantalon caractéristique des représentations des Perses,. Les Grecs, quant à eux, sont nus (deux ont une chlamyde, en grande partie tombée), avec épée et bouclier,. Quelle que soit l'hypothèse retenue, pour le citoyen athénien ou le visiteur étranger, l'interprétation évidente de ce décor ouest était l'échec de l'invasion de l'Attique par l'armée perse lors des guerres médiques.
Deux fresques représentant l'amazonomachie existaient déjà à Athènes à l'époque : l'une dans l'hérôon de Thésée (pas encore retrouvé) et l'autre dans la Stoa Poikilè attribuée à Micon qui avait inclus dans son œuvre des Amazones à cheval. Ces fresques ont pu servir d'inspiration aux artistes pour les métopes du Parthénon, mais aussi pour le bouclier de la statue chryséléphantine.
Chaque métope représente un duel entre un Grec et une Amazone, autour de Thésée, personnage central,. Les Amazones ont été représentées alternativement à cheval (métopes ouest I, III, V, VII (?), IX, XI, XIII) victorieuses et à pied (métopes ouest II, IV, VI (?), VIII, X, XII, XIV) vaincues,,. Il y a cependant trois exceptions à cette alternance. La métope ouest I n'arbore qu'une Amazone à cheval ; sur la métope ouest II, il semblerait que ce soit l'Amazone à pied qui soit victorieuse et pas le Grec ; sur la métope ouest VIII, l'Amazone est à cheval, mais elle semble être défaite.
L'Amazone en métope ouest I est à cheval, sans adversaire. Elle pourrait représenter l'arrivée de renforts ou l'arrière-garde. Elle tenait peut-être une lance, auquel cas sa victime a disparu,,. Margarete Bieber émet l'hypothèse qu'il pourrait s'agir d'Hippolyte elle-même venant combattre avec les Grecs. Et symétriquement, selon l'archéologue américaine, Thésée se trouverait en métope ouest XIV. De la métope ouest II ne restent que les hanches et le torse très endommagés du guerrier grec à gauche. Il est identifiable à son bouclier rond au bras gauche. Son adversaire devait être vêtue d'un chiton court. Il en reste la jambe gauche et le haut du corps. Il est possible de considérer qu'elle devait avoir une épée au-dessus de la tête, s'apprêtant à frapper le Grec. La composition des métopes ouest III, V, IX et XIII est similaire, la ouest V étant un peu plus endommagée, la ouest XIII étant la mieux préservée. Une Amazone tournée vers la droite est à cheval. Sa monture piétine le Grec nu allongé au sol. Le geste qu'elle fait pourrait être celui d'enfoncer sa lance dans le corps de sa victime. Elle porte un chiton court dont l'ourlet est encore discernable sur ouest III. Le Grec vaincu est appuyé sur le bras gauche en ouest III, V et IX, et sur le bras doit en ouest XIII. Cette métope ouest XIII rappelle l'arrière d'un cratère à volutes, attribué au peintre des Satyres Laineux et conservé à New York. L'Athénien tombé se retrouve aussi sur une base de statue du IVe siècle av. J.-C. conservée au musée national archéologique d'Athènes. Dans les deux cas, vase et base de statue, l'Athénien tient un bouclier : il pourrait donc en avoir un aussi sur la métope ouest XIII, en marbre ou en bronze.
Le Grec à gauche sur la métope ouest IV aurait agrippé l'Amazone par les cheveux avant de lui asséner un coup fatal, dans un geste qui rappelle celui d'Harmodios dans le groupe des Tyrannoctones. Il ne reste que la jambe droite du Grec, tandis que l'autre jambe et son bras gauche peuvent se deviner sur le fond de la métope. Il reste les hanches et le buste de l'Amazone, penchée vers la droite. Les métopes ouest VI et VII sont complètement détruites. Tout au plus, une queue de cheval peut se deviner sur la ouest VII. La métope ouest VIII est à peine plus lisible ; ce qui subsiste a été reconstitué par Praschniker comme une Amazone à gauche sur un cheval cabré ; elle porterait un chiton court et un manteau flottant derrière elle. Elle tenterait de percer de sa lance son adversaire. À droite, le Grec s'avance vers elle. Au bras gauche, il tient un bouclier rond qui lui permet de se protéger de l'attaque de l'Amazone. Au-dessus de la tête, dans la main droite, il tient une arme (lance ?) dont il s'apprête à frapper son ennemie. Cette métope étant quasiment centrale et ne correspondant pas à l'alternance Amazone à cheval / Amazone à pied, il a été proposé d'y lire le duel entre Thésée et la (nouvelle) reine des Amazones.
La métope ouest X est très endommagée. Une silhouette se devine à gauche ; elle a le genou droit à terre. Elle semble soulever son bouclier, tenu au bras gauche, pour se protéger. La forme de ce bouclier semble être celle d'un pelta. Il s'agirait donc d'une Amazone à pied, vaincue par un Grec. Celui-ci a totalement disparu. Le cheval de l'Amazone sur la métope ouest XI va dans le sens inverse (de la droite vers la gauche) de celui des métopes équivalentes (ouest III, V, IX et XIII). Il bondit par-dessus le corps du guerrier grec mort (alors que sur ouest III, V, IX et XIII, l'Athénien va être achevé). Le manteau de la cavalière vole derrière elle. Sur la métope ouest XII, le Grec est identifié à la trace de son bouclier rond, à gauche de la métope. Il n'en subsiste autrement qu'une silhouette. L'Amazone à droite a totalement disparu ; tout juste est-il possible de deviner qu'elle est à pied.
Sur la métope ouest XIV, le combat entre un Athénien à gauche et une Amazone à droite, semble parvenu à son terme. Du Grec, il reste hanches et torse, la trace d'un bouclier rond et derrière sa tête disparue un fragment de marbre qui suggère qu'il aurait pu porter un casque corinthien (même s'il est nu par ailleurs). Il est parfois identifié à Thésée. L'Amazone est tombée à genoux, peut-être tenue à l'épaule par son adversaire. Elle tente d'échapper à un coup fatal. Elle a la main droite posée sur le ventre de son ennemi (geste de supplication ?) ; sa main gauche agrippe le coude gauche du Grec. L'avant de son chiton court a été parfaitement conservé dans le coin bas droit de la métope. Un fragment au-dessus de son épaule laisse à penser qu'elle pourrait porter un casque ou un bonnet phrygien. Cette métope pourrait signifier la fin de l'ensemble du combat et la victoire athénienne,.

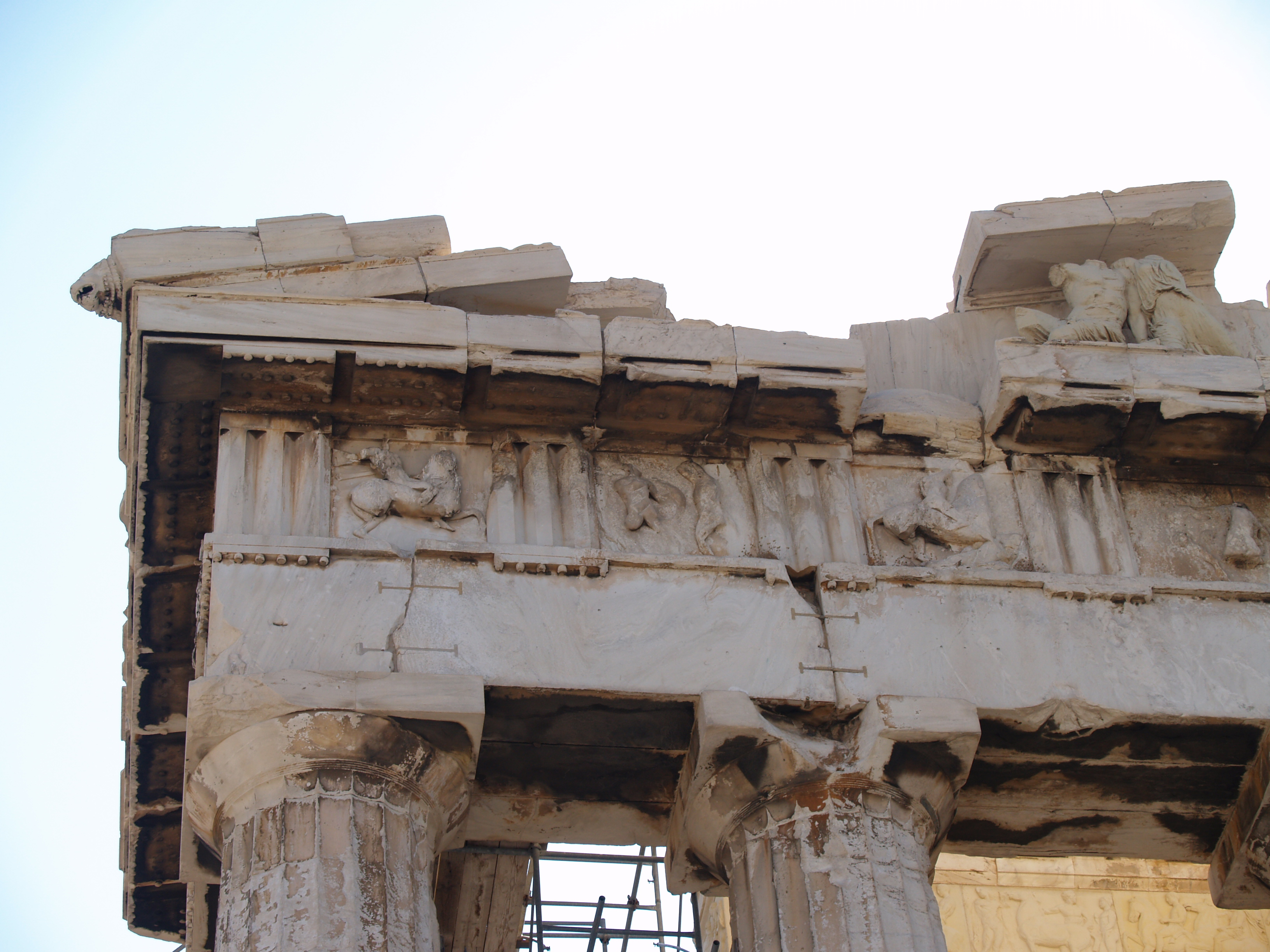
Métopes ouest I à IV.
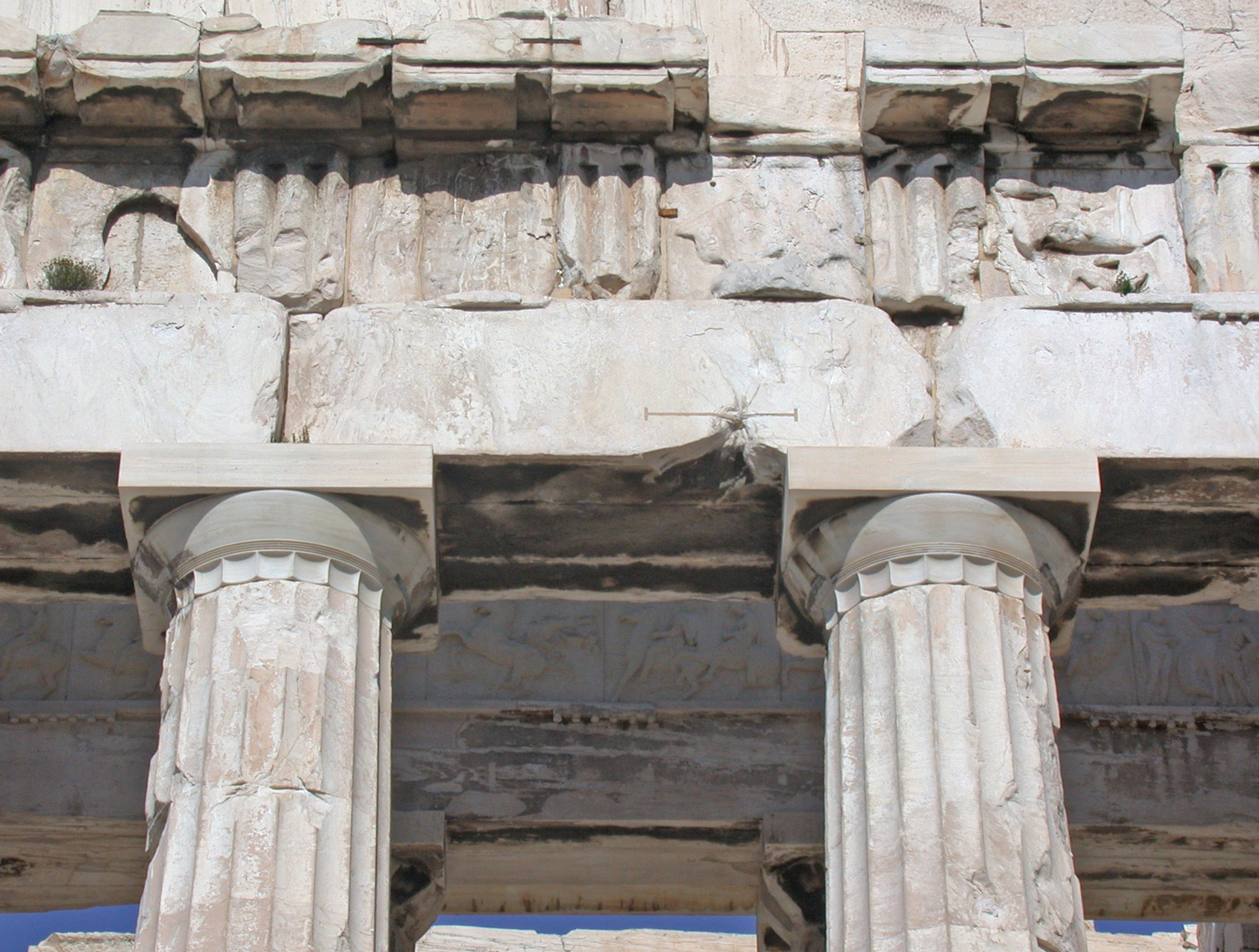
Métopes ouest VI, VII, VIII et IX.
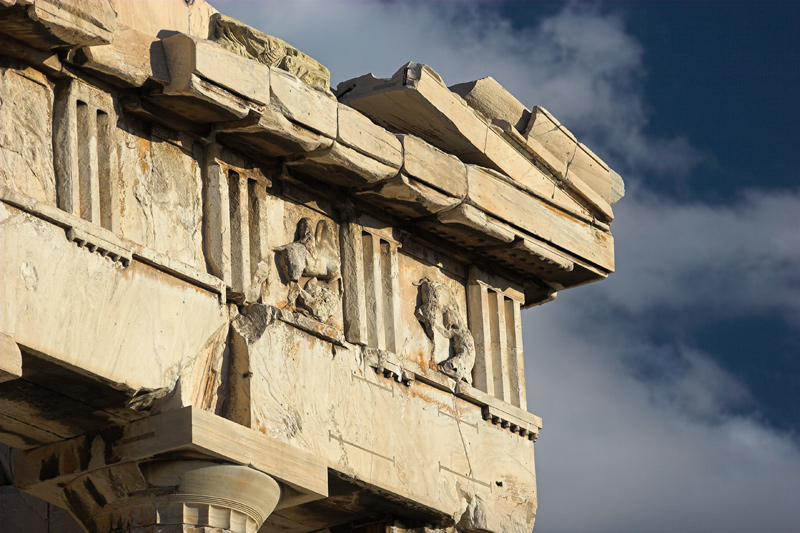
Métopes ouest XIII et XIV.

### Métopes nord

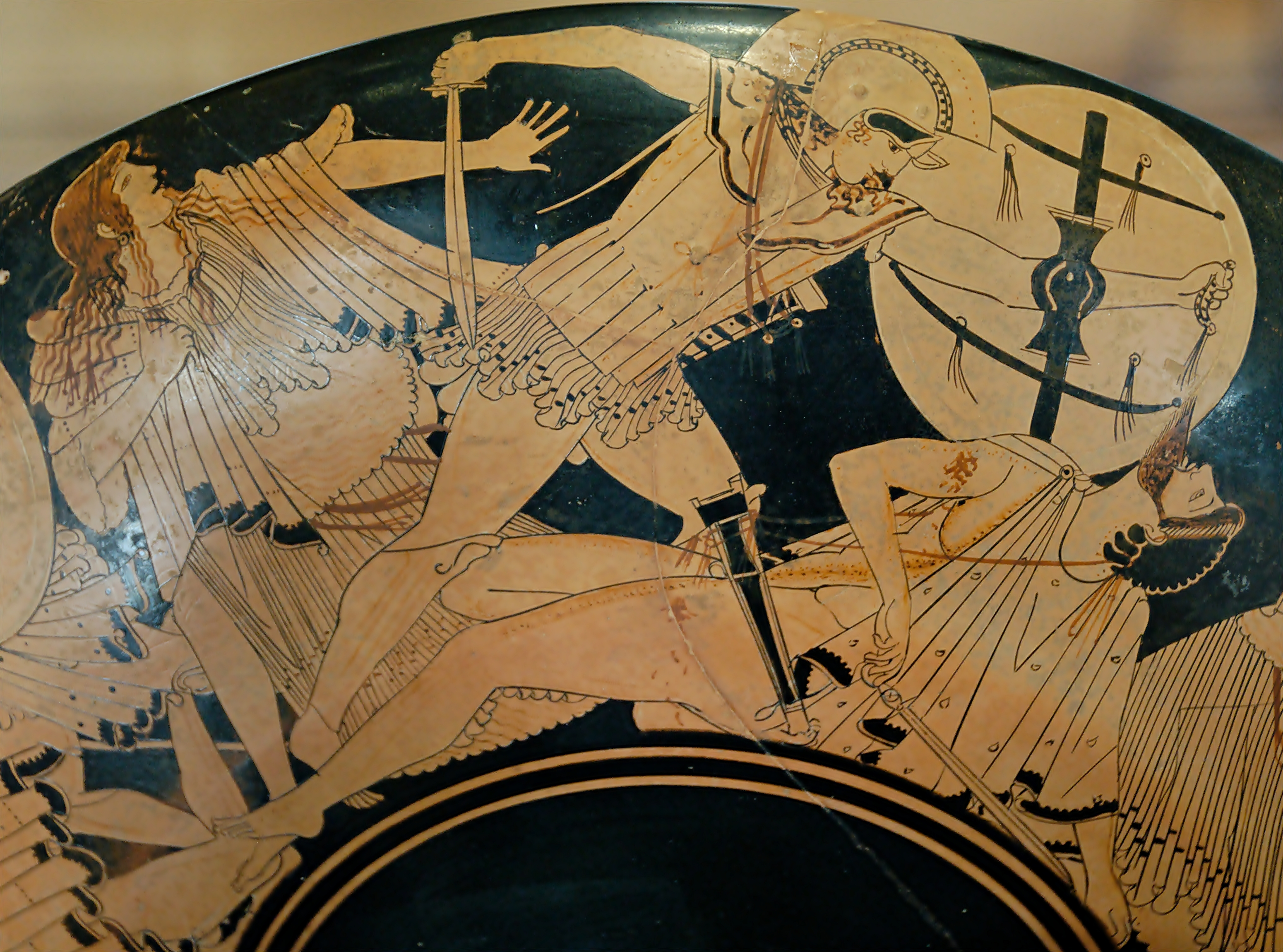
Scène de la chute de Troie, kylix attique à figures rouges du Peintre de Brygos, début du Ve siècle av. J.-C., musée du Louvre.

Treize des trente-deux métopes du côté nord ont survécu à l'explosion de 1687, mais elles avaient déjà été très abîmées par les destructions des chrétiens. Les dix-neuf autres ont disparu, mais les fragments retrouvés permettent d'émettre des hypothèses sur leur décor,. Six sont encore en place sur le bâtiment. En raison de leur état de conservation, il a longtemps été difficile de déterminer leur thème. Adolf Michaelis, dans la seconde moitié du XIXe siècle a suggéré que le guerrier du côté droit de nord XXIV pourrait être Ménélas poursuivant Hélène représentée sur nord XXV. Sur celle-ci, outre Hélène à droite, il identifia Aphrodite à gauche, les deux figures féminines étant encadrées par un petit Éros en vol à gauche et une statue d'Athéna à droite. Il basait son interprétation sur deux textes du VIIIe siècle av. J.-C. : Le Sac de Troie d'Arctinos de Milet et la Petite Iliade de Leschès de Pyrrha. Cette hypothèse de Michaelis a permis de déterminer que le thème des métopes du côté nord pourrait être la prise de Troie, même si ce thème n'est pas repris sur la statue d'Athéna Parthénos. Cependant, la chute de Troie pourrait constituer une suite logique à l'amazonomachie sur les métopes ouest. Le visiteur de l'Acropole longe en effet le Parthénon du côté nord, sur le chemin le plus évident et le plus facile (celui d'ailleurs des Panathénées). Les deux batailles seraient alors symboliquement liées, avec le rappel mythologique que les Amazones avaient choisi le camp troyen. Par ailleurs, le choix de situer cet épisode nocturne sur la façade nord revenait à jouer sur la lumière du jour qui ne touchait ces métopes que rarement en fonction des saisons. Il y aurait alors obscurité symbolique.
La chute de Troie était le thème de deux fresques de Polygnote qui ont pu servir d'inspiration aux sculpteurs des métopes : l'une dans la Stoa Poikilè et l'autre dans le Lesché des Cnidiens à Delphes,. Dans cette dernière, le nombre de personnages évoqués par Pausanias, soixante-quatre, correspond à ce qui pourrait se trouver sur trente-deux métopes à deux figures par métope.
Très peu de descriptions et d'identifications sont certaines. Si tous les experts semblent accepter les identifications de Ménélas (nord XXIV), Hélène (nord XXV) et Séléné (nord XXIX), les avis divergent pour les autres métopes et l'ensemble reste l'objet d'intenses débats. Le premier point de dissension est le navire qui se trouverait sur nord II. Bien que tous s'accordent sur le fait qu'il s'agit bien d'un navire, une question reste irrésolue : est-il tiré sur le rivage en arrivant ou tiré vers la mer en partant ? En fait, tout dépend du « sens de lecture » de ces métopes. Si elles sont lues de gauche à droite, d'est en ouest (de nord I à nord XXXII), alors elles racontent l'arrivée des Grecs et la prise de Troie. Si elles sont lues dans le sens où les visiteurs de l'Acropole les lisaient en longeant le Parthénon depuis les Propylées, d'ouest en est (de nord XXXII à nord I), alors elles racontent la chute de Troie et le départ des Grecs,.
De même, les interprétations ne s'accordent pas non plus sur l'épisode raconté dans l'hypothèse où nord II représenterait l'arrivée des Grecs à Troie. Les métopes nord I, II, III et A peuvent représenter l'arrivée des Grecs de nuit,, ou bien l'arrivée de Philoctète,,, ou encore l'arrivée des Myrmidons (selon l’Iliade, 19, 349-424),. Les métopes nord XXX à XXXII pourraient raconter la dernière réunion des dieux à propos de la chute de Troie sur le mont Ida,,,,, ou bien désigner les dieux spectateurs de la prise de Troie, ou encore la rencontre entre Zeus et Thétis sur l'Olympe,, voire la naissance de Pandore (dans le récit fait par Hésiode, dans sa Théogonie, 570-584 et Les Travaux et les Jours, 54-82).
La métope nord I représente à gauche une figure humaine très endommagée : il reste un bas de péplos ; les pieds manquent et le torse est très abîmé. Un char se devine au niveau des genoux. À droite, un corps de cheval sans tête est bien visible. Ses deux jambes gauches sont encore présentes au fond de la métope. Elle répond à la métope est XIV sur laquelle se trouve un autre char et à l'extrémité du fronton est avec le char de Séléné,. Par contre, la divinité à bord du char sur nord I est diversement identifiée. Les partisans d'un récit de l'arrivée des Achéens à Troie y voient le plus souvent Nyx,,,, mais aussi Éos,, parfois Séléné ou Athéna. Les tenants d'un départ des Grecs y voient tous Hélios,,,,, avec la nuance Héméra,.
Sur la métope nord II, ne s'aperçoivent plus que les traces de jambes de deux personnages ainsi qu'un fragment de marbre suggérant leur buste. Une proue et un gouvernail peuvent se deviner, en diagonale entre les deux figures. Les interprétations varient ensuite : arrivée des Grecs à Troie,, ; retour des Achéens après leur faux départ et leur dissimulation derrière Ténédos ; arrivée des Myrmidons, ; départ des Grecs,,.

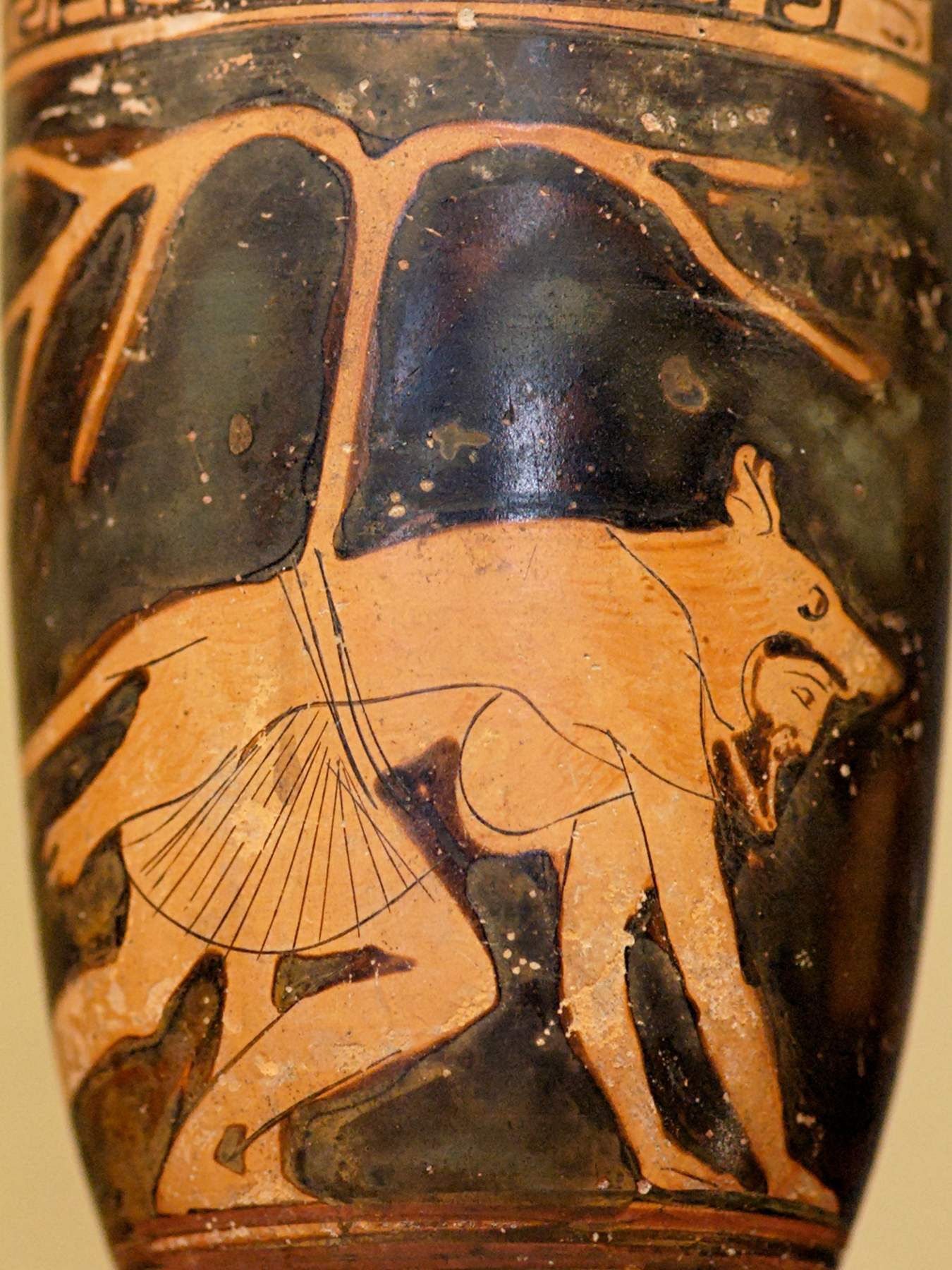
Dolon vêtu de sa peau de loup. Lécythe à figures rouges.
Vers 460 av. J.-C., musée du Louvre.

La métope nord III est à peu près dans le même état. On y devine deux figures : traces du buste et d'un bras pour le personnage en chiton de profil à gauche ; buste et bouclier rond pour le personnage de face à droite et nu. Si tous y voient des soldats, les identifications varient : Philoctète et un hoplite ; Philoctète et Néoptolème ; Philoctète sans identification de la seconde figure ; Achille ou Néoptolème sans identification de la seconde figure ; prise d'armes ; Ulysse et Diomède si on considère que les métopes nord III et IV sont le récit de l'incursion de Dolon dans le camp achéen ; désarmement des Grecs avant de rembarquer,.

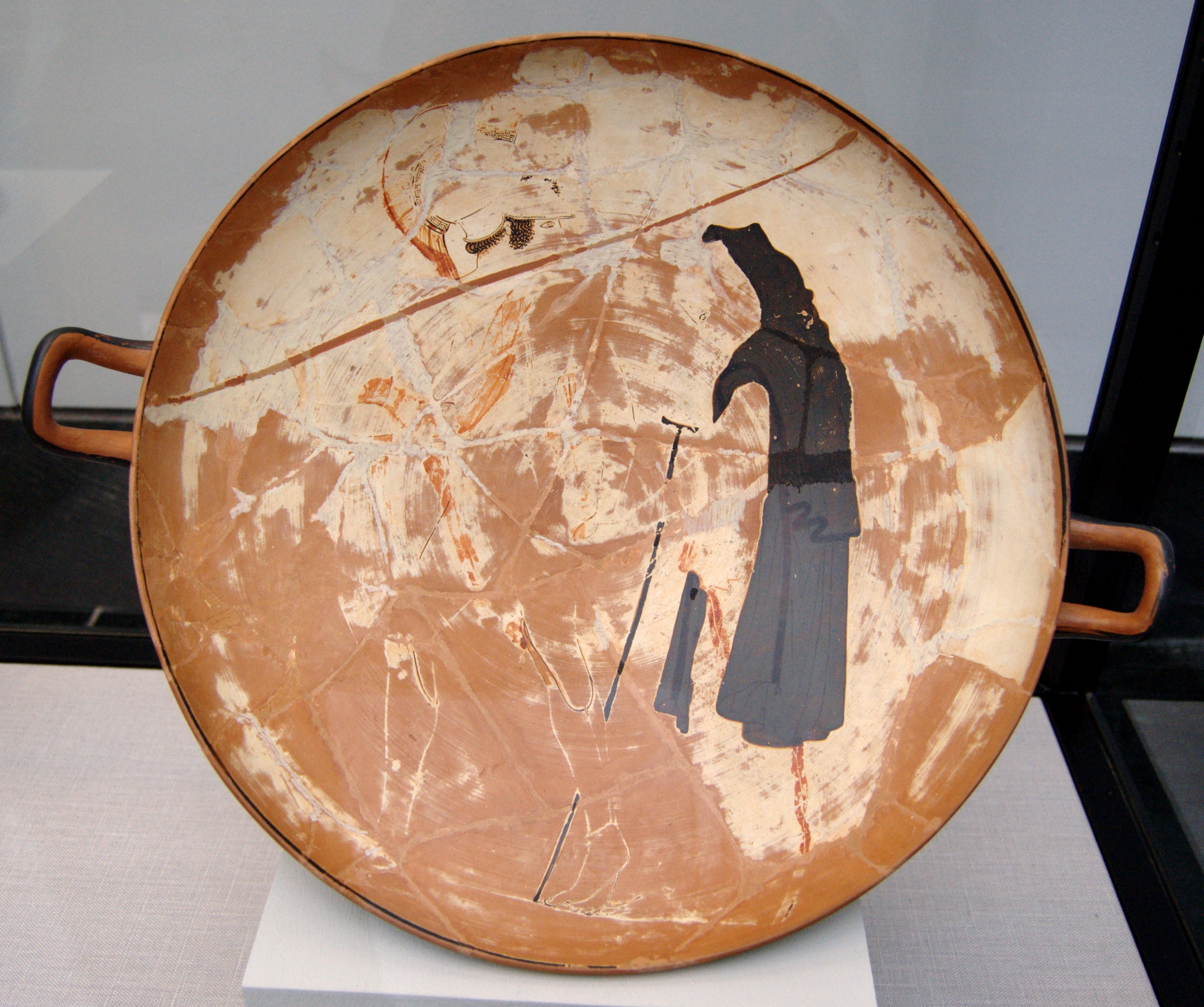
Démophon (?) libérant Éthra, kylix attique à fond blanc, 470-460 av. J.-C., Staatliche Antikensammlungen (Inv. 2687)

Des métopes suivantes, il ne subsiste que des fragments plus ou moins importants, les plus grands étant désignés par des lettres et pouvant aller jusqu'à une « quasi »-métope. Ainsi, la métope désignée par la lettre « A » (potentiellement la nord V) représente un cheval cabré au second plan avec une figure humaine dont il ne reste que le torse et le haut des cuisses au premier plan. Elle a donc parfois été confondue avec une métope sud appartenant au cycle de la centauromachie. Ernst Berger, dans sa synthèse sur les métopes du Parthénon faisant suite au grand colloque de 1984 résume pour toutes ces métopes les différentes hypothèses proposées à partir des multiples interprétations des fragments. L'épisode du cheval de Troie n'a certainement pas pu être représenté, faute de place sur une métope. Pour les métopes nord IV à nord VIII : le Laocoon et le vol du Palladium ou une scène de sacrifice et conseil des Grecs avant leur départ. Pour nord IX à nord XII : autour du tombeau d'Achille avec en nord IX des Troyennes ou Sinon ; en nord X Polyxène et Acamas ou Talthybios ; en nord XI Briséis et Agamemnon ou Phénix ; en nord XII Philoctète et un héros troyen tué par lui (nommé Admète ou Diopeithes selon les versions de l'histoire). Les métopes nord XIII à nord XVI se dérouleraient autour de la statue d'Athéna avec en nord XIII Corèbe et Diomède ; en nord XIV sacrilège d'Ajax (Cassandre et Ajax) ; en nord XV des Troyennes et en nord XVI Hécube. Celles de nord XVII à nord XX se dérouleraient autour de l'autel de Zeus avec en nord XVII la mort de Priam ; en nord XVIII Astyanax et Néoptolème ; en nord XIX Andromaque et Politès ; en nord XX Agénor et Lycomède ou Éléphénor. Les métopes suivantes auraient pour thème général la déesse Aphrodite avec en nord XXI Déiphobe et Teucros ; en nord XXII Clyméné (une des servantes d'Hélène) et Ménesthée ou Acamas ; en nord XXIII (ou métope désignée par la lettre « D ») libération d'Éthra avec Éthra et Démophon et les « retrouvailles » entre Ménélas et Hélène en nord XXIV et XXV.
La métope nord XXIII est le plus souvent identifiée à la métope désignée par la lettre « D ». Deux figures se font face. À gauche le buste (endommagé), les hanches et le haut des cuisses d'un homme sont visibles. Il est nu, avec un manteau sculpté sur le fond de la métope. Il peut avoir tenu une lance dans la main droite. Son bras gauche est tendu vers le bras droit du personnage féminin de droite, qui porte un péplos et qui a souvent été identifiée à Éthra, la mère de Thésée esclave d'Hélène et libérée par Démophon fils de Thésée (ou son frère Acamas fils de Thésée),,,. C'est aussi le moyen d'insister dans le décor du Parthénon sur un épisode purement athénien de la guerre de Troie. Une autre identification propose Polyxène et Acamas ou Polyxène et un Grec anonyme,,.

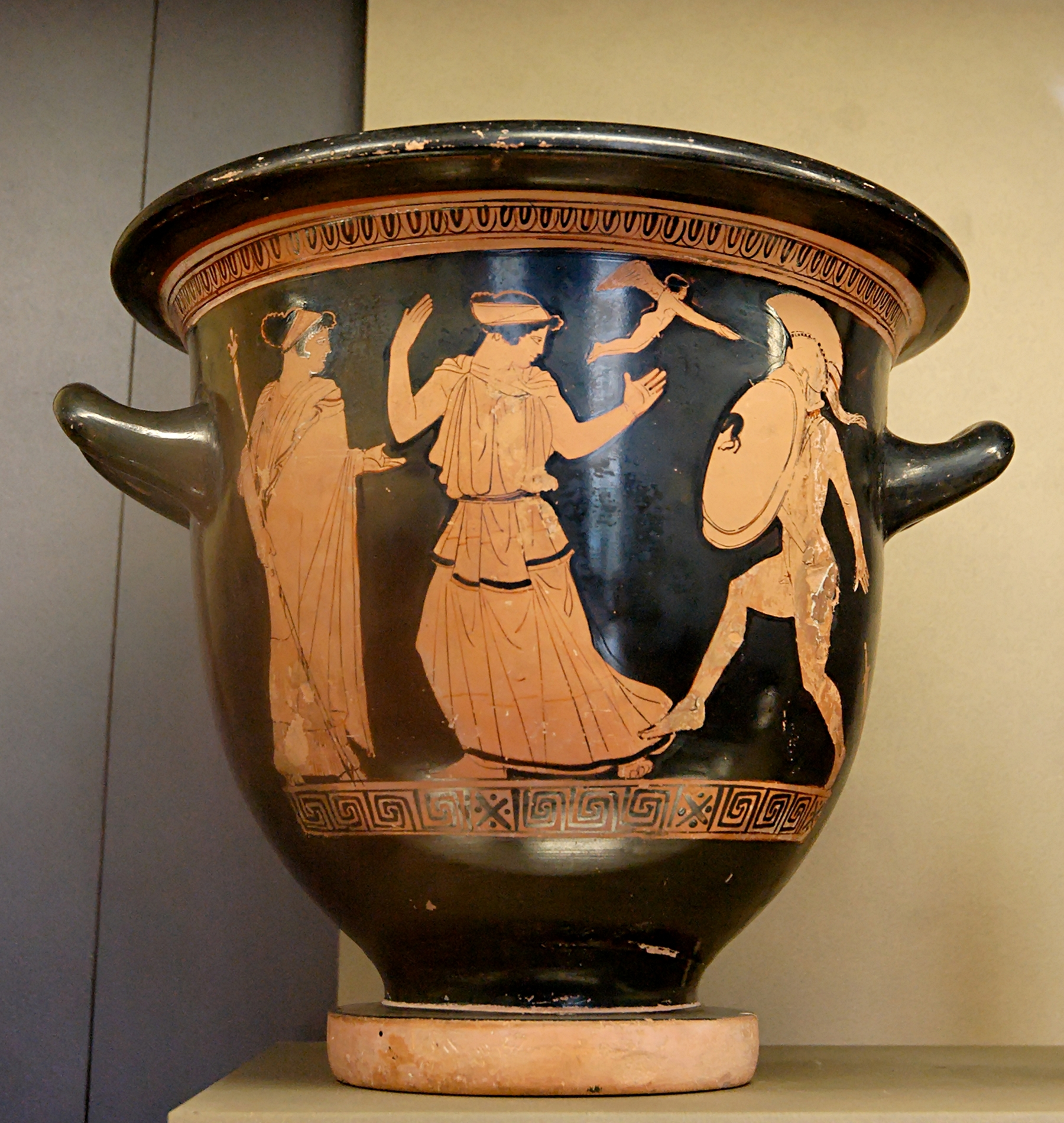
Hélène sauvée de la colère de Ménélas par Aphrodite et Éros.
Peintre de Ménélas, musée du Louvre G424

Les métopes nord XXIV et XXV forment un ensemble. Sur la métope nord XXIV, deux figures masculines de profil marchent vers la droite. Il ne reste que le tronc et le haut de la cuisse du guerrier de gauche, nu avec un manteau. De celui de droite, lui aussi nu, ne subsistent que le tronc et l'avant bras gauche portant un bouclier. Ménélas (c'est l'identification acceptée par tous depuis Michaelis) s'avance vers la métope suivante dont il est séparé par le triglyphe. La transition marquée par cet élément purement architectural est aussi le signe du passage de l'extérieur à l'intérieur. La figure féminine à gauche de nord XXV a été identifiée à Aphrodite grâce à l'Éros au-dessus de son épaule gauche. Elle porte un chiton et un himation. La figure féminine suivante est en péplos. Elle est voilée. Elle semble courir vers la statue à droite pour se réfugier sous sa protection. En effet, Ménélas poursuit sa femme pour la tuer, la considérant comme responsable de la guerre et de la mort de ses amis. L'instant représenté est le moment où Aphrodite va user de son pouvoir pour sauver sa protégée. Elle s'apprête à ouvrir son himation pour révéler ses charmes et sa puissance divine. En parallèle, Éros vole vers Ménélas avec soit une phiale soit une couronne. La puissance combinée de l'amour et de la beauté vont faire changer d'avis Ménélas qui va poser son épée et pardonner à sa femme. Ce thème est très présent dans la céramique,. L'identification de la divinité complètement à droite auprès de la statue de laquelle Hélène vient se réfugier est plus difficile. Une œnochoé conservée au Musée du Vatican (Musée grégorien étrusque) et attribuée au peintre d'Heimarmene propose une scène équivalente. Sur celle-ci, Hélène cherche la protection d'une Athéna en armes. Le choix de cette divinité tutélaire d'Athènes pourrait avoir du sens sur ce bâtiment civique. De plus, Athènes faisait partie des cités affirmant avoir hérité du Palladium après la chute de Troie,.
La métope nord XXVI est totalement inconnue. Sur la nord XXVII, on distingue deux figures de profil : une féminine, sans tête, probablement en péplos à gauche et une masculine, nue avec une chlamyde, dont il ne reste que le buste, à droite. Les personnages marchent et regardent vers la droite. L'homme peut avoir porté un pétase, peut-être un bouclier. Il peut aussi avoir tenu la femme par la main. Le thème de cette métope reste peut-être lié à Aphrodite, comme les précédentes. Certaines interprétations proposent ici la délivrance d'Éthra par ses petits-fils,, ou une scène avec Polyxène ou une captive troyenne. Il pourrait aussi s'agir de la prêtresse d'Athéna Théano. La fresque de Polygnote dans la Lesché des Cnidiens représentait celle-ci tenant deux de ses fils par la main, accompagné d'Anténor tenant une de ses filles. Il pourrait s'agir ici de cette famille, avant la famille d'Anchise sur la métope suivante. Si cette métope nord XXVIII (vers laquelle les personnages marchent) était la fuite d'Énée, alors la figure féminine de nord XXVII pourrait aussi être Créuse.

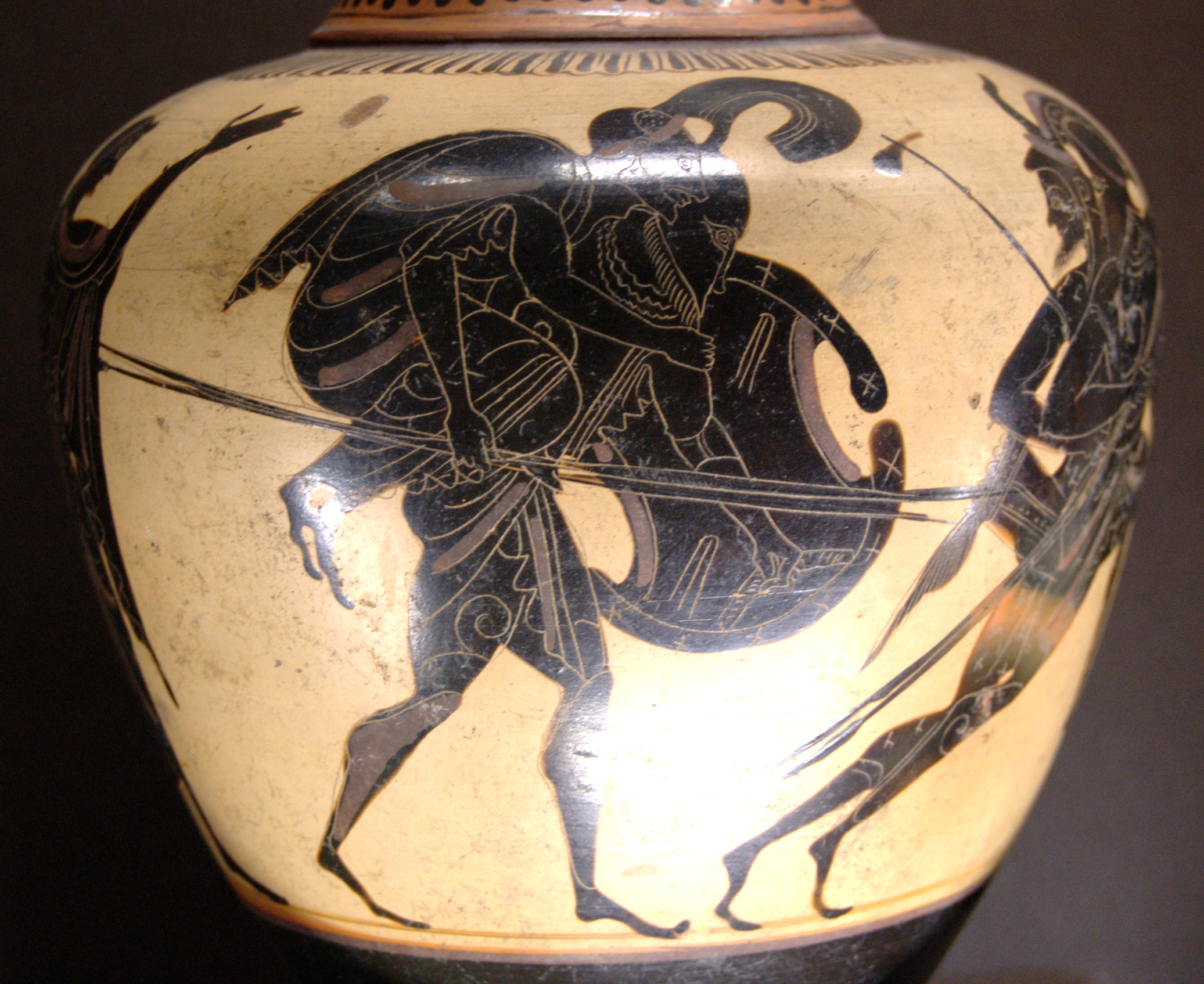
Énée portant Anchise, œnochoé à figures noires, v. 520-510 av. J.-C., musée du Louvre (F 118)

La métope nord XXVIII est une des plus « chargées », avec pas moins de quatre personnages. Tout à gauche, au premier plan, une figure immobile, de face, probablement une femme : seuls ses pieds (disparus) dépassaient de son manteau long. Il est impossible de déterminer le geste de ses bras. À sa droite immédiate et un peu en retrait, une autre figure, considérée comme un vieillard, est de profil tournée vers la figure masculine à sa droite. Il porte un vêtement court à manches courtes et un manteau qui lui laisse l'épaule droite dégagée. Ses deux mains sont posées sur les épaules de la figure suivante à droite. Celle-ci est un homme nu en manteau qui lui descend le long du dos et entre les jambes. Au bras gauche, il porte un grand bouclier rond qui dépasse au-dessus de sa tête. L'homme marche vers la droite. Devant lui, une dernière figure, probablement masculine, plus petite, en manteau. L'interprétation la plus courante pour les trois figures masculines est Anchise sur les épaules de son fils Énée, lui-même précédé de son propre fils Ascagne. La figure féminine est le plus souvent donc considérée comme Aphrodite (thème général de cette série de métopes, mais aussi mère d'Énée). Parfois, elle est identifiée comme Créuse, l'épouse d'Énée.
Un cavalier peut se discerner sur la métope nord XXIX, marquée aussi par un décor de rochers. Le cheval, peut-être une jument, est tourné vers la droite, la tête vers le bas. Le cavalier, plutôt donc une cavalière, semble monter en « amazone », le bras gauche posé sur le cou de la jument. La cavalière est tournée vers la droite. Elle doit porter un chiton. Sa main droite devait tenir son voile. Dans le coin en haut à droite se trouve un fragment en relief un peu incurvé, interprété comme un croissant de lune. La cavalière serait dès lors Séléné. Cependant, comme elle est peu représentée à cheval, il pourrait aussi s'agir de la Pléiade Électre.
Il ne reste quasiment rien de la métope nord XXX, si ce n'est sur le fond deux traces de bustes, peut-être deux figures masculines. Si on considère leur emplacement, entre une divinité céleste en nord XXIX et Zeus et Héra en nord XXXI et XXXII, alors il pourrait s'agir de dieux, peut-être Apollon et Arès ou Hermès ; les trois étaient en effet absents jusque-là des métopes nord. La métope nord XXXI est mieux conservée. La figure de gauche est un homme de profil nu en manteau long, assis sur un rocher, un coude appuyé sur une cuisse. La figure de droite est plus au premier plan, de face. Elle est mince avec des ailes très visibles descendant jusqu'au sol. Les deux figures sont identifiées, en lien avec la métope suivante, à Zeus et Iris, parfois Éris ou Niké.
La seule métope bien conservée et encore in situ de ce côté nord est la nord XXXII. En 1933, Gerhart Rodenwaldt suggéra qu'elle aurait pu être lue par les Chrétiens comme une Annonciation et donc préservée alors que sa position au nord-ouest la rendait très visible. Deux figures féminines se font face. L'une à droite est assise et l'autre à gauche marche vers elle,. La figure féminine de gauche porte un péplos « attique » et fait le geste d'enlever son manteau, avec le bras gauche au-dessus de la tête et le droit le long de la cuisse : le mouvement du vêtement est très bien rendu. On le retrouve sur une représentation d'Apollon sur un skyphos à fond blanc conservé au musée des beaux-arts de Boston. La figure assise est en chiton, recouvert d'un manteau long, ce qui permet un travail de sculpture sur les drapés superposés. Le coude droit est appuyé sur le genou droit ; les jambes sont décalées : la gauche plus basse que la droite. La main gauche (disparue, comme tout le bras) était appuyée derrière, sur le rocher, plaçant la figure de trois-quarts. Il est possible que le bras gauche ait été ajouté après sculpture, comme le laisse supposer le trou de fixation.
L'interprétation la plus courante pour cette métope nord XXXII est qu'il s'agit à gauche d'Athéna,,, et à droite d'Héra,,,,, ou parfois Thémis,, Aphrodite,, Cybèle ou même une autre divinité féminine non identifiée,. Kristian Jeppesen en 1963 suggère qu'il pourrait s'agir de Pandore à gauche et Aphrodite à droite. Katherine A. Schwab conteste dans un article de 2005 l'identification d'Athéna à gauche. Un des principaux arguments en faveur d'Athéna est qu'elle n'est pas ou peut-être pas identifiée ailleurs sur ce côté, sauf si, selon K. A. Schwab, c'est elle sur la métope nord I, à bord du char. En effet, celui-ci semble être en train de freiner, il ne peut être le char d'un des deux astres. Un second argument en faveur d'une identification d'Athéna est qu'elle porterait l'égide sur la poitrine. Le contre-argument de K. A. Schwab est que ce qui est interprété comme l'égide serait en fait un endroit très abîmé de la métope. Enfin, pour K. A. Schwab, dans son mouvement, son péplos s'ouvre et révèle sa jambe nue, chose impossible pour une déesse vierge comme Athéna. Il pourrait alors s'agir d'Hébé, à partir du moment où elle est mise en relation avec la figure féminine assise. Celle-ci est considérée comme Aphrodite ou Héra. Cependant, comme Aphrodite est bien en évidence sur nord XXV, elle ne peut se trouver aussi sur nord XXXII. De plus, sur nord XXXI, la figure masculine assise serait Zeus. Par conséquent, en nord XXXII, se trouverait Héra, dans une hiérogamie symbolique. La figure ailée à côté de Zeus en nord XXXI serait Iris, donc la figure féminine marchant en nord XXXII serait Hébé. Cette dernière étant liée au mariage et au renouveau, ces deux métopes nord XXXI et XXXII pourraient signifier le renouvellement de leurs vœux par le couple divin Zeus-Héra, tout comme le mariage Ménélas-Hélène est renouvelé en nord XXIV et XXV.

### Métopes est

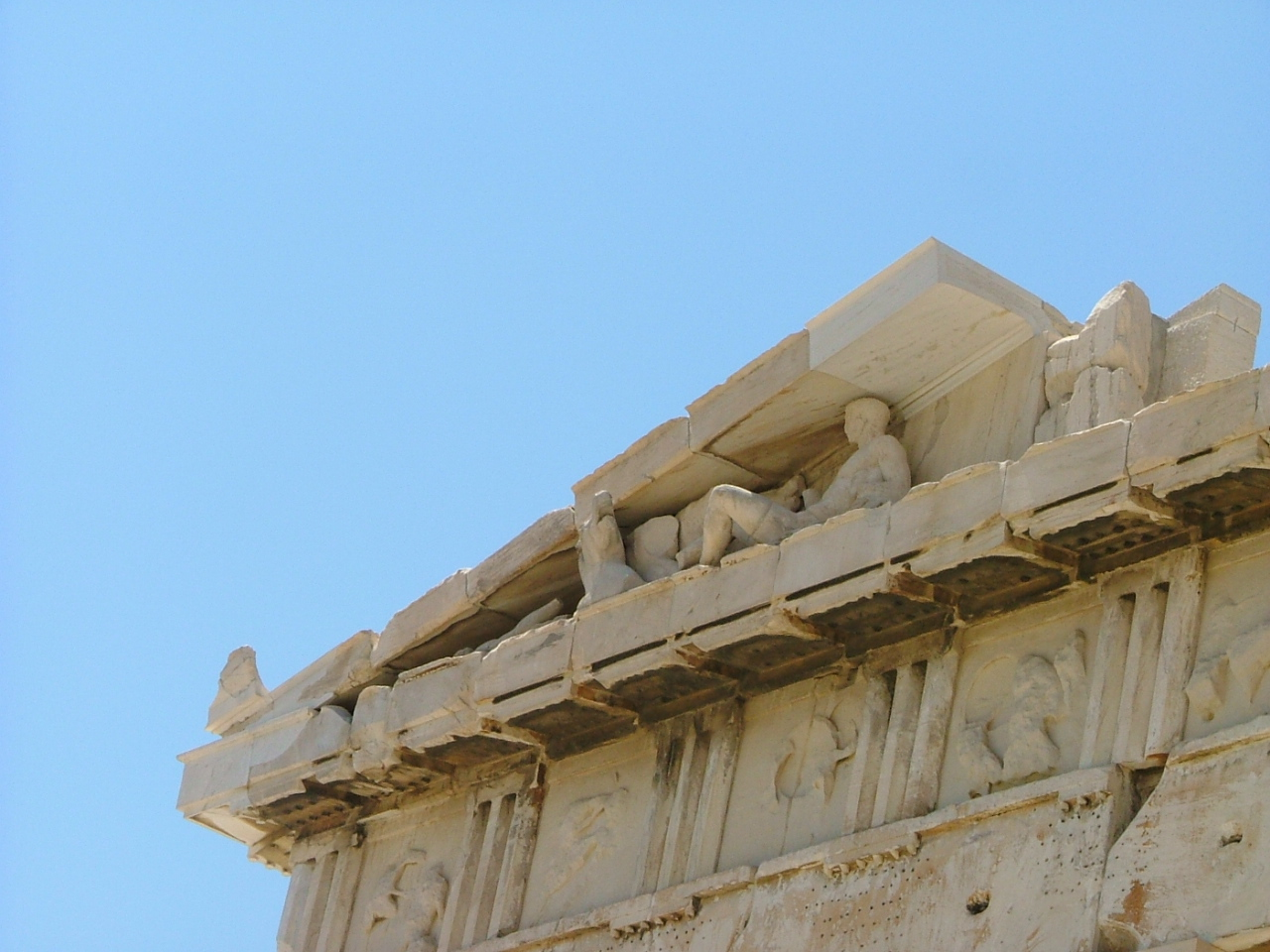
Métopes est I à V.

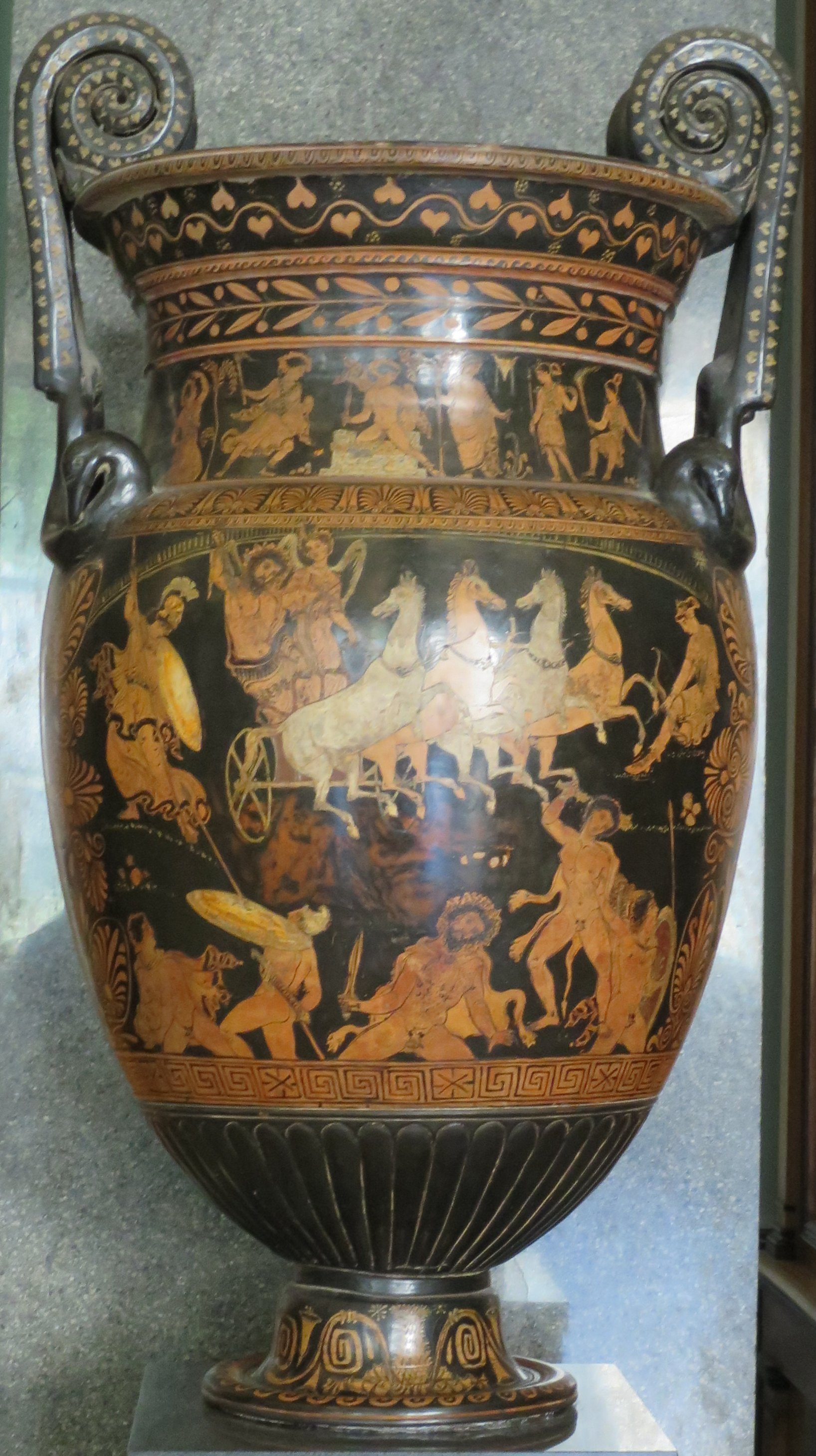
Gigantomachie, peintre de Lycurgue, cratère, vers 350 av. J.-C., Musée de l'Ermitage,

Ces métopes ayant été quasiment intégralement détruites par les chrétiens, il est difficile de savoir ce qu'elles représentaient. Cependant, au XIXe siècle, Adolf Michaelis suggéra que le personnage sur est II pourrait être un Dionysos (identifié grâce à la panthère et au serpent qui l'accompagnent) attaquant un géant en fuite. Michaelis émit alors l'hypothèse que les métopes sur cette façade pourraient représenter la Gigantomachie. Dès lors l'identification des autres figures fut possible, même si certaines sont encore débattues. Le travail se fit par comparaison avec les autres représentations de gigantomachie : vases athéniens du Ve siècle av. J.-C., trésor de Siphnos ou Grand autel de Pergame. Cependant, ces métopes furent un tournant dans la représentation des géants. Jusqu'au milieu du Ve siècle av. J.-C., ils étaient représentés en hoplites. Ici, et dans les représentations ultérieures, comme à Pergame, ils sont nus ou simplement vêtus de peaux de bêtes,,,.
Les figures des métopes est V, VII, X et XIV ne sont pas opposées à un géant, mais se tiennent à bord d'un char. Pour cette raison, elles sont parfois identifiées non à une divinité mais à l'aurige du char de la divinité. Le véhicule est tourné en direction du centre de la façade. Les métopes est s'organisent symétriquement autour d'un axe central, le même que pour la frise est et le fronton est ; d'ailleurs, les identifications se font parfois par comparaison avec les divinités présentes en parallèle sur ces deux autres éléments de décor du Parthénon. Les quatre métopes centrales (est VI, VII, VIII et IX) sont encadrées par deux métopes avec un char (est V et X) puis les deux métopes à trois personnages (est IV et XI). Cette composition évoquerait la fin du combat et la victoire imminente des Olympiens ; le lieu de l'affrontement ne serait donc plus la plaine de Phlégra mais déjà les pentes de l'Olympe,.
| Métope   | Selon Michaelis 1871     | Selon Petersen 1873                                                 | Selon Robert 1884                                                          | Selon Studniczka 1912                     | Selon Praschniker 1928 | Selon Brommer 1967 | Selon Tiverios 1982   | Selon Schwab 2005 |
| -------- | ------------------------ | ------------------------------------------------------------------- | -------------------------------------------------------------------------- | ----------------------------------------- | ---------------------- | ------------------ | --------------------- | ----------------- |
| Est I    | ?                        | Hermès ou Arès                                                      | Hermès                                                                     | Hermès                                    | Hermès                 | Hermès             | Hermès                | Hermès            |
| Est II   | Dionysos                 | Dionysos                                                            | Dionysos                                                                   | Dionysos                                  | Dionysos               | Dionysos           | Dionysos              | Dionysos          |
| Est III  | Arès                     | Poséidon                                                            | Arès                                                                       | Arès                                      | Arès                   | Arès               | Héphaïstos            | Arès              |
| Est IV   | Héra, Déméter ou Artémis | Athéna                                                              | Héra                                                                       | Athéna et Niké                            | Athéna et Niké         | Athéna et Niké     | Athéna et Niké        | Athéna et Niké    |
| Est V    | Figure sur un char       | Niké conduisant le char d'Athéna présente sur la métope précédente. | Iris ou Niké conduisant le char de Zeus présent sur la métope suivante.    | Amphitrite                                | Amphitrite             | Déméter            | Amphitrite            | Amphitrite        |
| Est VI   | Poséidon                 | Héraclès                                                            | Zeus                                                                       | Poséidon                                  | Poséidon               | Divinité masculine | Poséidon et Polybotès | Poséidon          |
| Est VII  | ?                        | Iris conduisant le char de Zeus présent sur la métope suivante.     | Aglaure conduisant le char d'Athéna présente sur la métope suivante.       | Héra                                      | Héra                   | Héra               | Héra                  | Héra              |
| Est VIII | ?                        | Zeus                                                                | Athéna                                                                     | Zeus                                      | Zeus                   | Zeus               | Zeus                  | Zeus              |
| Est IX   | Apollon ?                | Héra                                                                | Héraclès                                                                   | Apollon                                   | Apollon                | Héraclès           | Apollon               | Apollon           |
| Est X    | Artémis ?                | Léto conduisant le char d'Apollon présent sur la métope suivante.   | Iolaos (?) conduisant le char d'Héraclès présent sur la métope précédente. | Aphrodite                                 | Artémis                | Aphrodite          | Artémis               | Artémis           |
| Est XI   | ?                        | Apollon                                                             | Apollon                                                                    | Éros                                      | Héraclès et Éros       | Apollon et Éros    | Arès et Éros          | Héraclès et Éros  |
| Est XII  | Déméter ou Artémis       | Artémis                                                             | Artémis                                                                    | Artémis                                   | Aphrodite              | Artémis            | Aphrodite             | Aphrodite         |
| Est XIII | ?                        | Arès                                                                | Poséidon                                                                   | Héphaïstos                                | Héphaïstos             | Héphaïstos         | Héraclès              | Héphaïstos        |
| Est XIV  | ?                        | Nyx                                                                 | Amphitrie                                                                  | Divinité de la lumière ou divinité marine | Hélios                 | Poséidon           | Hélios                | Hélios            |

Deux figures masculines se trouvent sur la métope est I. Celle de gauche porte une chlamyde ; avec la main droite, elle semble tenir par les cheveux la figure de droite qui a les genoux à terre. De la main gauche, elle s'apprête à porter un coup fatal. Son épée devait, étant donné le trou de fixation, être un objet de bronze. La figure de droite porte une peau de bête et a la main droite posée sur la hanche de son adversaire, peut-être pour demander grâce. C'est ainsi qu'Hermès est représenté sur l'amphore de la Gigantomachie du peintre de Suessula conservée au Louvre. De plus, sur la frise du Parthénon, côté est, c'est Hermès qui se trouve aussi complètement à gauche. Sur la métope est II, la figure divine de Dionysos est assez facilement identifiable. Au premier plan, un animal bondit entre la figure de gauche qui attaque et celle de droite qui fuit. Les pattes arrière de l'animal sont des pattes de félin. Les trous de fixation pourraient signifier aussi la présence d'un serpent en bronze. De plus, sur la frise du Parthénon, côté est, c'est Dionysos qui se trouve immédiatement à droite d'Hermès. Enfin, il est aussi sur le côté gauche du fronton est. Sur la métope est III, très endommagée, se devine un bouclier rond, entre deux figures dont il ne reste que quelques traces. La divinité au bouclier est le plus souvent identifiée à Arès : c'est la troisième divinité masculine sur le côté est de la frise et qui est présente du côté gauche du fronton est.
La forme générale des personnages sur est IV est encore discernable. Elle comporte trois figures. À gauche, une figure tombée à terre se protège avec son bouclier de l'attaque d'une figure féminine. Derrière celle-ci, complètement à droite se discerne une figure plus petite en vol. Il semblerait qu'Athéna soit la figure centrale ; elle marcherait vers la gauche, le bras gauche protégé de son bouclier avec l'égide. Dans la main droite, elle tiendrait une lance (objet de bronze ajouté) dont elle frapperait un géant, déjà à terre et se protégeant avec son propre bouclier. En haut à droite, se trouverait la petite figure de Niké couronnant la déesse. Une composition équivalente est visible sur l'amphore attribuée au peintre de Suessula conservée au Louvre,. L'Athéna couronnée par Niké est le signe de la victoire prochaine des dieux, mais aussi un hommage et une glorification de la cité d'Athènes et de ses citoyens, comme sur l'ensemble du bâtiment.

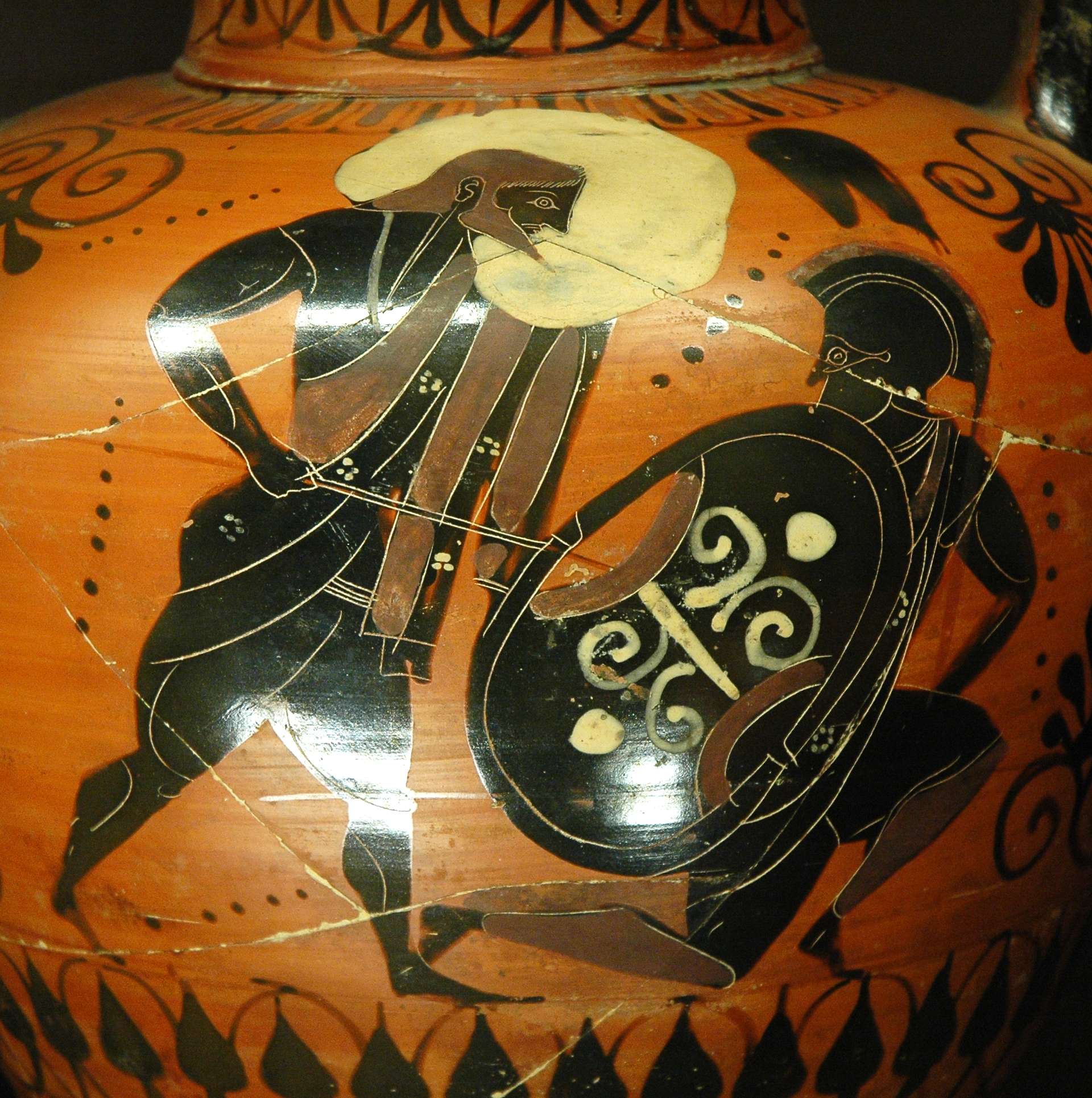
Poséidon affrontant Polybotès lors de la Gigantomachie.
Amphore attique à figures noires ; Louvre F226.

Sur la métope est V se devine un char, tourné vers la droite et tiré par deux chevaux. Les deux principales interprétations sont Déméter ou Amphitrite. C'est cette dernière qui est le plus souvent suggérée dès lors qu'on considère que c'est qui apparaît Poséidon sur la métope suivante. L'élément essentiel de la métope est VI est un énorme rocher, à la fois élément de paysage et arme utilisée par Poséidon contre un géant : il s'agirait de l'épisode se déroulant entre le dieu et Polybotès, lors duquel le rocher arraché à l'île de Cos aurait donné naissance à l'île nouvelle de Nisyros. Les contours des personnages sont à peine discernables. Le géant se protégerait de son bouclier tandis que Poséidon lui écraserait la tête avec Nisyros. La composition rappelle un fragment de cratère conservé à Ferrare et attribué au peintre de Pélée qui dut s'inspirer de la métope, ainsi qu'un bas-relief attique du IVe siècle av. J.-C. maintenant au Metropolitan Museum of Art,,.
La métope est VII représente à nouveau un char, tiré par deux chevaux ailés. L'interprétation la plus courante est Héra, dès lors qu'on identifie Zeus sur la métope suivante. De plus, le couple divin est représenté ensemble au centre de la frise ainsi que du fronton. La métope est VIII est extrêmement endommagée : un buste se devine à gauche et un bouclier se discerne dans le quart supérieur droit. Le bas d'un chiton est gravé sur le fond de la métope sous le buste. L'identification de Zeus se justifie par la place centrale de la métope sur la façade est. Parallèlement, le dieu est aussi au centre de la frise et du fronton. Sur la métope est IX, la figure de gauche est probablement un géant, tenant dans la main droite une massue ou une torche en bronze (ajoutée étant donné le trou de fixation). Son bras droit est protégé d'une peau de bête. Son adversaire lui entre le genou droit dans la cuisse. La position du bras droit du dieu, qui tiendrait une épée, n'est pas sans rappeler celle d'Harmodios dans le groupe des Tyrannoctones. L'identification d'Apollon se fait à nouveau en lien avec les frise et fronton où le dieu se trouve du côté droit. La métope est X montre à nouveau un char tiré par deux chevaux. Sur la frise, les voisines d'Apollon sont Artémis et Aphrodite, les deux principales propositions pour l'aurige de ce char. Si l'une est identifiée en est X, alors c'est l'autre qui est suggérée pour est XII, et inversement. Sur la métope est XII, une figure féminine à gauche marche vers la droite. Elle porte un péplos et son manteau pend de son bras gauche. Il reste trop peu du géant (buste et fragment de tête) pour déterminer quoi que ce soit. Ici encore, Artémis et Aphrodite sont proposées, sans pouvoir trancher, d'autant plus qu'Éros est identifié sur la métope est XI, entre les deux. Enfin, ces deux déesses sont assises à côté d'Apollon sur la frise. Si Artémis y est immédiatement à droite de son frère, Éros y est aussi à droite de sa mère, privant donc d'indice décisif.
L'autre métope à trois personnages est située en est XI. À droite, un géant est tombé genoux à terre. La figure centrale était en tellement haut relief qu'elle a disparu. L'identification de ce personnage central fait toujours débat. À gauche, se trouve une figure plus petite (un adolescent ?). Les trous de fixation sur son épaule et sa hanche font penser à la présence d'un carquois, ce qui permettrait de l'identifier comme Éros. Sa présence est mise en lien avec celle d'Aphrodite (sur la métope précédente ou la suivante). Tiverios fait alors le lien Éros-Aphrodite pour proposer Arès comme identification de la figure centrale. Une autre identification proposée est Apollon, en lien avec est IX : si Héraclès est présent en est IX, alors c'est Apollon en est XI, et inversement. En effet, Héraclès est aussi suggéré : il est régulièrement associé à Éros dont il était le « pédagogue ». Un autre argument est la symétrie entre cette métope et la métope est IV. Si Athéna est présente en est IV, alors son protégé Héraclès est certainement en est XI,. Il ne reste quasiment rien de la métope est XIII : à gauche une épaule, un buste et les hanches d'une figure visiblement tombée à terre ; à droite une épaule, le buste et les traces d'une cuisse et d'une jambe d'une figure dominant l'autre, s'apprêtant probablement à l'écraser d'un rocher. C'est le plus souvent Héphaïstos qui est proposé.
Deux chevaux bondissent en diagonale de droite à gauche sur la métope est XIV. Dans le coin en bas à droite, à côté d'un mollet, un poisson est très clairement visible, d'où la suggestion parfois que le dieu du char serait Poséidon. Cependant, Hélios est une proposition plus courante. Selon le récit du Pseudo-Apollodore, Zeus arrêta la marche du Soleil et de la Lune afin de permettre à Athéna d'aller chercher Héraclès aux Enfers, la présence du héros étant nécessaire à la victoire. Cet épisode se trouverait selon Katherine A. Schwab en est IV et est XI, les seules métopes avec trois personnages et non deux. Est XIV, avec le char d'Hélios sortant de l'océan, serait l'expression de la reprise de la marche du temps,. De plus, elle répond à la métope nord I sur laquelle est figuré un char, peut-être celui d'Athéna et à l'extrémité du fronton est avec le char de Séléné,.

### Métopes sud

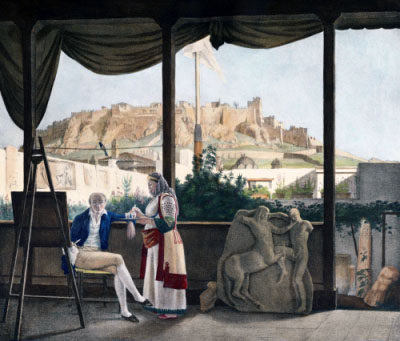
En 1819, Louis Dupré représente Louis-François-Sébastien Fauvel chez lui ; à droite du tableau, un moulage en plâtre de la métope sud XXXI (détruit avec la maison en 1825).

De ce côté du Parthénon, les métopes conservées représentent le combat des Centaures et des Lapithes, probablement au moment du mariage du roi de Thessalie Pirithoos avec Hippodamie. Centaures et Lapithes sont cousins (Lapithès et Centauros étaient demi-frères, fils d'Apollon), d'où l'invitation des Centaures qui descendirent du Pélion pour l'occasion. Les effets de l'alcool s'étant fait sentir, les Centaures s'en prirent aux femmes et jeunes hommes présents. Les Lapithes vinrent à leur secours, en s'emparant de tout ce qui à leur portée pouvait servir d'armes, et la bagarre prit des proportions telles qu'elle se poursuivit à l'extérieur. C'est le fait que des femmes soient présentes dans cette centauromachie (comme d'ailleurs sur le fronton ouest du temple de Zeus à Olympie) qui permet d'identifier cet épisode précis, même s'il semble que certains invités soient venus avec leur bouclier, voire leur lance au mariage,. La présence de ce thème sur un bâtiment athénien célébrant la cité n'est cependant pas pour surprendre : Thésée était le meilleur ami de Pirithoos et était présent à la cérémonie et lors du combat. Selon Pausanias, une fresque de Mikon, dans l'hérôon de Thésée (non encore retrouvé), remontant aux alentours de 470 av. J.-C., évoquait déjà cet épisode. Cette fresque influença beaucoup les peintres sur vases, et certainement les sculpteurs des métopes du Parthénon. À la différence des autres côtés, les Centaures ne sont pas des Barbares : ils sont originaires du monde grec. De plus, les sculpteurs des métopes ont renouvelé la façon de les représenter. Ils ont fait en sorte de faire disparaître l'étrangeté de la double nature, comme c'était le cas jusqu'alors. Les parties animale et humaine ne sont pas autonomes, mais sont bien liées et fonctionnelles. Il s'agit donc ici d'un combat entre Grecs ; entre des humains et des centaures qui sont aussi plus proches de l'humain que du monstre. Les métopes pourraient être une métaphore des conflits qui opposaient alors les Grecs entre eux. Ce thème de la centauromachie peut se lire à un autre niveau pour les citoyens athéniens. Le comportement des centaures qui ne respectent pas le caractère sacré de la cérémonie de mariage pourrait faire écho au sacrilège des Perses lorsqu'ils détruisirent les sanctuaires de l'Acropole.
Ces métopes sont à la fois celles qui ont été le mieux préservées et celles qui ont été le plus intégralement détruites. Les mieux conservées sont celles des extrémités qui ont été emportées à Londres par Lord Elgin, ce qui les préserva totalement, en comparaison de celles des autres côtés restées sur le bâtiment. Cependant, les métopes centrales (sud XIII à XXI) ont aussi totalement disparu dans l'explosion de la poudrière en 1687. Il n'en subsiste que les dessins attribués à Jacques Carrey, datant de 1674. Sur ces dessins ne figure aucun Centaure, ce qui entraîne un problème d'interprétation du thème général de ce côté. Les fragments retrouvés lors de fouilles récentes sur l'Acropole ont éclairé un peu plus,,.

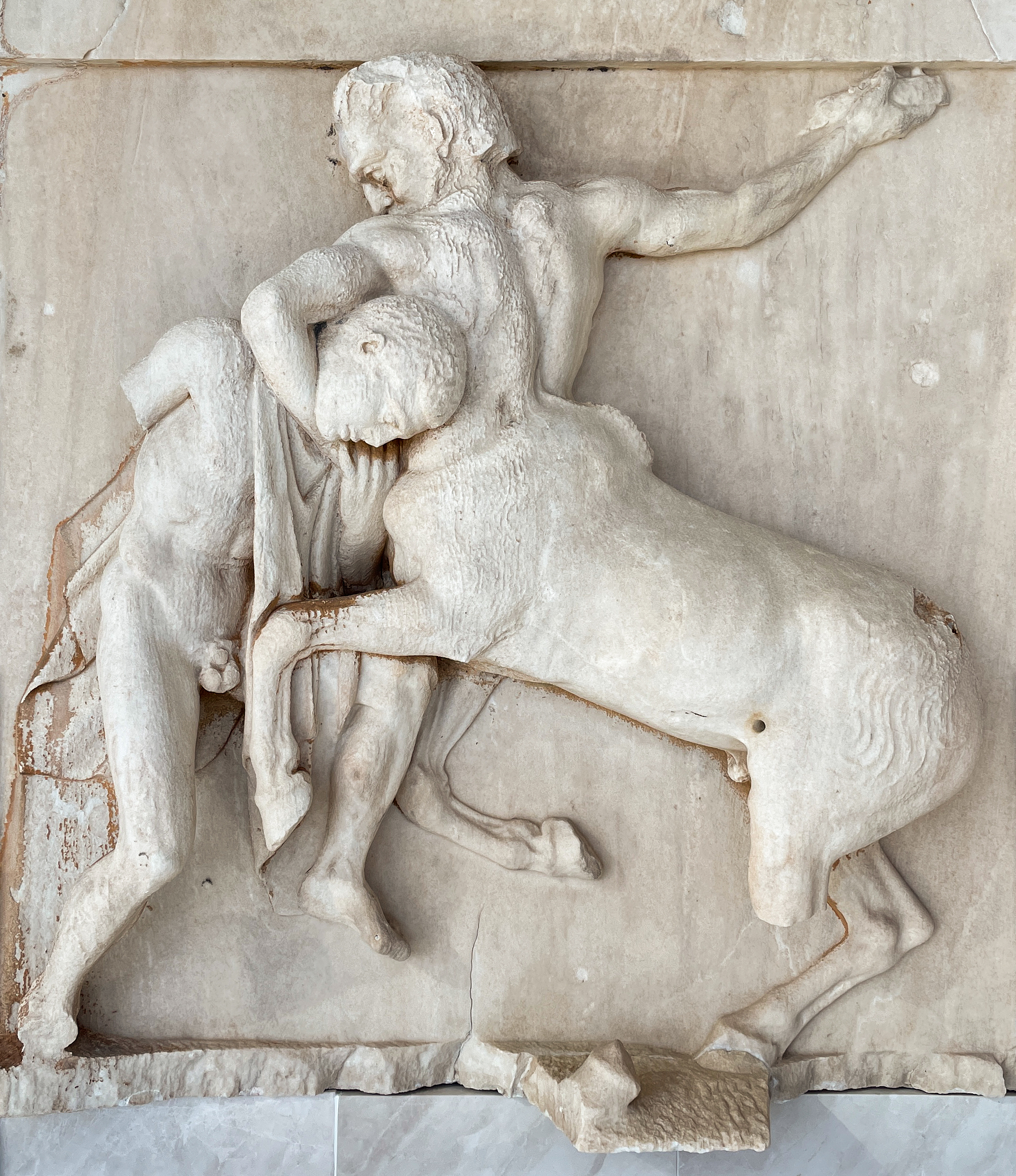
Métope I sud, au musée de l'Acropole.
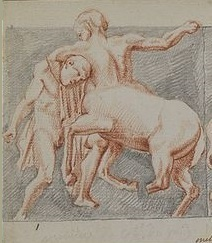
Métope I sud, dessinée en 1674.
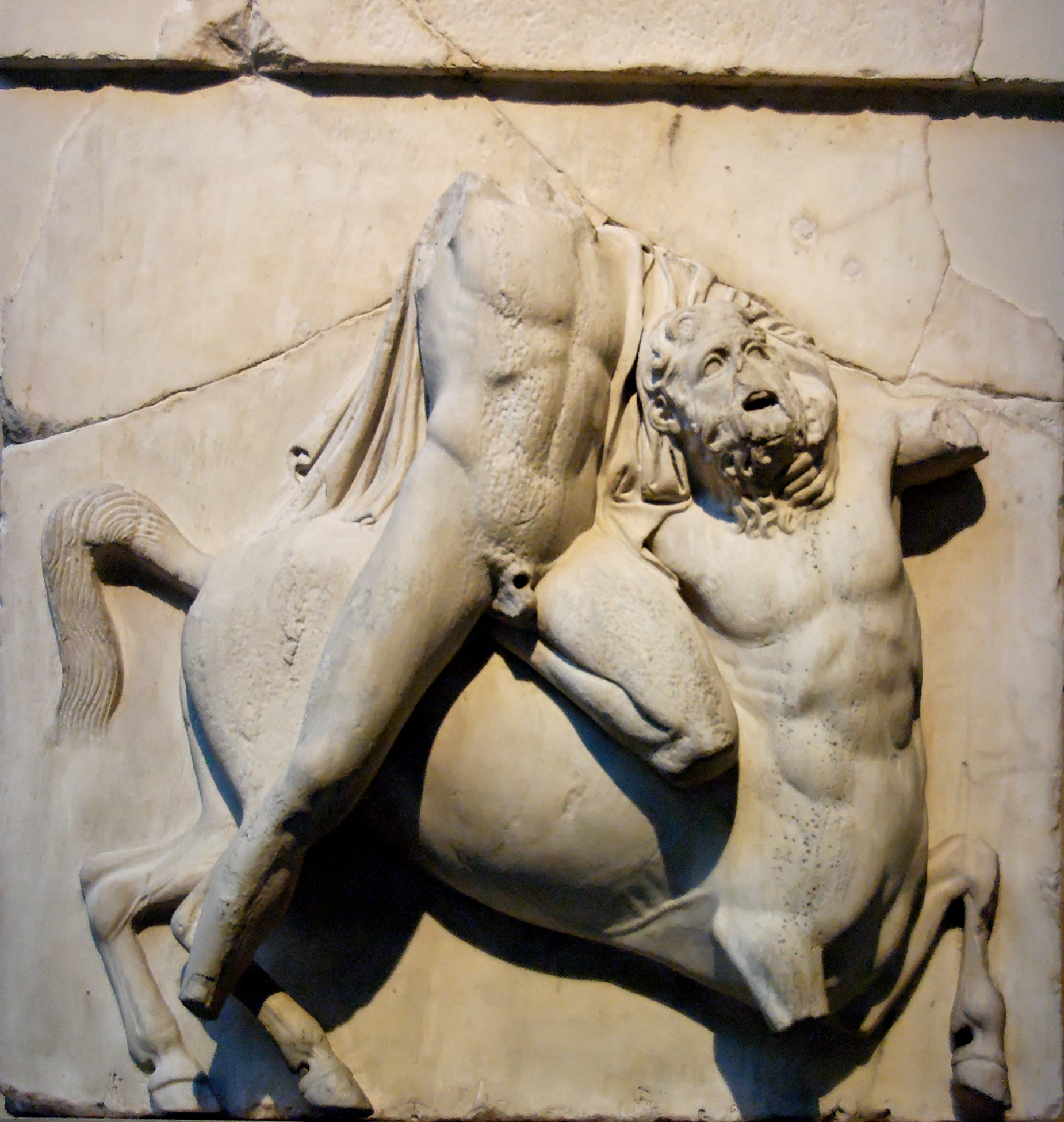
Métope II sud.
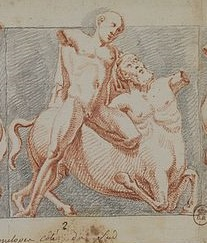
Métope II sud, dessinée en 1674.
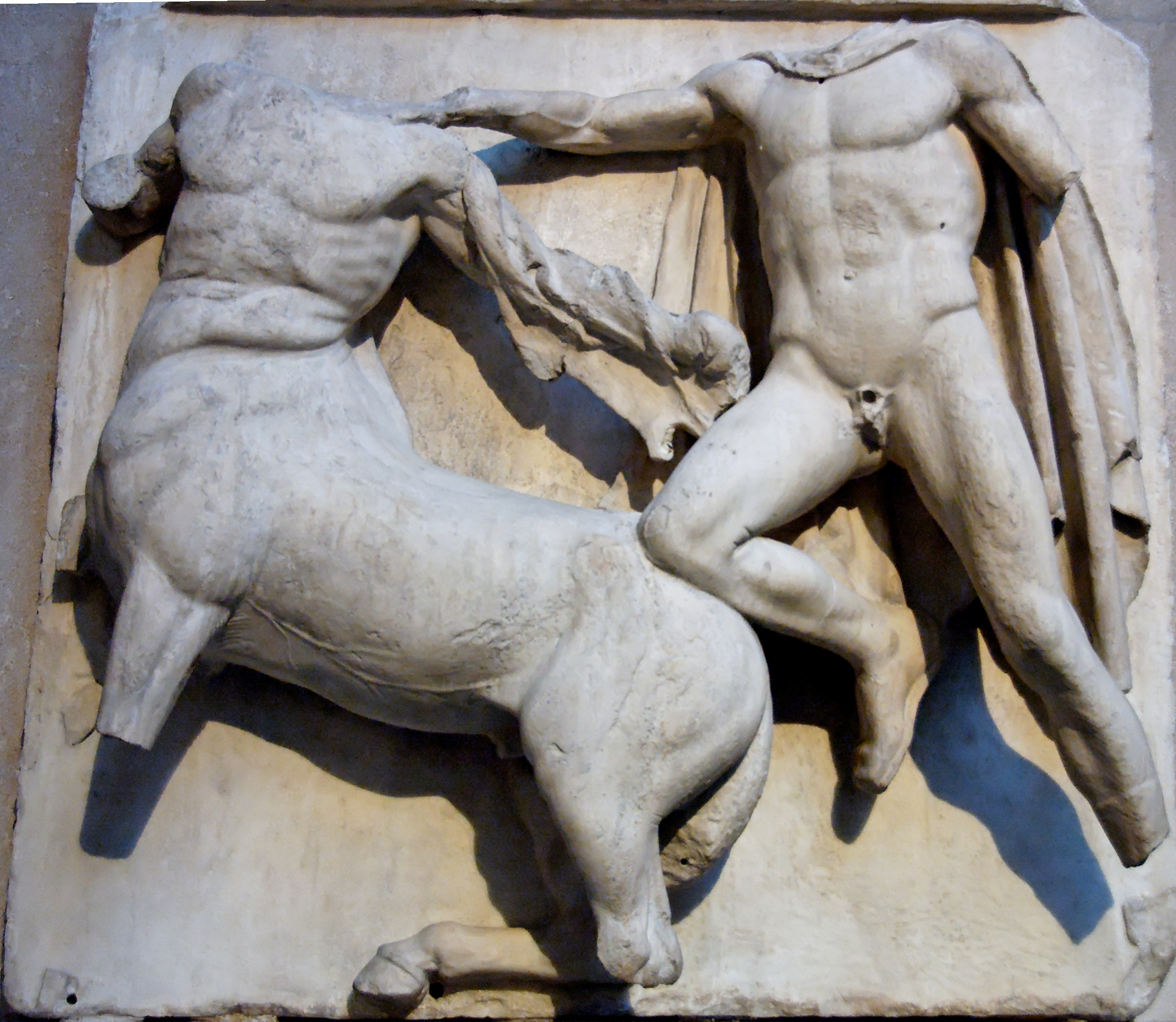
Métope sud III.
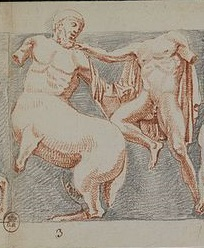
Métope III sud, dessinée en 1674.

La métope sud I était encore en 2005 une des dernières en place sur le Parthénon, au coin sud-ouest,. Il semblerait qu'elle ait été déposée lors des travaux de rénovation, probablement en 2013. Elle représente, à droite, un Centaure cabré qui étrangle de son bras gauche un Lapithe en manteau, à gauche. Il s'apprête à asséner un coup fatal à son adversaire humain avec un objet tenu dans la main droite, peut-être un tronc d'arbre qui aurait été peint sur le fond de la métope. Le bras droit du Lapithe a disparu. Cependant, un trou au niveau de l'aine du Centaure pourrait donner des indications. Le Lapithe serait en train de transpercer son adversaire avec un objet métallique long : lance ou broche à rôtir. S'il s'agit d'une lance et qu'on accepte l'hypothèse du tronc d'arbre, alors cette métope serait la preuve que le combat s'est déplacé à l'extérieur,,. La métope suivante (sud II) porte un décor inverse. Un Centaure, au second plan, a les genoux des jambes avant à terre tandis qu'un Lapithe, au premier plan, l'étrangle du bras gauche tout en lui enfonçant le genou gauche dans le dos. Sur la métope sud III, un Lapithe en manteau, à droite, attaque un Centaure par l'arrière. Il lui saute sur le dos et le prend à la gorge. Les baudrier et fourreau du Lapithe devaient être en bronze : les trous de fixation sont encore visibles,.

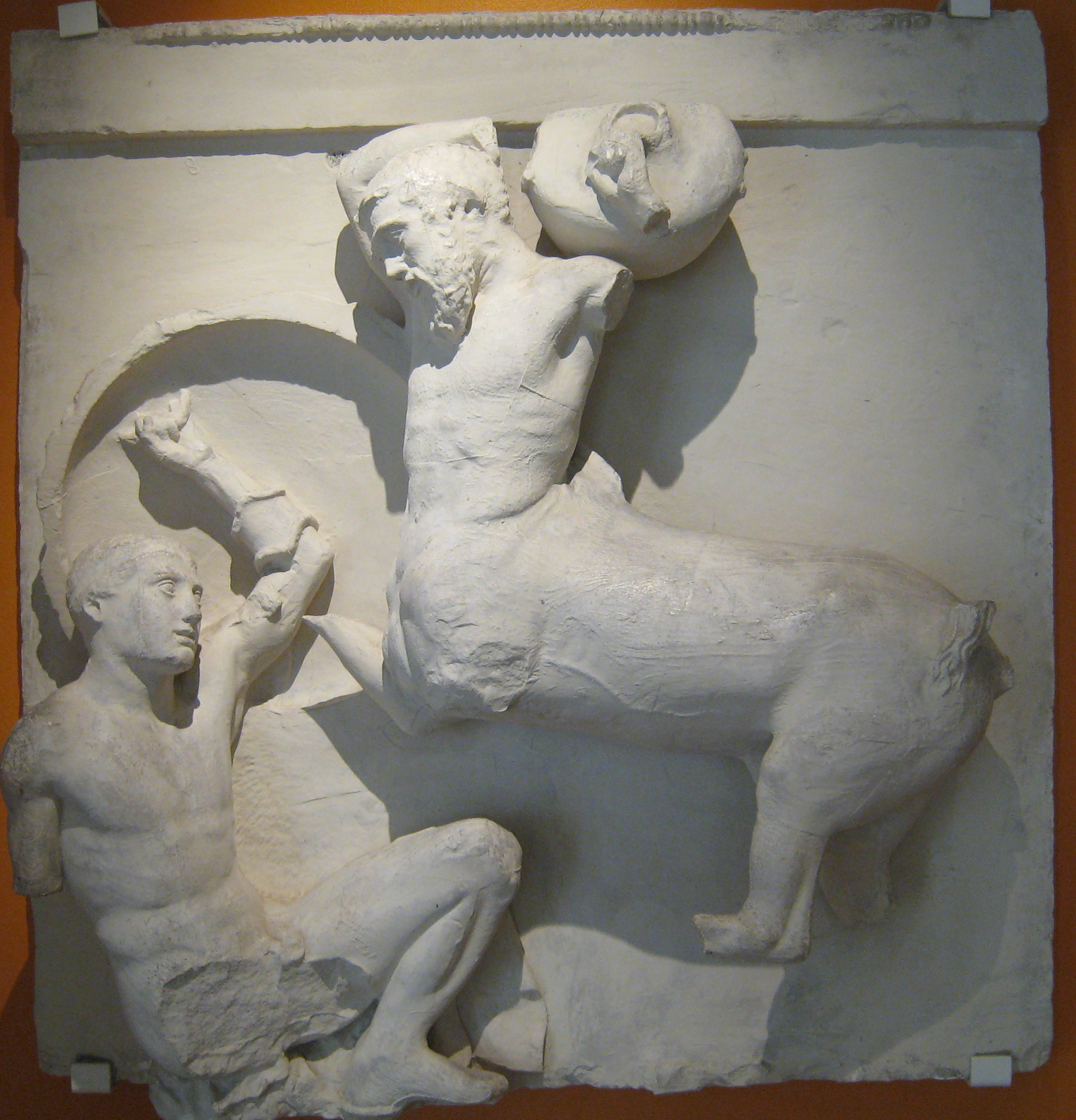
Métope sud IV, avec les têtes restituées.
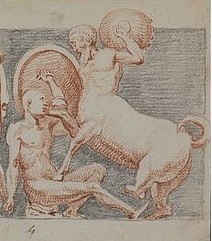
Métope IV sud, dessinée en 1674.
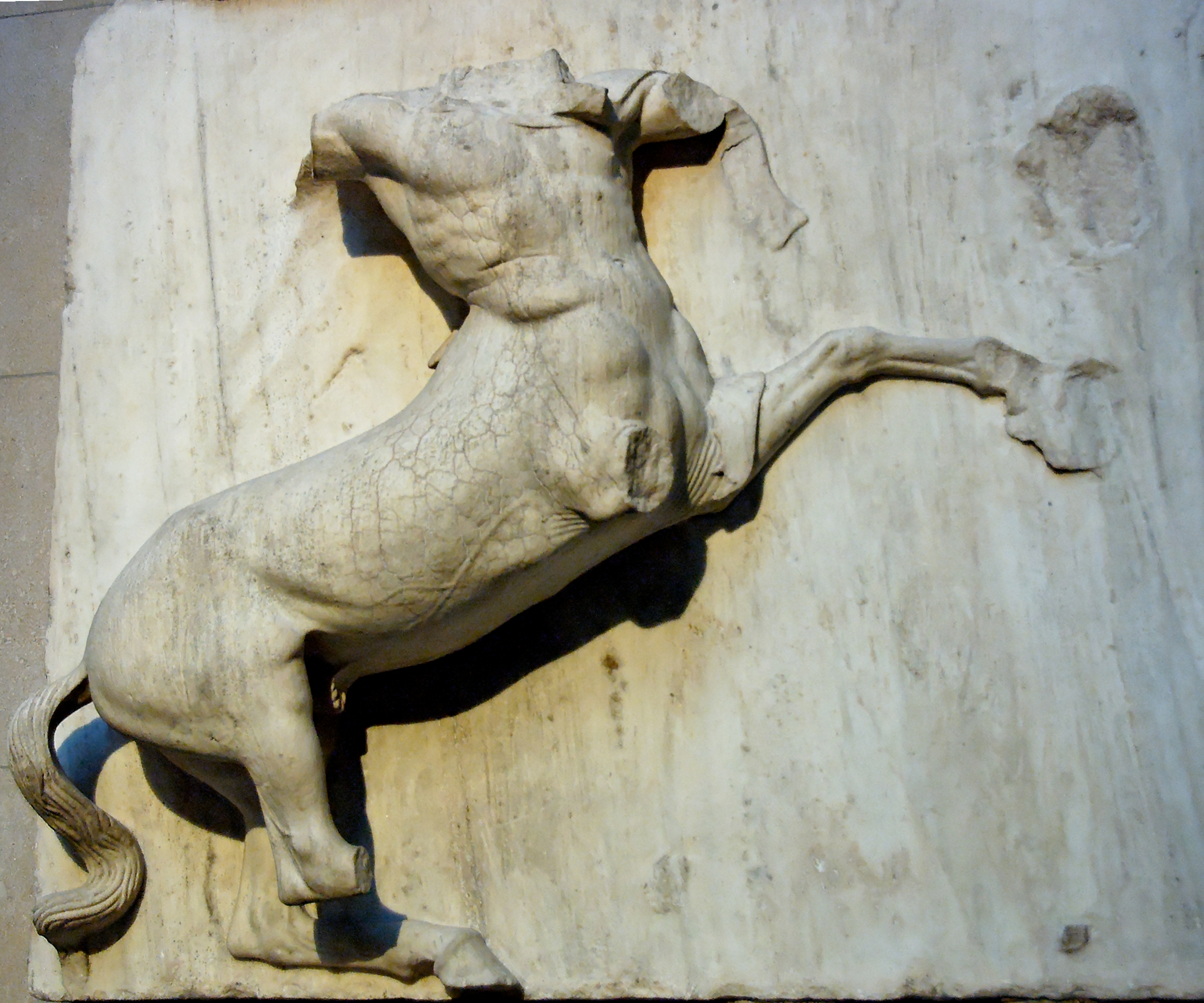
Métope V sud.
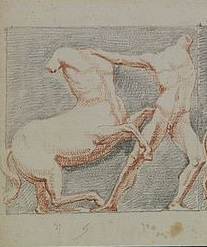
Métope V sud, dessinée en 1674.
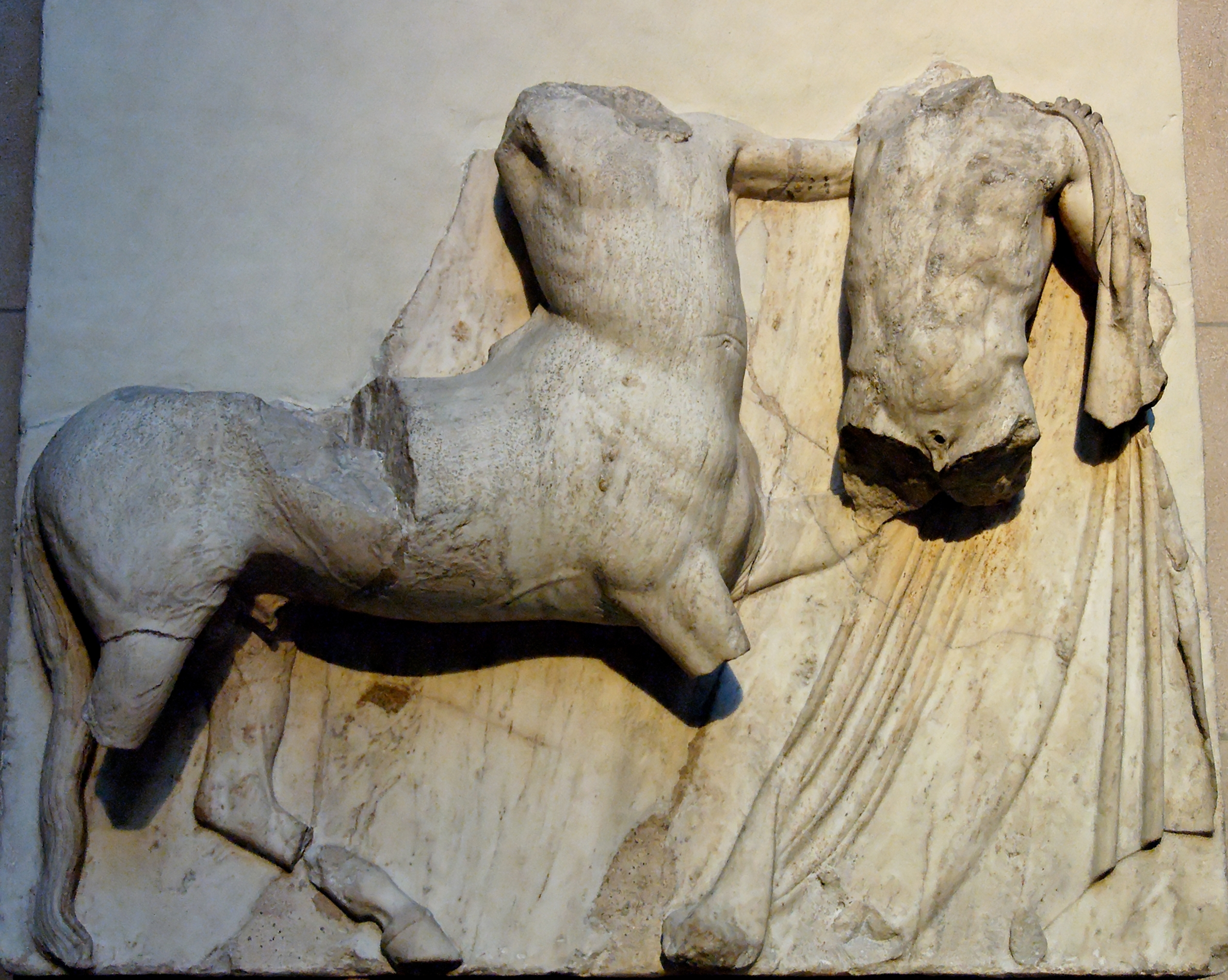
Métope sud VI.
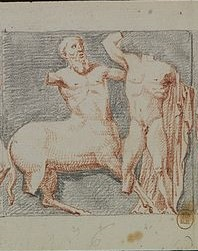
Métope VI sud, dessinée en 1674.

Sur la métope sud IV, un Centaure, à droite, s'apprête à piétiner un Lapithe tombé au sol à gauche. Celui-ci se protège d'un bouclier (le seul élément d'armure de l'ensemble des métopes sud conservées). Le Centaure en profite pour tenter de l'assommer avec une hydrie. Celle-ci est utilisée pour déterminer la chronologie des événements racontés par les métopes sud : on serait encore dans la salle du banquet. La métope sud IV est au British Museum. Les têtes ont été enlevées en 1688 par un Danois au service de Francesco Morosini et de l'armée vénitienne. Elles sont conservées au musée national du Danemark à Copenhague. Le dessin de 1674 attribué à Jacques Carrey montre que les membres existaient encore alors : la composition générale est ainsi mieux connue,.
Sur la métope sud V ne reste plus que le Centaure, à gauche, mais le Lapithe est connu grâce au dessin attribué à Carrey (les têtes avaient déjà alors disparu). Le centaure est cabré et a agrippé le Lapithe par le haut du corps : il tire violemment vers l'arrière son adversaire qui tente de fuir.
Sur la métope sud VI, un vieux (rides apparentes, peau flasque et queue tombante) Centaure, à droite est opposé à un jeune Lapithe qui porte un manteau. Sur le dessin attribué à Carrey, le Lapithe donne un coup avec le poing droit au Centaure. La composition est sans imagination. Il semblerait que le sculpteur ait plus insisté sur la différence d'âge que sur l'action. La tête du Centaure, présente sur le dessin attribué à Carrey, a depuis disparu. Par contre, la tête du Lapithe, en place en 1674, a été retrouvée en 1913 près du Varvákeion, donc au pied de l'Acropole. Elle est maintenant au musée de l'Acropole d'Athènes, tandis que la métope est au British Museum,.

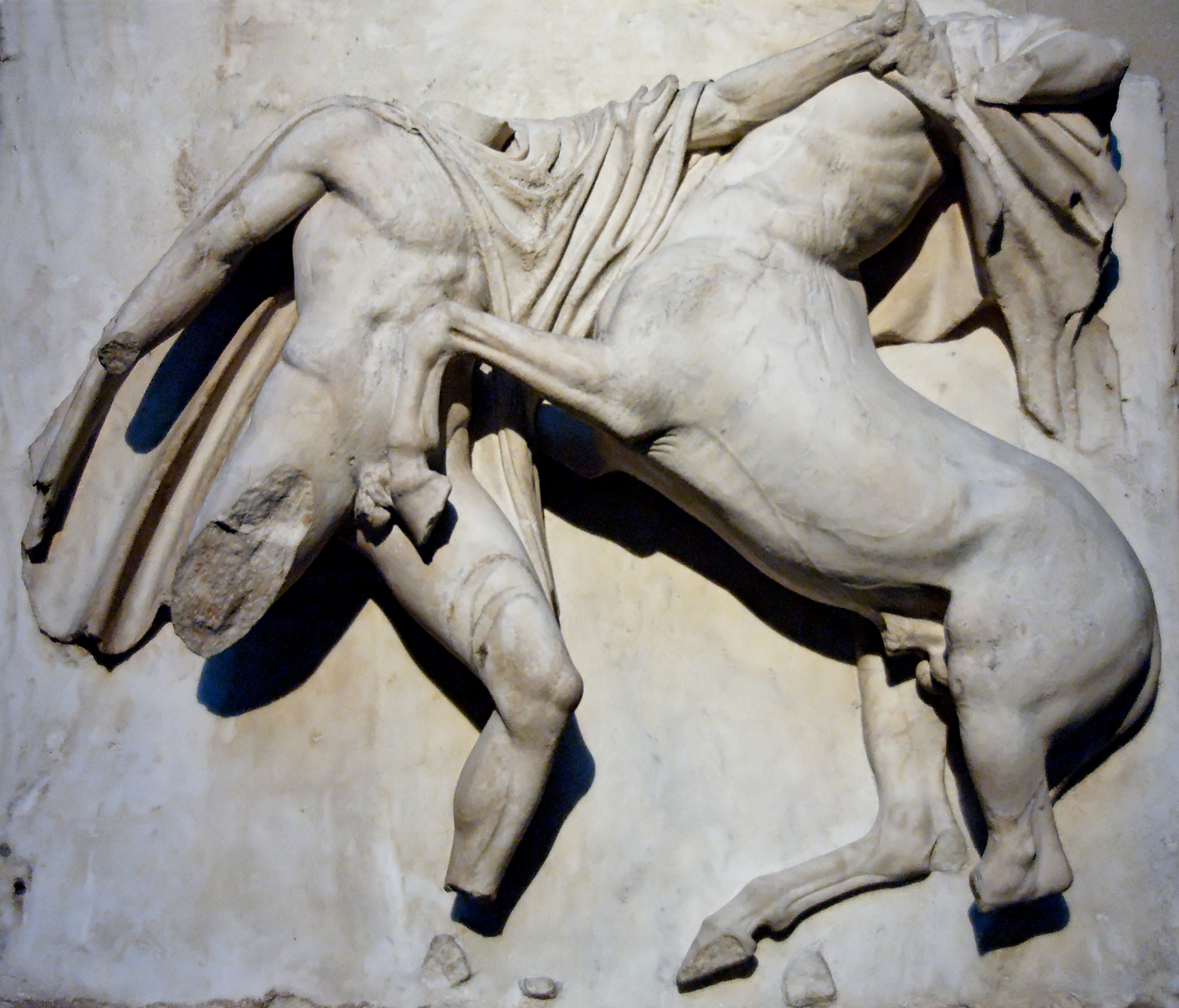
Métope sud VII.
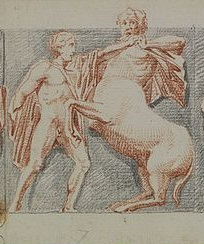
Métope VII sud, dessinée en 1674.
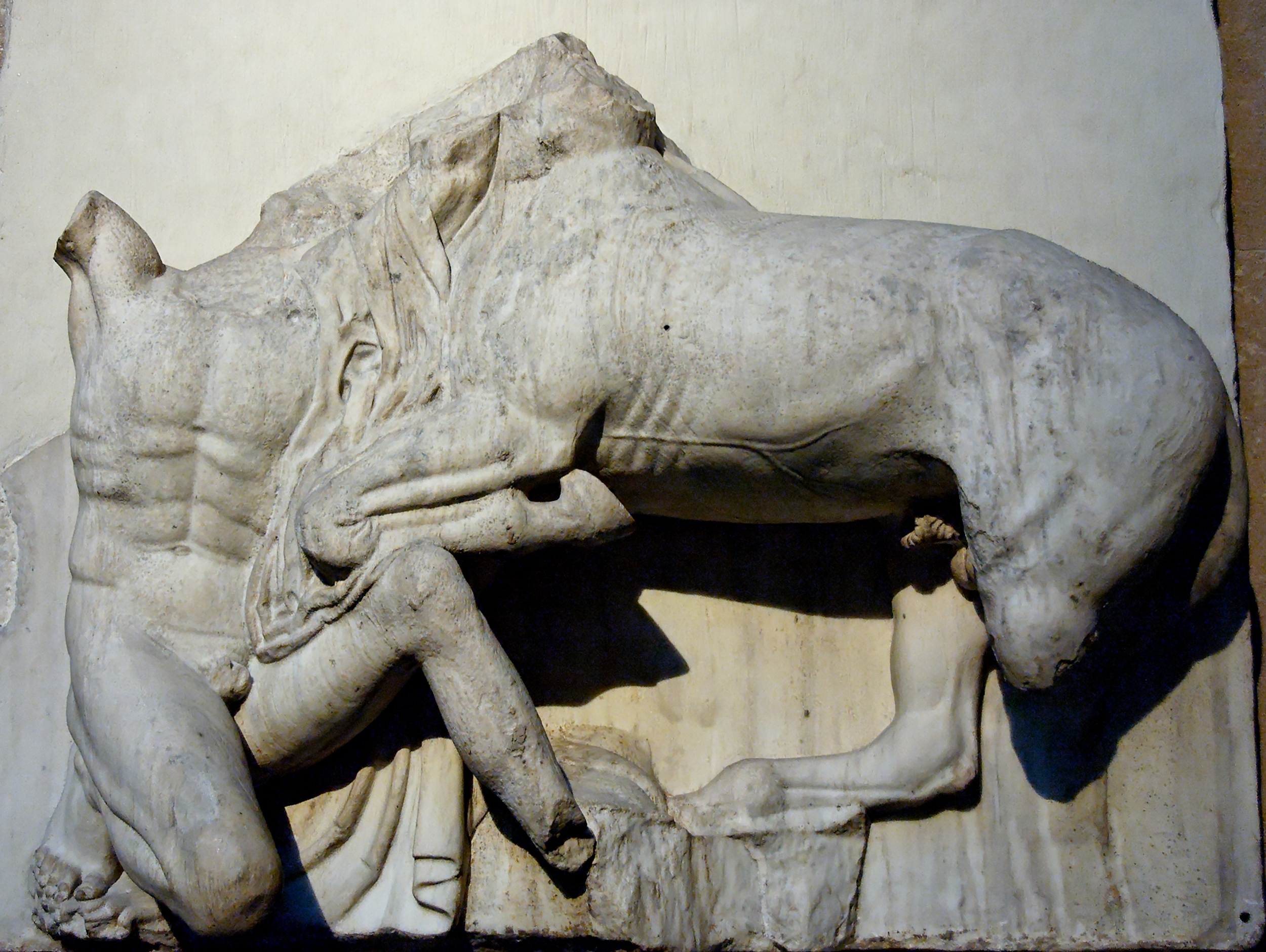
Métope sud VIII.
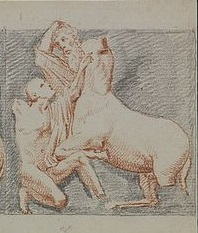
Métope VIII sud, dessinée en 1674.
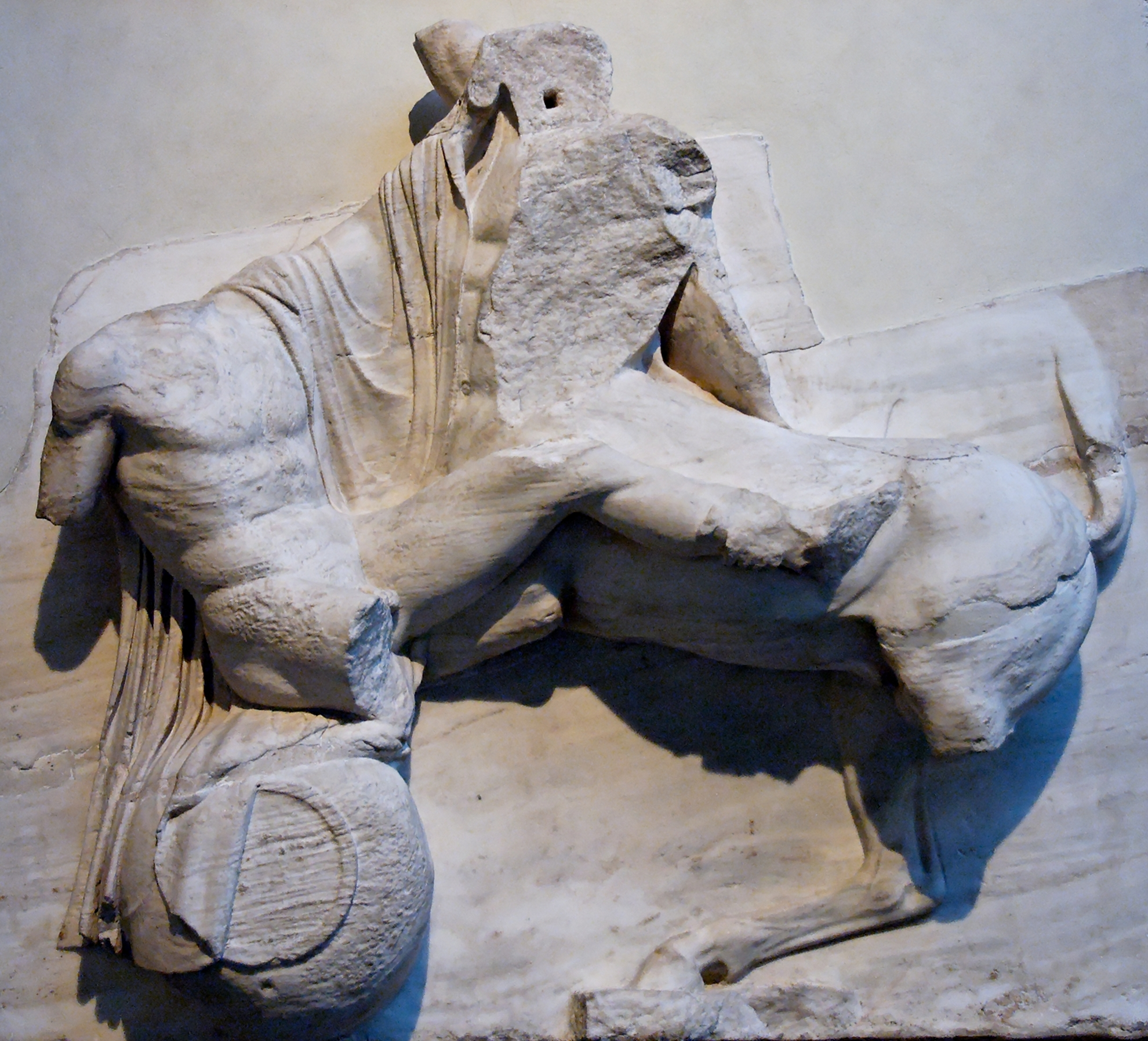
Métope sud IX
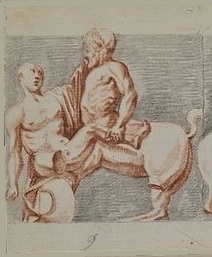
Métope IX sud, dessinée en 1674.

Sur la métope sud VII, de la main gauche, un Lapithe, parfois identifié à Pirithoos, à gauche, assène, en diagonale, un coup de poing au visage d'un Centaure qui se cabre sous l'effet du coup et est repoussé sur le bord droit de la métope ; sa tête dépassait même du bord supérieur. Dans la main droite, le Lapithe devait tenir une épée (objet en métal disparu depuis). Le Centaure ne porte pas une peau de bête comme les autres, mais une sorte de tissu fluide qui vole derrière son dos. La métope est au British Museum. Les têtes sont conservées séparément : celle du Lapithe est au Louvre ; celle du Centaure au musée de l'Acropole,.
La métope sud VIII a été très endommagée lors de l'explosion du Parthénon en 1687. À gauche, un Lapithe recroquevillé cherche à se protéger de l'attaque du Centaure ; il pourrait même en implorer la pitié. Le bras droit du Lapithe a totalement disparu et son geste est inconnu. Il reste le manteau du Lapithe, descendant de son épaule gauche à sa cuisse et le bas de la peau de bête (peut-être de panthère) que le Centaure portait au bras droit. Le dessin attribué à Carrey montre que le Centaure avait les deux bras levés ; il brandissait peut-être un tronc d'arbre,,. Les muscles abdominaux du Lapithe sont très bien marqués, mais le style en reste très figé, non sans rappeler le style sévère du début du Ve siècle av. J.-C. Dès lors, le sculpteur qui a réalisé cette métope pourrait avoir été soit plus âgé, soit plus conservateur, voire les deux, que ses collègues.
La métope sud IX est conservée au British Museum, mais les têtes du Lapithe et du Centaure, que le dessin attribué à Carrey montre encore en place, sont conservées au musée de l'Acropole, ainsi que des fragments d'épaule et de bras. Le Centaure, à droite, de la main gauche a attrapé la cuisse du Lapithe qu'il a ainsi déséquilibré. Il s'apprête à l'assommer avec un objet qu'il tient au-dessus de la tête. Le Lapithe tombe sur une hydrie ou un dinos. Il essaie de se rétablir en agrippant de la main gauche les cheveux de son adversaire et en posant la droite (ainsi que le montre le dessin attribué à Carrey) par terre.

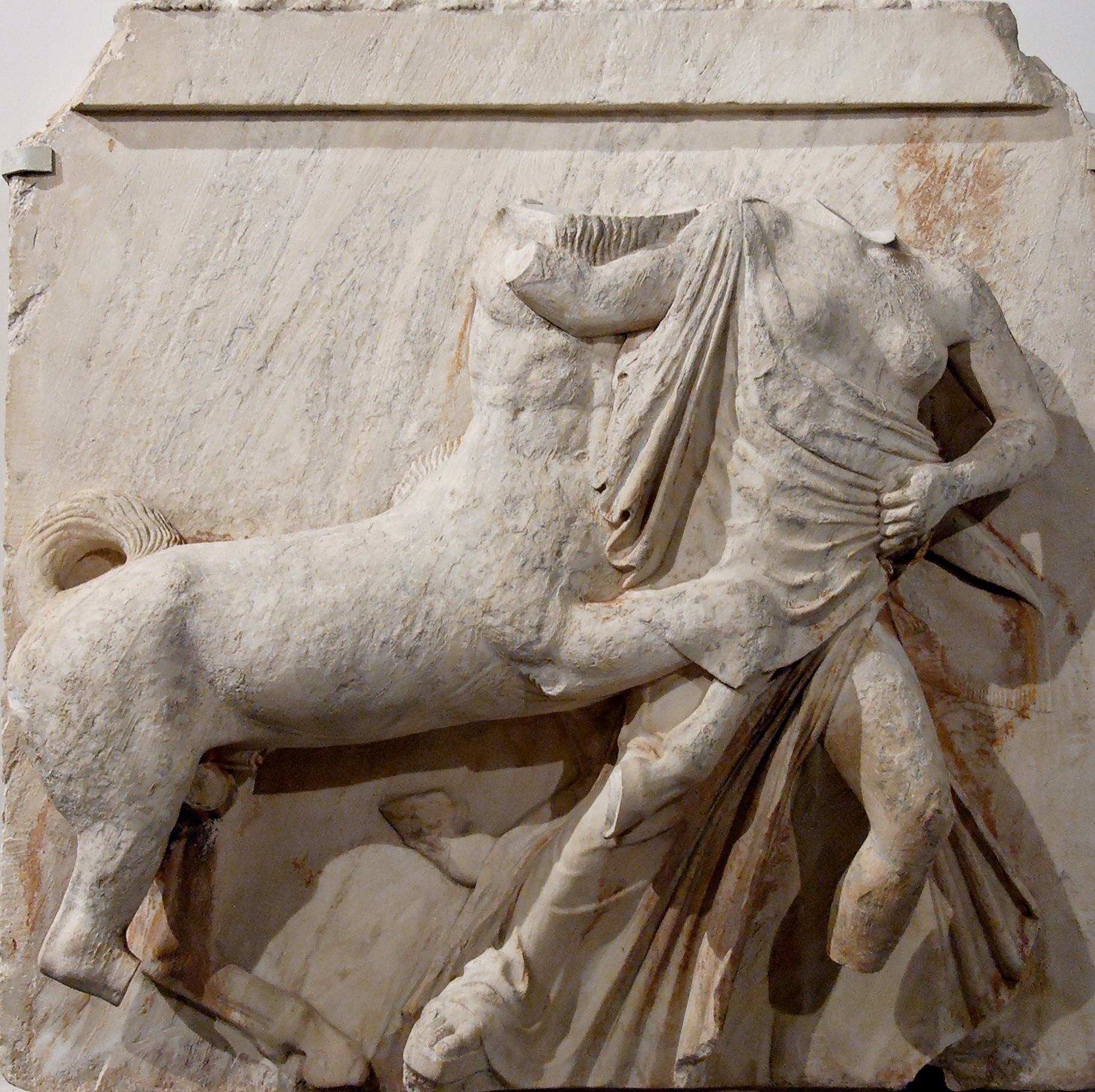
Métope sud X.
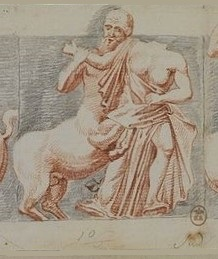
Métope X sud, dessinée en 1674.
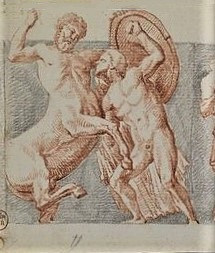
Métope XI sud, dessinée en 1674.
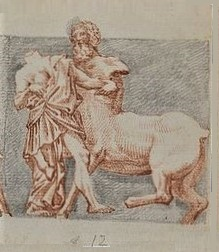
Métope XII sud, dessinée en 1674.
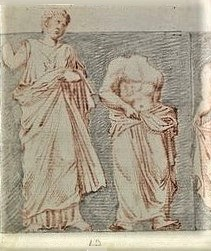
Métope XIII sud, dessinée en 1674.
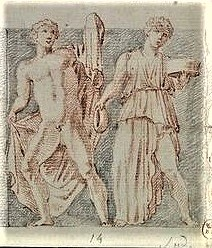
Métope XIV sud, dessinée en 1674.

La métope sud X, considérée comme peu réussie, représente la cause du combat : une femme emportée par un Centaure. Celui-ci est chauve si on en croit le dessin attribué à Carrey. Il serre la Lapithe entre les cuisses de ses jambes avant ; la jambe droite soulevant le péplos de la femme. Il utilise aussi le bras gauche pour l'enserrer. Dans sa main droite, il tient aussi le poignet droit de la Lapithe (ce mouvement a disparu). Elle cherche à fuir, sans succès. Dans son geste désespéré, elle découvre sa cuisse et son épaule gauches ainsi que sa poitrine. La femme est parfois identifiée à Hippodamie ou à sa « demoiselle d'honneur »,. Elle se trouve au Louvre, mais certains fragments ont été découverts en 1986. De la métope sud XI ne restent que des fragments et le dessin attribué à Carrey. Sur ce dernier, un Centaure à gauche est cabré et s'apprête à asséner un coup à un Lapithe. Celui-ci, nu, ne porte qu'un manteau. Au bras droit, il a un grand bouclier rond. Il est parfois identifié à Thésée.
La métope sud XII est aussi une des cinq où un Centaure s'attaque à une Lapithe. La femme, à gauche, essaie de se dégager de l'emprise du Centaure, mais ses pieds ne touchent déjà plus le sol que des orteils,. Elle est parfois identifiée à Hippodamie, enlevée par Eurytion. En effet, la composition de la métope est en symétrie inversée par rapport à la métope sud X. Les trois métopes sud X, XI et XII sont alors parfois lues ensemble : Centaure et demoiselle d'honneur ; Centaure et Thésée ; Hippodamie et Eurytion,.

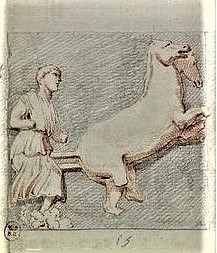
Métope XV sud, dessinée en 1674.
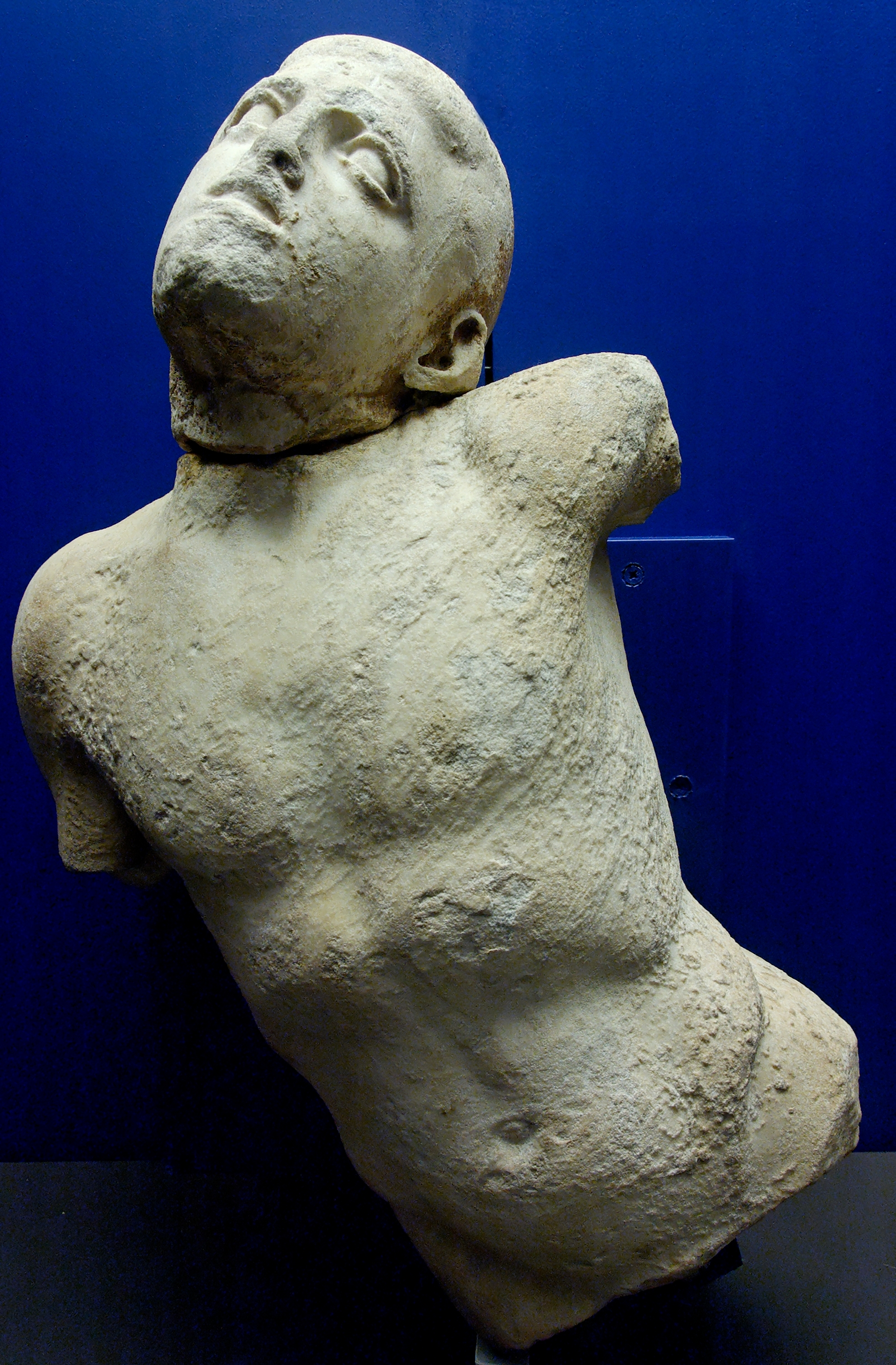
Métope XVI sud.
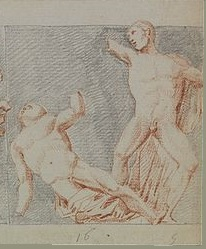
Métope XVI sud, dessinée en 1674.
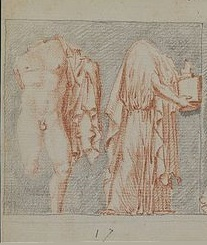
Métope XVII sud, dessinée en 1674.
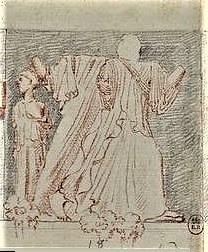
Métope XVIII sud, dessinée en 1674.
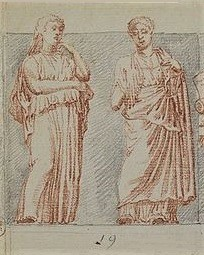
Métope XIX sud, dessinée en 1674.

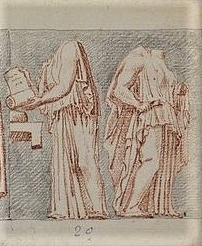
Métope XX sud, dessinée en 1674.
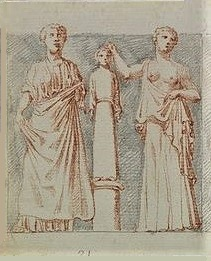
Métope XXI sud, dessinée en 1674.
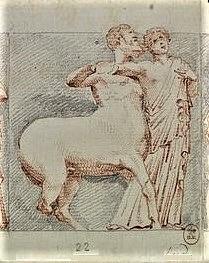
Métope XXII sud, dessinée en 1674.
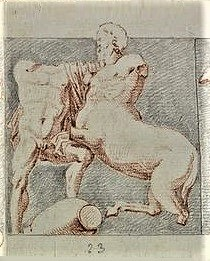
Métope XXIII sud, dessinée en 1674.
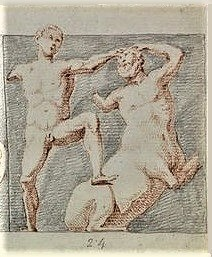
Métope XXIV sud, dessinée en 1674.
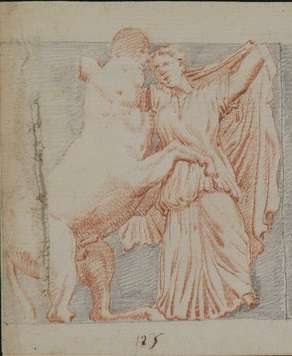
Métope XXV sud, dessinée en 1674.

Les métopes suivantes, de sud XIII à sud XXV ne sont plus connues que par les dessins attribués à Carrey. Quelques fragments ont été retrouvés permettant des reconstitutions. Comme ces métopes ne représentent pas que des duels Lapithe-Centaure, seulement présents sur sud XXII à sud XXV, diverses autres interprétations ont été proposées pour les métopes sud XIII à XXI, parfois sans aucun lien avec l'épisode du mariage d'Hippodamie et Pirithoos. Erich Pernice et Frantz Studniczka y lisent le mythe d'Érichthonios et l'érection de la statue de culte d'Athéna Polias. Charles Picard est dans le même mythe d'Érichthonios mais il suggère plutôt la création des Panathénées. Erika Simon y voit l'histoire d'un autre Lapithe Ixion, le père de Pirithoos. Martin Robertson préfère le mythe de Dédale, avec des localisations géographiques voyageuses (sud XIII à XVI à Athènes ; sud XVII et XVIII à Knossos ; retour à Athènes pour sud XIX à XXI). Burkhard Fehr veut y lire l'opposition entre la « bonne » épouse Alceste (femme d'Admète) et la « mauvaise » épouse Phèdre (femme de Thésée). Selon Hilda Westervelt dans sa thèse soutenue à Harvard en 2004, il pourrait s'agir non d'un événement ponctuel, mais d'un récit de l'ensemble du mariage d'Hippodamie et Pirithoos. Au centre est représenté le moment où lors du mariage l'épousée quitte la maison paternelle pour celle de son époux ; la procession serait alors perturbée par des Centaures déjà éméchés ; la bagarre s'étendant ensuite vers les métopes extérieures.
| Métope                                              | Sud XIII Figure féminine (gauche) Figure masculine torse nu (droite) | Sud XIV Figure masculine nue (gauche) Figure féminine portant un objet dans chaque main (droite) | Sud XV Un aurige et son char                                | Sud XVI Deux figures masculines nues Celle de gauche est au sol | Sud XVII Figure masculine nue (gauche) Figure féminine portant un objet (droite)             | Sud XVIII Petite figure humaine (gauche) Deux figures féminines (courant ?) (centre et droite) | Sud XIX Deux figures féminines                                          | Sud XX Deux figures féminines Celle de gauche semble tenir un rouleau de texte                                                                                 | Sud XXI Deux figures féminines encadrant une petite statue sur un piédestal            |
| --------------------------------------------------- | -------------------------------------------------------------------- | ------------------------------------------------------------------------------------------------ | ----------------------------------------------------------- | --------------------------------------------------------------- | -------------------------------------------------------------------------------------------- | ---------------------------------------------------------------------------------------------- | ----------------------------------------------------------------------- | --- | -------------------------------------------------------------------------------------- |
| Selon Brøndsted 1826-1830 repris par Michaelis 1871 | Déméter et Triptolème                                                | Épiméthée et Pandore                                                                             | Érichthonios                                                | Eumolpos ou Immarade et Érechthée                               | Érichthonios et une prêtresse d'Athéna ou une canéphore                                      | Une des filles de Cécrops                                                                      | Pandrose et Teléte ou Thémis                                            | Prêtresse ou jeune femme portant des textes de lois | Parturiente, statue de culte d'Artémis et prêtresse                                    |
| Selon Pernice 1895                                  | Pandrose et Hersé                                                    | Érysichthon et Aglaure                                                                           | Érichthonios                                                | Amphictyon et Érichthonios                                      | Érichthonios                                                                                 | ?                                                                                              | Prêtresse                                                               | Femme portant des rubans pour orner le xoanon d'Athéna Polias                                                                                                  | Deux femmes encadrant le xoanon d'Athéna Polias                                        |
| Selon Studniczka 1912                               | La Pythie et Ion                                                     | Xouthos et Créuse                                                                                | Aurige du char du personnage de droite de la métope XVI sud | Eumolpos ou Immarade et Érechthée                               | Héraut et citharède                                                                          | Fille de Praxithée                                                                             | Praxithée et une de ses filles choisie pour le sacrifice                | Deux femmes offrant un sacrifice | Deux femmes fuyant des centaures et se réfugiant auprès du xoanon                      |
| Selon Picard 1936 et 1939                           | Une fille de Cécrops                                                 | Aglaure et un de ses frères                                                                      | Découverte du panier d'Érichthonios                         | Astérion et Érichthonios                                        | Érichthonios et un joueur de lyre                                                            | Préparations des mystères                                                                      | Prêtresse et son assistante                                             | Monstration d'un rouleau de textes et prêtresse | Retour à la centauromachie ; xoanon d'Artémis                                          |
| Selon Becatti 1951                                  | Pandrose et Cécrops                                                  | Érysichthon et Aglaure                                                                           | Aurige du char d'Érechthée                                  | Immarade et Érechthée                                           | Érechthée avec une offrande de porcelet et Apollon                                           | Une fille d'Érechthée                                                                          | Praxithée et une de ses filles choisie pour le sacrifice                | Procné et Philomèle | Retour à la centauromachie ; Sophrosyne et Hybris                                      |
| Selon Fehl 1961                                     | Centauromachie ; frayeur créée par l'arrivée du char d'un héros      | Centauromachie ; frayeur créée par l'arrivée du char d'un héros                                  | Aurige du char d'Héraclès ou de Thésée                      | Lapithe blessé par un Centaure et arrivée d'Héraclès ou Thésée  | Centauromachie ; deux jeunes filles                                                          | Centauromachie                                                                                 | Centauromachie                                                          | Centauromachie ; cérémonie de mariage d'Hippodamie et Pirithoos                                                                                                | Deux jeunes filles fuyant des centaures et se réfugiant auprès d'une statue de culte   |
| Selon Jeppesen 1963                                 | Aphrodite et Boutès                                                  | Apollon et Créuse                                                                                | Érichthonios et un cheval de course                         | Éryx vaincu au pugilat par Héraclès                             | Érechthée et Apollon                                                                         | Chthonie et ses sœurs                                                                          | Déméter et Coré                                                         | Procné et Philomèle | Deux Lapithes fuyant des centaures et se réfugiant auprès d'une statue de culte        |
| Selon Brommer 1967                                  | La Pythie et Ion                                                     | Xouthos et Créuse                                                                                | Métope liée à Érechthée                                     | Eumolpos ou Immarade et Érechthée                               | Joueur d'aulos ou porteur d'une outre de vin et citharède                                    | Fille d'Érechthée                                                                              | Praxithée et une de ses filles choisie pour le sacrifice                | Refus de toutes les interprétations données jusque-là, mais pas de proposition d'interprétation ni pour la métope ni pour l'objet porté par la femme de gauche | Deux femmes fuyant des centaures et se réfugiant auprès d'une statue de culte          |
| Selon Simon 1975                                    | Nourrice d'Hippodamie et sommelier                                   | Boutès et jeune femme porteuse d'offrandes                                                       | Hélios                                                      | Sacrilège d'Ixion                                               | Hermès avec une offrande de porcelet pour l'expiation d'Ixion et Apollon en citharède        | Petite statue de divinité ; Aidos et Némésis fuyant devant l'atrocité commise par Ixion        | Néphélé et Péitho ou Aphrodite                                          | Apaté ou Até et Héra | Deux femmes fuyant des centaures et se réfugiant auprès d'une statue de culte d'Héra   |
| Selon Dörig 1978                                    | Hersé et Cécrops                                                     | Érysichthon et Aglaure                                                                           | Borée enlevant Orithye                                      | Érechthée et Eumolpos                                           | Procession vers la statue de culte présente sur la métope XVIII sud au cours des Panathénées | Statue de culte et deux amies d'Orithye fuyant devant Borée après qu'il a enlevé celle-ci      | Procné et Philomèle                                                     | Zeuxippe et Chthonie | Deux jeunes Lapithes fuyant des centaures et se réfugiant auprès d'une statue de culte |
| Selon Harrison 1979                                 | Coronis, une des nourrices de Dionysos et Dionysos                   | Rapt de Coronis par Boutès                                                                       | Hélios                                                      | Sacrilège d'Ixion                                               | Mariage de Pirithoos : histrion portant une peau de bête et joueur de lyre                   | Mariage de Pirithoos : petite fille et deux danseuses                                          | Mariage de Pirithoos : mère et sœur de la fiancée (Hippodamie)          | Mariage de Pirithoos : sœur et mère du fiancé (Pirithoos) | ?                                                                                      |
| Selon Fehr 1982                                     | Phèdre espionnant Hippolyte                                          | Phèdre tentant de séduite Hippolyte                                                              | Hippolyte allant vers sa mort                               | Asclépios tué par Zeus                                          | Hermès portant une outre de vin et Apollon en citharède                                      | Les Moires                                                                                     | Alceste et une nourrice                                                 | Préparation du lit funéraire d'Alceste : une nourrice et Alceste                                                                                               | Deux femmes fuyant des centaures et se réfugiant auprès d'une statue de culte          |
| Selon Robertson 1984                                | À Athènes : Perdix et Talos                                          | À Athènes : Dédale et jeune fille portant l'invention de Talos                                   | À Athènes : Hélios                                          | À Athènes : Icare et Dédale                                     | À Cnossos : Dédale et Thésée en citharède                                                    | À Cnossos : Ariane et deux statues créées par Dédale dansant sur la musique de Thésée          | À Athènes après le retour de Dédale : découverte du rouet et du tissage | À Athènes après le retour de Dédale : découverte du rouet et du tissage                                                                                        | Retour à la centauromachie ; statue de culte d'Athéna                                  |

La métope sud XXVI pourrait avoir été sculptée par un des artistes les moins compétents. Les mouvements sont peu probables ; le visage du Centaure est figé et le style de sculpture (sévère) est démodé pour cette seconde moitié du Ve siècle av. J.-C. ; la tête du Centaure est posée directement sur les épaules : il n'a pas de cou. Le Lapithe à gauche donne un coup de son pied gauche dans le poitrail du Centaure ; de la main gauche, il lui agrippe aussi le coude droit. Le Centaure semble porter au-dessus de la tête un objet lourd (bloc de pierre ou autel) qu'il s'apprête à lancer sur son adversaire. Une partie du drapé du vêtement du Lapithe s'est dégradé à une date très ancienne,,. Il semblerait qu'un puits ait été présent sous les jambes des deux personnages. Cet élément de décor pourrait signifier (comme l'hypothétique tronc d'arbre sur sud I) que le combat s'est déplacé à l'extérieur.

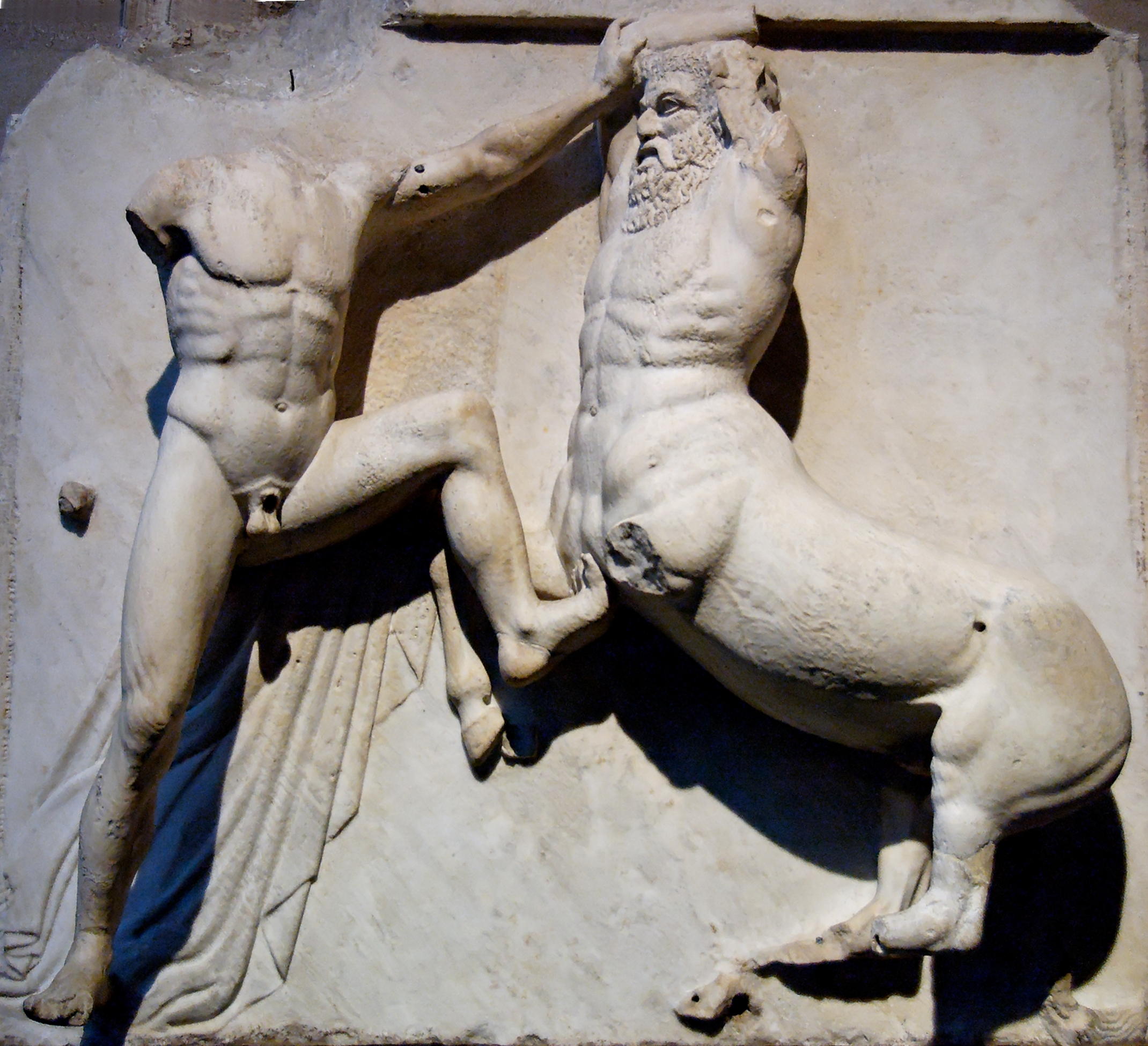
Métope sud XXVI.
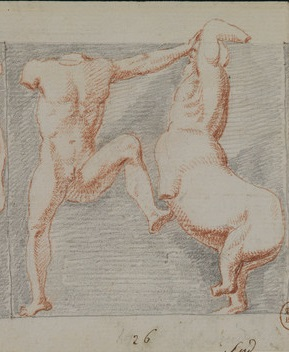
Métope XXVI sud, dessinée en 1674.
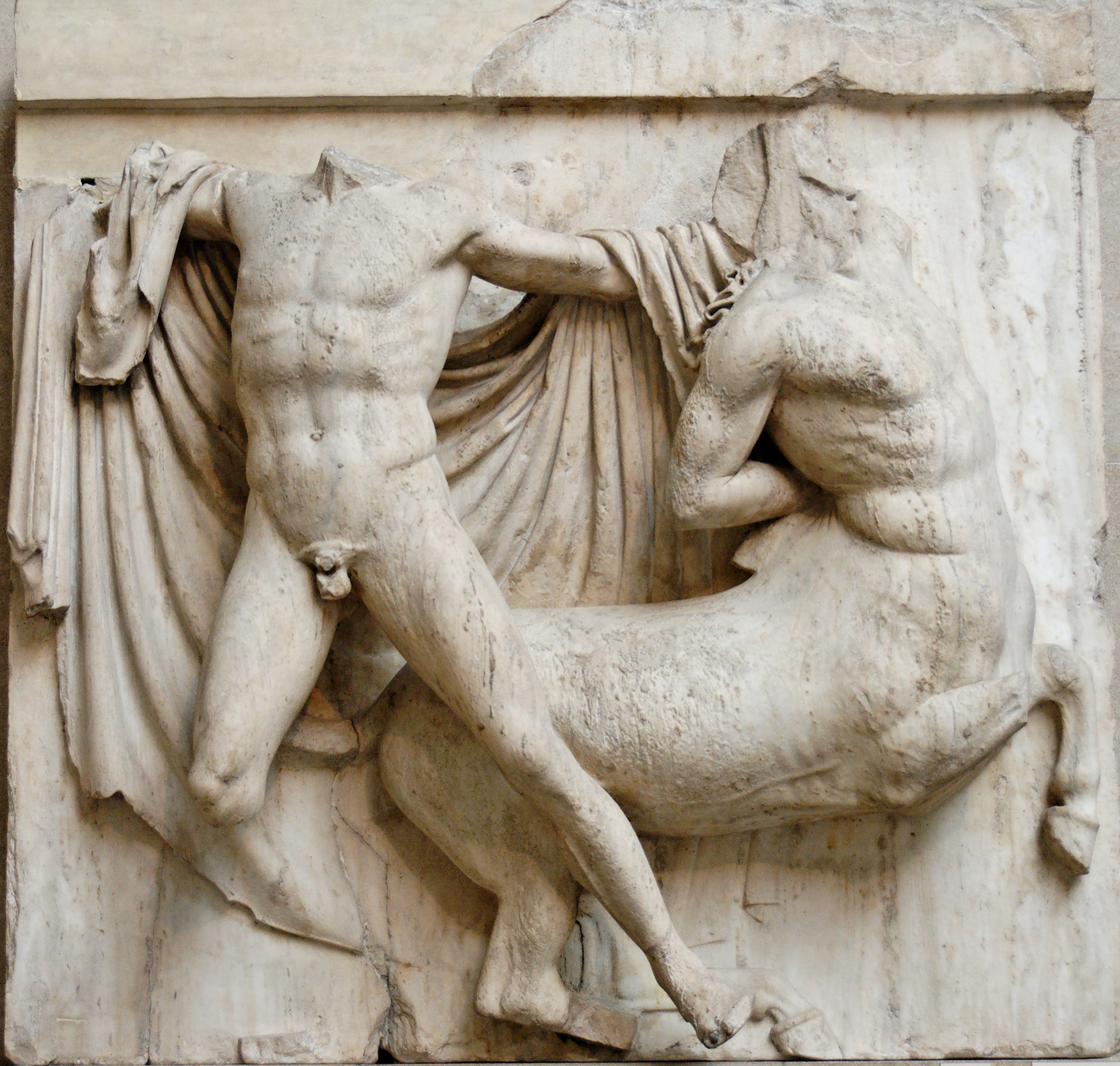
Métope sud XXVII.
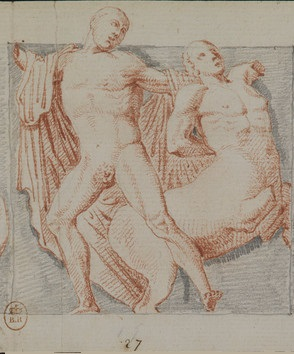
Métope sud XXVII dessinée en 1674.

Sur la métope sud XXVII, le Centaure, blessé, tente de s'enfuir au galop. Il a posé la main droite sur la blessure qu'il a reçue dans le dos, à moins qu'il n'utilise ses deux mains pour tenter d'en extraire l'objet qui l'a blessé. Le Lapithe, qui pourrait aussi être le héros Thésée,,,,,, essaie de l'empêcher de fuir, en l'agrippant au cou, de la main gauche. Sa main droite est vers l'arrière, prenant son élan pour porter un nouveau coup, probablement fatal avec soit une lance soit une broche à rôtir. Son manteau est en train de glisser de ses épaules vers le sol. Les visages des deux personnages étaient tournés vers le centre de la métope,,,. Les têtes ont disparu depuis les dessins attribués à Carrey. Cependant, si la métope est au British Museum, la tête du Lapithe est conservée au musée de l'Acropole à Athènes. Cette tête est cependant aussi considérée comme pouvant provenir de la métope sud IX. « Carrey » a dessiné un Centaure imberbe. Plusieurs hypothèses sont alors avancées : le dessinateur n'aurait pas vu que la barbe avait été brisée ; le sculpteur antique a créé avec cette métope un nouveau canon de représentation des Centaures, plus jeunes. Cette métope sud XXVII est considérée comme l'une des mieux réussies. Le rendu de l'anatomie est parfait. La tension du mouvement est visible dans la sculpture des muscles de la jambe et du torse du Lapithe. Le drapé, parfait, du manteau est en tel haut-relief qu'il se détache presque complètement du fond. La queue du Centaure s'inscrit dans la continuité d'un des plis du manteau : elle a dû être peinte de couleur différente pour la faire ressortir. Ce mouvement du manteau rappelle celui de la figure M du fronton du temple de Zeus à Olympie, traditionnellement identifiée à Thésée, d'où l'identification ici. La composition est subtile : les deux tensions dans deux directions opposées rappellent celles caractéristiques du groupe central d'un fronton, similaire au mouvement qui anime Athéna et Poséïdon sur le fronton ouest. Elle rappelle enfin aussi la métope ouest IV du temple de Zeus à Olympie (Héraclès et le taureau de Crète). On retrouve aussi ce motif sur le col d'un cratère à volutes attribué au peintre des Satyres Laineux et conservé à New York. Si le sculpteur n'est pas connu, il doit cependant s'agir d'un des plus doués à avoir travaillé sur le Parthénon,,.

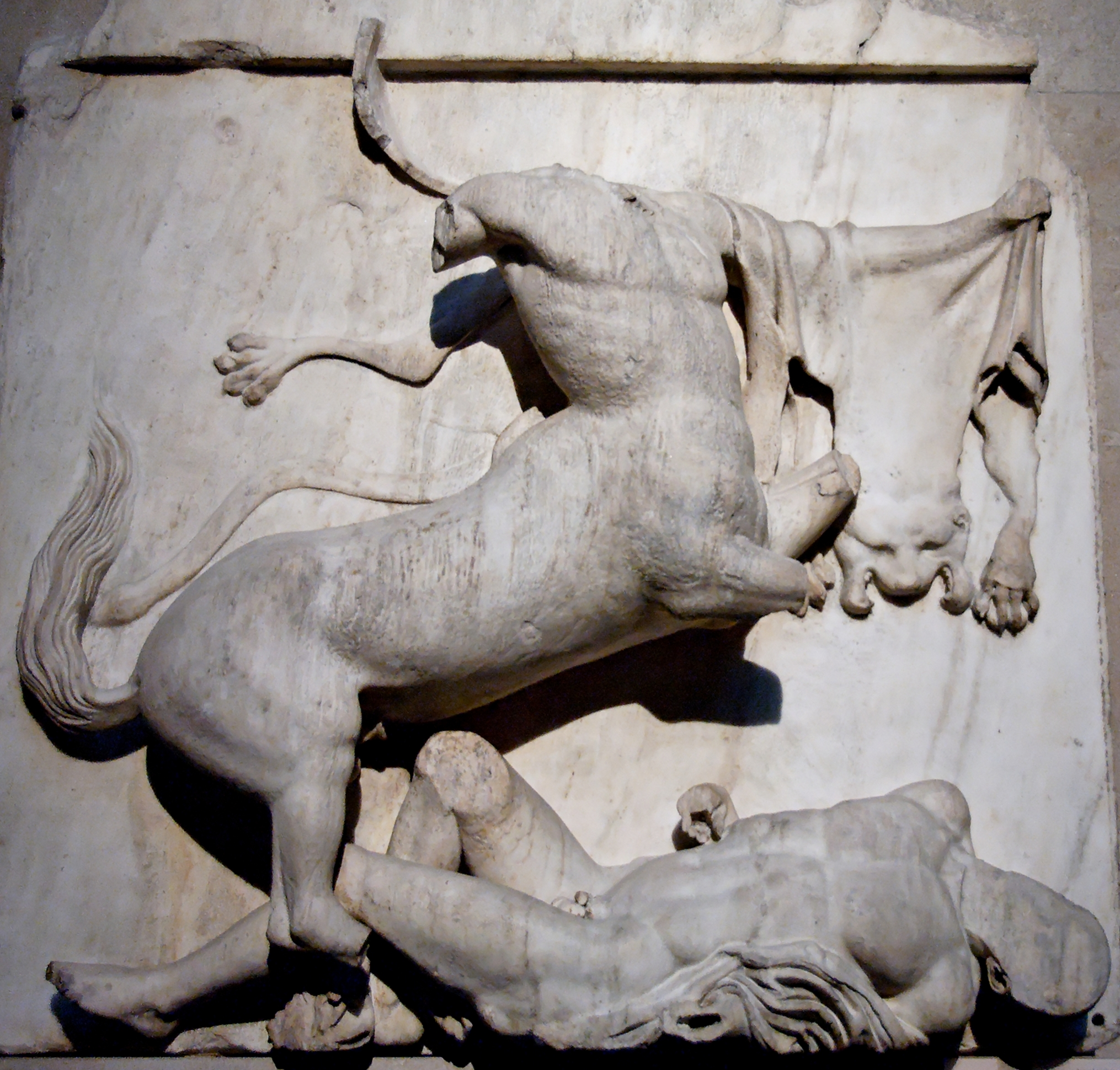
Métope sud XXVIII.
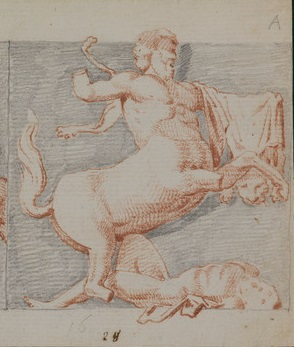
Métope XXVIII sud, dessinée en 1674.
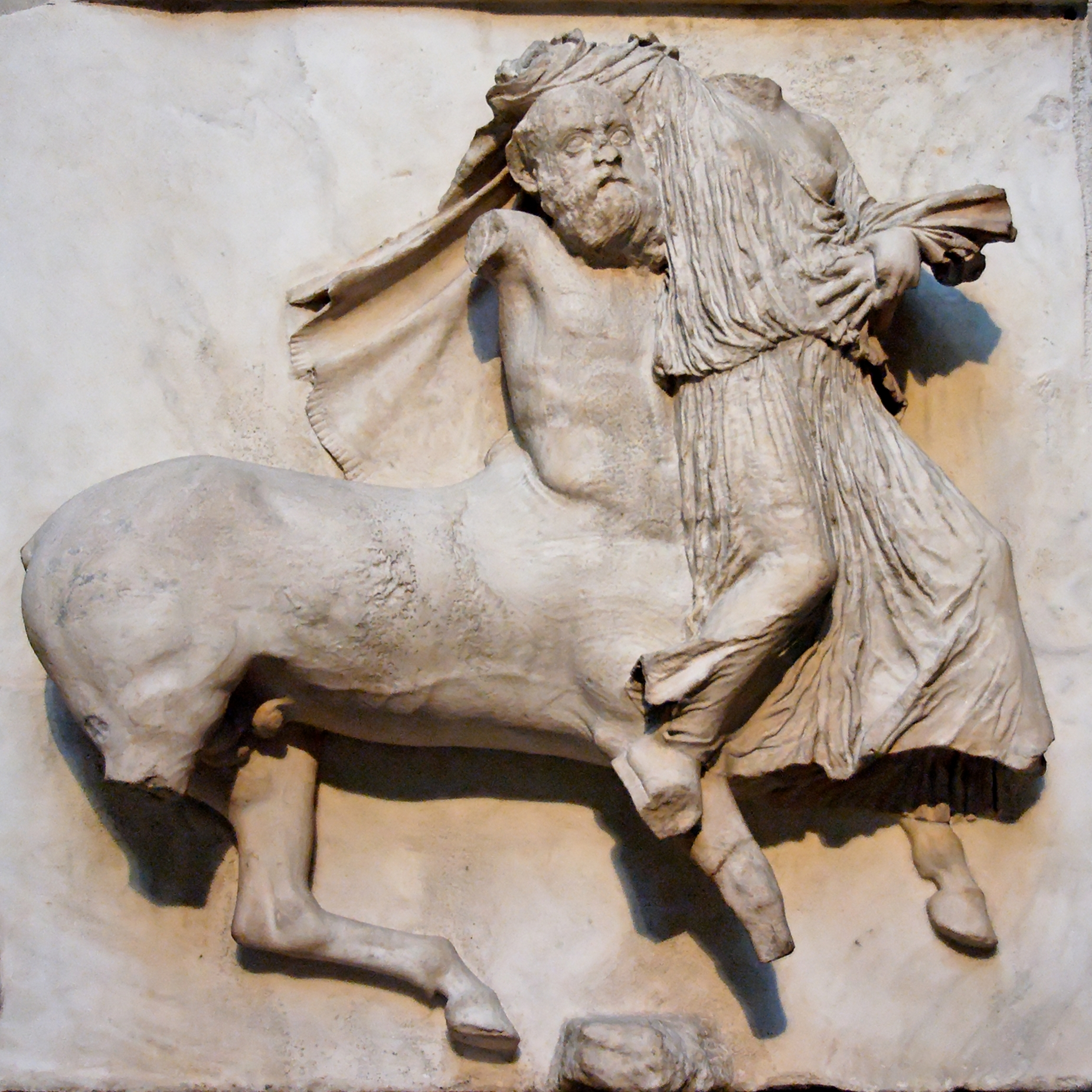
Métope sud XXIX.
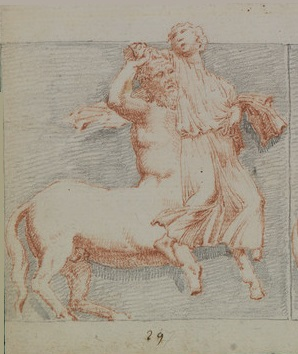
Métope XXIX sud, dessinée en 1674.

La métope sud XXVIII est par son style assez similaire à sa voisine sud XXVII. Un Centaure se cabre au-dessus d'un Lapithe au sol. Sur le bras gauche, il a une peau de bête, peut-être de panthère, qu'il a dû utiliser pour se protéger. Dans la main droite, il tient un grand vase. Si le bras et le vase ont disparu, il reste cependant un fragment au-dessus de l'épaule du Centaure,. Martin Robertson suggère que l'homme que le Centaure s'apprête à achever pourrait être Dédale,. La métope sud XXIX est une des cinq conservées qui ne représente pas le combat, mais la cause du combat : un Centaure chauve emporte une femme lapithe. Il l'enserre du bras gauche. Le dessin attribué à Carrey montre qu'il lui tenait le poignet droit avec la main droite,. La qualité de la sculpture est très hétérogène. Le visage du Centaure est figé et inexpressif ; la position de la Lapithe est improbable. Par contraste le drapé du chiton est de très haute tenue, du niveau de celui de l'Iris du fronton ouest ; il en est de même pour le liseré du manteau du Centaure, du niveau de ce qui se trouve sur la frise,,.

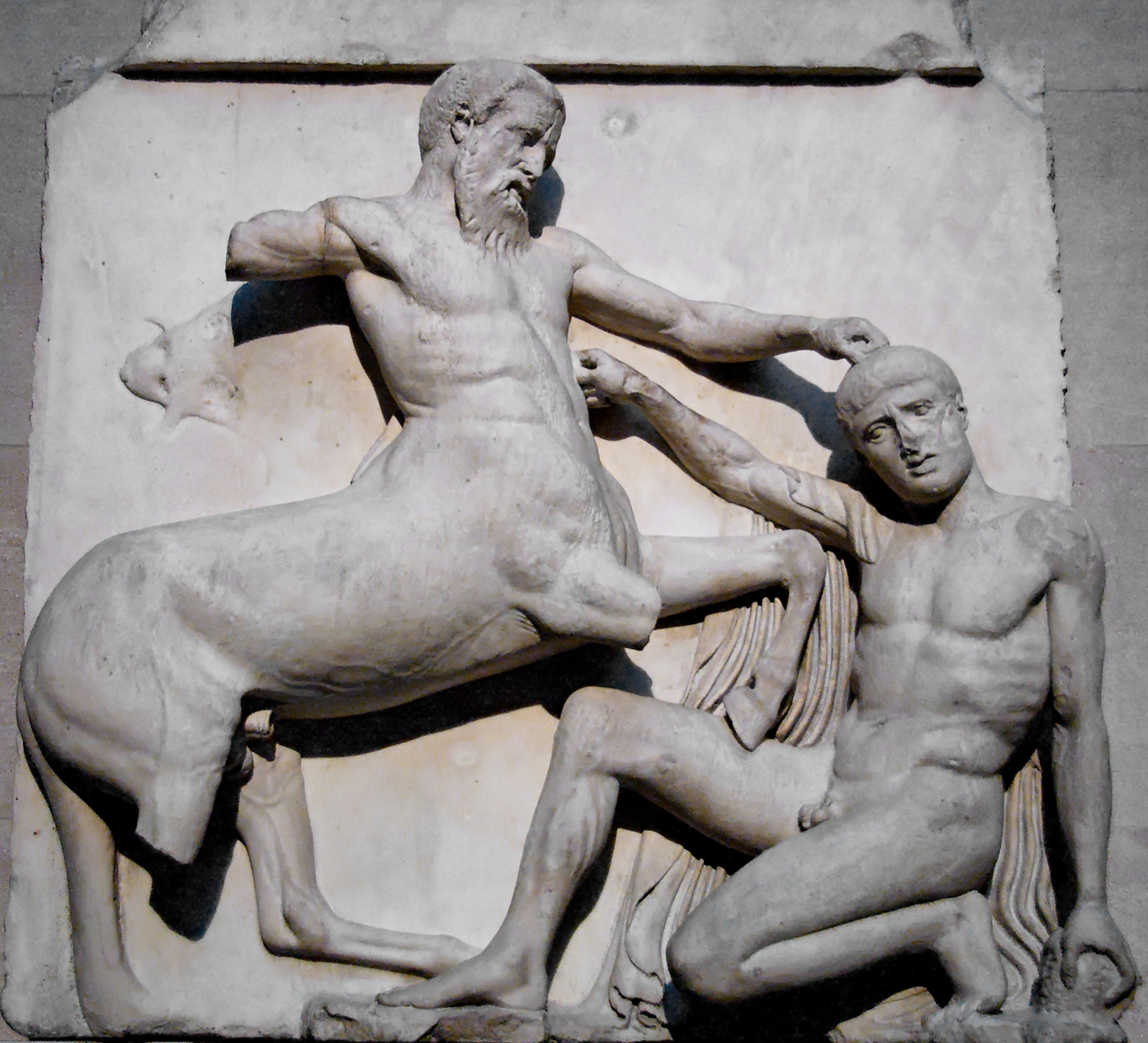
Métope XXX.
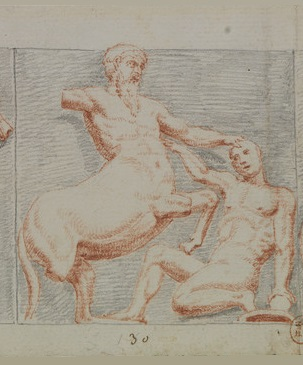
Métope sud XXX dessinée en 1674.
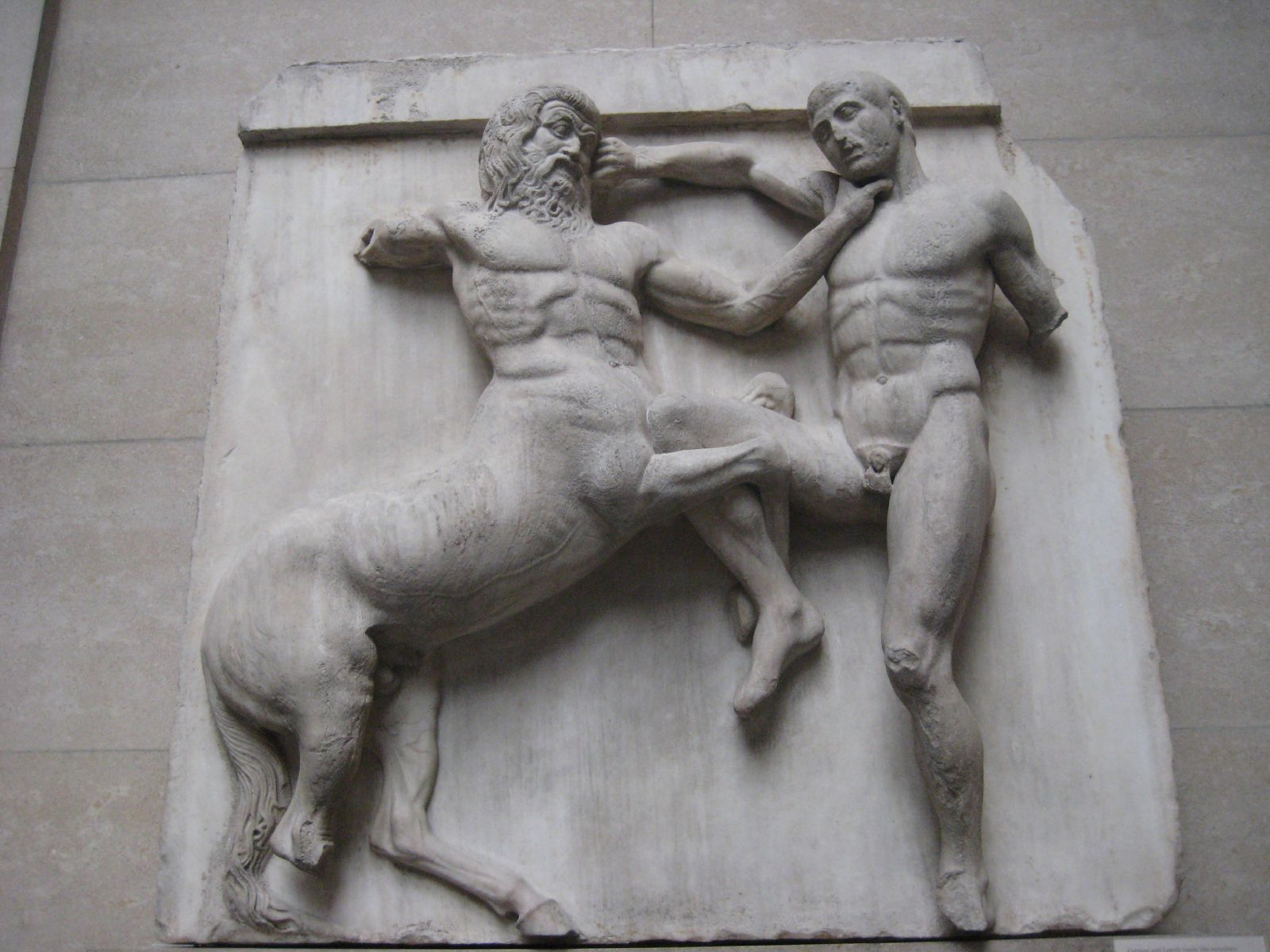
Métope sud XXXI.
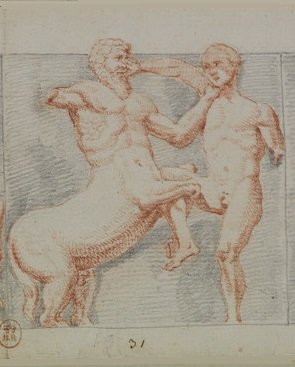
Métope XXXI sud, dessinée en 1674.
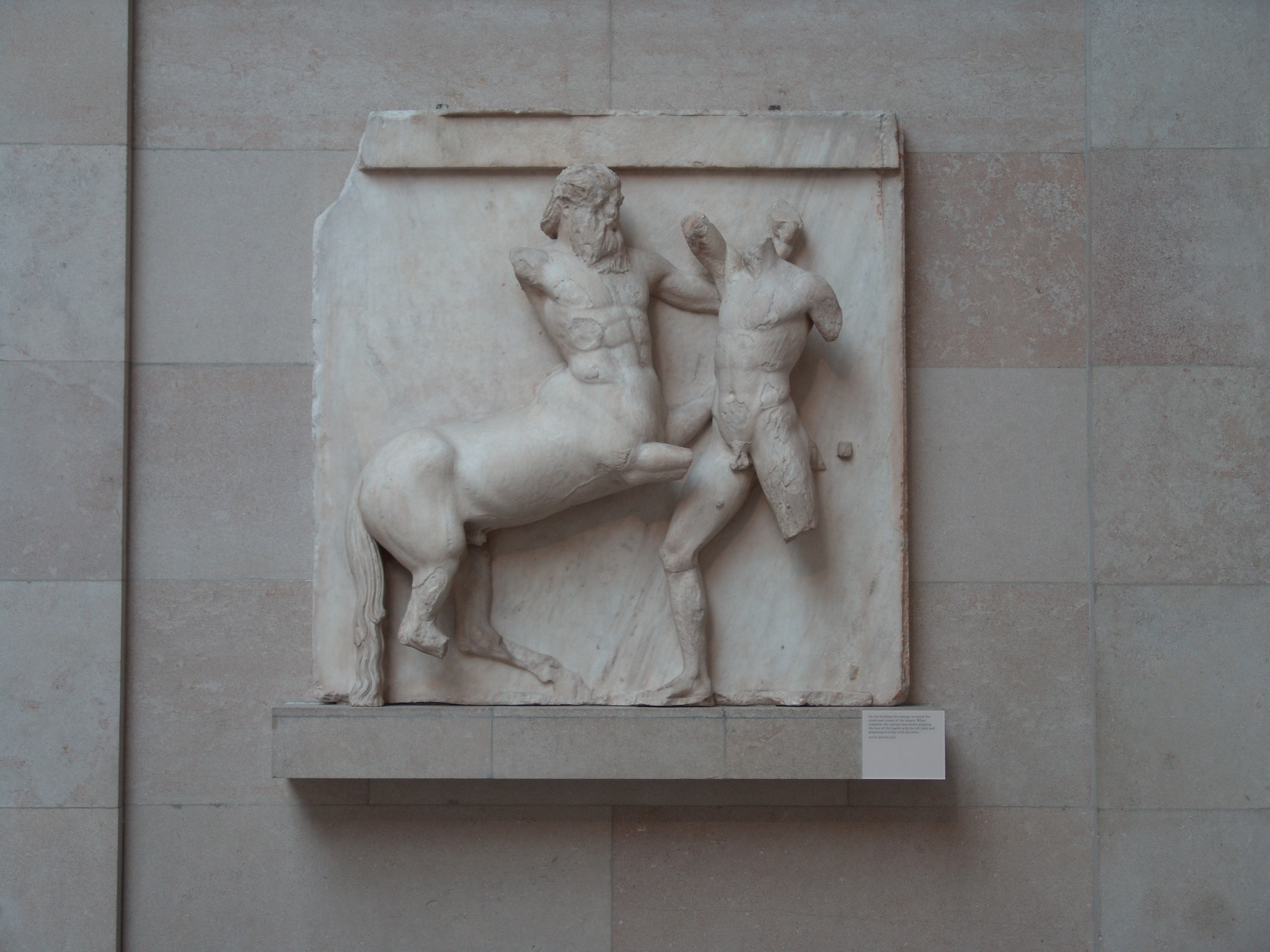
Métope sud XXXII.
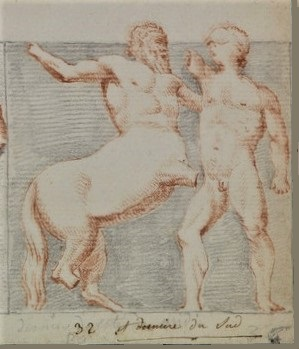
Métope XXXII sud, dessinée en 1674.

Sur la métope sud XXX, le Lapithe à droite est agenouillé. Le Centaure lui enfonce les sabots des jambes avant dans les cuisses. Le mouvement est encore visible pour les membres droits ; les membres gauches ont été brisés. La métope sud XXXI est elle aussi sculptée dans un style un peu ancien (sévère) pour cette seconde moitié du Ve siècle av. J.-C.,. Le Centaure, à gauche, saisit le Lapithe à la gorge. Entre ses jambes avant, il tient la jambe droite de son adversaire qui lui entre le genou dans le poitrail. Le Lapithe essaie de tirer les cheveux hirsutes du Centaure. Les positions sont figées ; l'anatomie est peu rendue. Le visage du Centaure est plus grotesque qu'expressif. La qualité même du travail avait laissé à désirer : le bras droit du Centaure s'est cassé dans l'antiquité et a été remplacé par un nouveau attaché par des chevilles.
Sur la métope sud XXXII, le Lapithe, à droite, s'avance de façon déterminée vers le Centaure à gauche. Celui-ci est cabré, comme pour se protéger. Sur le dessin attribué à Carrey, les bras droit du Centaure et gauche du Lapithe étaient encore présents. La tête du Lapithe existait aussi encore en 1674. Un détail sur le front a fait émettre l'hypothèse que le Lapithe aurait pu porter un casque corinthien. La position du corps et des bras du Lapithe rappellent celles d'Harmodios dans le groupe des Tyrannoctones. S'ajoute le fait que cette métope soit la dernière au coin sud-est (près de la façade la plus sacrée). Dès lors, l'homme est parfois identifié à Thésée, fondateur de la démocratie athénienne,.